# L'isola dei famosi (sedicesima edizione)
La sedicesima edizione del reality show L'isola dei famosi è andata in onda in prima serata su Canale 5 dal 21 marzo al 27 giugno 2022. Si è trattata della settima edizione consecutiva trasmessa da Mediaset, con la conduzione di Ilary Blasi per il secondo anno consecutivo, affiancata in studio dagli opinionisti Nicola Savino e Vladimir Luxuria, e con la partecipazione dell'inviato Alvin. È durata 99 giorni, ha avuto 32 naufraghi e 25 puntate e si è tenuta presso Cayos Cochinos (Honduras). Il motto di questa edizione è stato L'isola dei famosi 2022: Tutto può cambiare!.
Le vicende dei naufraghi sono state trasmesse da Canale 5 in prima serata con un doppio appuntamento settimanale (il lunedì e il giovedì fino all'ottava puntata, in seguito dalla nona alla ventesima puntata il lunedì e il venerdì e infine dalla ventunesima alla venticinquesima puntata solamente il lunedì), mentre la trasmissione delle strisce quotidiane nel day-time è stata affidata a Canale 5 e ad Italia 1 dal lunedì al venerdì. Inoltre su La5 e su Mediaset Extra è stato trasmesso il day-time con aggiunta del materiale inedito con il titolo de L'isola dei famosi - Extended Edition, la cui durata era di 185 minuti.
L'edizione si è conclusa con la vittoria di Nicolas Vaporidis, che si è aggiudicato il montepremi di 100000 €.

## Produzione
Come nell'edizione precedente, il programma è stato trasmesso due volte a settimana: il lunedì e il giovedì, in modo da accelerare le dinamiche delle nomination e delle eliminazioni. Dal 22 aprile 2022 a causa della versione spagnola del reality, Supervivientes, la puntata del giovedì è passata al venerdì in modo da garantire due dirette settimanali al lunedì e al venerdì. Le due puntate settimanali sono andate in onda fino al 27 maggio, in quanto dal 30 maggio il programma va in onda solamente nella serata del lunedì.
Grazie a questa edizione, Lory Del Santo consegue il primato di unica vincitrice del programma (tra uomini e donne) ad essere tornata in gioco nuovamente (Lory Del Santo infatti vinse la terza edizione del programma). In generale, Lory Del Santo è attualmente l'unica vincitrice di reality show nella televisione italiana ad essere tornata in gioco in un'edizione successiva dello stesso reality.
Con la durata di 99 giorni, per una durata di tre mesi, è l'edizione più lunga nella storia de L'isola dei famosi, seguita da L'isola dei famosi 13 e  L'isola dei famosi 15, entrambe con la durata di 85 giorni.
Questa edizione conta 25 puntate risultando essere l'edizione con più puntate nella storia del programma. Prima il record lo deteneva l'edizione precedente con 22 puntate. 
Con un totale di 32 partecipanti, questa edizione è quella che conta più naufraghi in tutta la storia del programma. 
Inoltre, con la semifinale di lunedì 20 giugno 2022, il programma ha raggiunto il traguardo delle 100 puntate trasmesse su Canale 5.
Questa edizione si è distinta anche per la partecipazione speciale fissa in studio dell'avvocato Luca Di Carlo noto con lo pseudonimo l'avvocato del diavolo partecipando anche a Isola Party.
Una delle novità di questa edizione è che vi sono dei concorrenti che gareggiano in coppia ed altri singolarmente. Dalla settima puntata dell'11 aprile 2022 fino alla decima puntata del 22 aprile le coppie sono state divise ad eccezione della coppia formata da Estefanía Bernal & Roger Balduino; ogni naufrago è stato diviso in due squadre: la Tribù dei Cucaracha e la Tribù dei Tiburón. Dalla decima puntata del 22 aprile le due squadre vengono sciolte e ogni naufrago partecipa per conto proprio.
Pochi giorni prima della partenza del programma, il 15 marzo 2022, Alvin è risultato positivo al SARS-CoV-2 e l'intenzione era quella di sostituirlo con Vladimir Luxuria in attesa della sua guarigione. Fortunatamente, però, l'esito del tampone del 18 marzo è risultato negativo e l'inviato è potuto ufficialmente partire. Nello stesso tempo anche la concorrente Ilona Staller era risultata positiva, successivamente dopo l'esito del tampone del 18 marzo, è risultata negativa ed è potuta partire per l'Honduras.
Il 1º aprile 2022 è stato annunciato che la concorrente Patrizia Bonetti è stata costretta a ritirarsi dal gioco a causa delle ustioni provocate dalla prova del fuoco nella seconda puntata del 24 marzo, già assente nella terza puntata del 28 marzo.
Il 6 aprile 2022 in seguito ai controlli della produzione il concorrente Silvano Michetti è stato espulso, dopo che quest'ultimo nel corso della quinta puntata del 4 aprile aveva pronunciato per sbaglio una frase blasfema.
Nel corso dell'ottava puntata del 14 aprile 2022 l'inviato Alvin comunica che la concorrente Jovana Djordjevic è stata costretta a ritirarsi dal gioco a causa di problemi di salute.
Nel corso della diciannovesima puntata del 23 maggio 2022 in seguito all'allungamento del programma, è stata data la possibilità ai vecchi naufraghi di rimanere o di ritirarsi. Nel corso della puntata stessa i naufraghi: Alessandro Iannoni, Guendalina Tavassi, Blind e Licia Nunez hanno deciso di ritirarsi dal gioco.
L'allungamento del programma, ha suscitato critiche e perplessità da parte del pubblico, in quanto ciò avrebbe causato numerosi ritiri per problemi di salute che avrebbero compromesso la riuscita della trasmissione, infatti:
- il 2 giugno 2022 la produzione del programma ha comunicato che il concorrente Roger Balduino, è stato costretto ad abbandonare il programma a causa di un infortunio al piede[49][50];

- il 9 giugno 2022 la produzione del programma ha comunicato che il concorrente Marco Cucolo, è stato costretto a ritirarsi dal programma a causa di problemi medici[51][52].

- nel corso della ventiquattresima puntata (la semifinale) del 20 giugno 2022 il concorrente Edoardo Tavassi a causa di un infortunio a un ginocchio è stato costretto ad abbandonare il programma[53].

Per il secondo anno consecutivo, stavolta per esigenze di risparmio, la proclamazione del vincitore viene svolta in Honduras.

### Sigla
Oltre alla classica sigla del programma, prima e dopo la pubblicità viene utilizzata come sigla la canzone Matera, dal film No Time to Die.

## Conduzione
Per il secondo anno consecutivo la conduzione è stata affidata ad Ilary Blasi, il ruolo di inviato è stato ricoperto da Alvin (ruolo che aveva già ricoperto nella decima, nell'undicesima e nella quattordicesima edizione), mentre i nuovi opinionisti sono stati Nicola Savino e Vladimir Luxuria. Inoltre, Ignazio Moser e Valentina Barbieri hanno condotto il contenitore Isola Party.

## Ambientazione

### L'isola
Anche per questa edizione è stata confermata la location di Cayos Cochinos in Honduras. Il luogo dove i concorrenti siedono per le nomination è chiamato Palapa e la spiaggia antistante Playa Palapa.
Uno dei nuovi luoghi è stata la Tana dei Serpenti, un luogo misterioso che nasconde una leggenda.
La spiaggia in cui risiedono le coppie è chiamata Playa Accoppiada. Dalla settima puntata dell'11 aprile 2022 fino alla decima puntata del 22 aprile le coppie sono state divise ad eccezione di una; ogni naufrago è stato diviso in due squadre: la Tribù dei Cucaracha e la Tribù dei Tiburón. Dalla ventiduesima puntata del 6 giugno fino alla ventiquattresima puntata (la semifinale) del 20 giugno i naufraghi sono approdati su una nuova isola chiamata Playa Ultimo Sfuerzo. In occasione dell'ultima settimana sull'isola, tutti i naufraghi vengono trasferiti su Cayo Paloma. 
Inoltre, una delle nuove isole è Playa Sgamada, in cui ci risiedono le coppie eliminate e di conseguenza diventano concorrenti singoli e infine dopo lo scioglimento delle squadre ogni concorrente veniva portato da solo su quest'isola. Dalla diciassettesima puntata del 16 maggio 2022 Playa Sgamada viene chiusa e i naufraghi eliminati vengono trasferiti su una nuova isola, Playa Sgamadissima, in cui sono rimasti fino alla ventiquattresima puntata (la semifinale) del 20 giugno.

### Lo studio
Il programma è andato in onda dallo studio 20 del Centro di produzione Mediaset di Cologno Monzese (Milano). La scenografia è stata completamente nuova rispetto all'edizione precedente.

## I naufraghi
L'età dei concorrenti si riferisce al momento dello sbarco sull'isola.
| Concorrente               | Età     | Professione                                                    | Giorni | Luogo di nascita    | Stato                |
| ------------------------- | ------- | -------------------------------------------------------------- | ------ | ------------------- | -------------------- |
| Nicolas Vaporidis         | 40 anni | Attore, produttore cinematografico, ristoratore                | 1-99   | Roma                | Vincitore            |
| Luca Daffrè               | 26 anni | Modello, ex nuotatore, personaggio TV                          | 57-99  | Trento              | Secondo classificato |
| Carmen Di Pietro          | 56 anni | Attrice, showgirl, conduttrice radiofonica, ex modella         | 1-99   | Potenza             | Terza classificata   |
| Mercédesz Henger          | 30 anni | Attrice, personaggio TV                                        | 47-99  | Győr                | Quarta classificata  |
| Maria Laura De Vitis      | 24 anni | Modella, influencer, personaggio TV                            | 47-99  | Reggio Emilia       | Quinta classificata  |
| Nick Luciani              | 51 anni | Cantante, membro del gruppo musicale I Cugini di Campagna      | 15-99  | Roma                | Sesto classificato   |
| Pamela Petrarolo          | 45 anni | Cantante, coreografa, conduttrice TV                           | 57-92  | Roma                | Eliminata            |
| Estefanía Bernal          | 26 anni | Modella, personaggio TV                                        | 1-92   | Buenos Aires        | Eliminata            |
| Edoardo Tavassi           | 37 anni | Doppiatore, videomaker, personaggio TV                         | 11-92  | Roma                | Ritirato             |
| Gennaro Auletto           | 22 anni | Modello                                                        | 57-85  | Napoli              | Eliminato            |
| Marco Cucolo              | 30 anni | Modello, videomaker, personaggio TV                            | 1-81   | Napoli              | Ritirato             |
| Lory Del Santo            | 63 anni | Attrice, registra, personaggio TV                              | 1-78   | Povegliano Veronese | Eliminata            |
| Roger Balduino            | 29 anni | Modello                                                        | 1-74   | Erechim             | Ritirato             |
| Marco Maccarini           | 45 anni | Conduttore radiofonico, conduttore TV                          | 57-71  | Torino              | Eliminato            |
| Fabrizia Santarelli       | 29 anni | Modella, avvocatessa, personaggio TV                           | 47-68  | Bari                | Eliminata            |
| Licia Nunez               | 44 anni | Attrice, personaggio TV                                        | 22-64  | Barletta            | Ritirata             |
| Franco "Blind" Popi Rujan | 22 anni | Rapper                                                         | 4-64   | Perugia             | Ritirato             |
| Guendalina Tavassi        | 36 anni | Influencer, personaggio TV                                     | 11-64  | Roma                | Ritirata             |
| Alessandro Iannoni        | 20 anni | Studente universitario                                         | 1-64   | Roma                | Ritirato             |
| Clemente Russo            | 39 anni | Pugile, personaggio TV                                         | 1-57   | Caserta             | Eliminato            |
| Laura Maddaloni           | 41 anni | Atleta judoka                                                  | 1-54   | Napoli              | Eliminata            |
| Ilona Staller             | 70 anni | Cantante, ex attrice pornografica, ex conduttrice radiofonica  | 1-43   | Budapest            | Eliminata            |
| Marco Senise              | 58 anni | Conduttore TV                                                  | 22-40  | Roma                | Eliminato            |
| Gustavo Rodríguez         | 62 anni | Ex pastore della Chiesa Anglicana argentina                    | 1-33   | Buenos Aires        | Eliminato            |
| Jeremias Rodríguez        | 33 anni | Influencer, personaggio TV                                     | 1-29   | Buenos Aires        | Ritirato             |
| Floriana Secondi          | 44 anni | Personaggio TV                                                 | 1-25   | Roma                | Eliminata            |
| Jovana Djordjevic         | 30 anni | Modella                                                        | 1-25   | Novi Sad            | Ritirata             |
| Roberta Morise            | 36 anni | Cantante, modella, conduttrice TV                              | 4-18   | Cariati             | Eliminata            |
| Silvano Michetti          | 75 anni | Batterista, fondatore del gruppo musicale I Cugini di Campagna | 15-17  | Roma                | Espulso              |
| Marco Melandri            | 39 anni | Pilota motociclistico                                          | 1-15   | Ravenna             | Eliminato            |
| Patrizia Bonetti          | 27 anni | Influencer, modella, personaggio TV                            | 4-11   | L'Avana             | Ritirata             |
| Antonio Zequila           | 58 anni | Attore, personaggio TV                                         | 1-11   | Atrani              | Eliminato            |

### Ospiti in Honduras
| Ospite             | Età     | Professione                | Permanenza   | Luogo di nascita |
| ------------------ | ------- | -------------------------- | ------------ | ---------------- |
| Beatriz Marino     | 30 anni | Modella, influencer        | Giorni 40-47 | Rio De Janeiro   |
| Federico Perna     | 35 anni | Manager nella ristorazione | Giorno 47    | Roma             |
| Greta Tigani       | 22 anni | Nail designer              | Giorno 61    | Perugia          |
| Cloè D'Arcangelo   | 26 anni | Modella                    | Giorno 68    | Milano           |
| Vanessa Perna      | 50 anni | Cantante                   | Giorno 85    | Roma             |
| Alessandro Iannoni | 20 anni | Studente universitario     | Giorno 99    | Roma             |
| Maurizio Daffrè    | 70 anni | Pensionato                 | Giorno 99    | Trento           |
| Rossana De Vitis   | 50 anni | Personaggio TV             | Giorno 99    | Reggio Emilia    |

### Guest star
| Ospite       | Età     | Professione                         | Permanenza | Luogo di nascita |
| ------------ | ------- | ----------------------------------- | ---------- | ---------------- |
| Soleil Sorge | 27 anni | Influencer, modella, personaggio TV | Giorno 78  | Los Angeles      |
| Vera Gemma   | 51 anni | Attrice, personaggio TV             | Giorno 78  | Roma             |

### Riepilogo delle coppie, delle categorie e dei luoghi
Nella seguente tabella è illustrata la coppia o la categoria di ciascun concorrente oppure il luogo in cui si trova:

|                           | Settimana 1                                    | Settimana 1                                    | Settimana 1                                    | Settimana 1                                    | Settimana 2                                    | Settimana 2                                     | Settimana 3                                     | Settimana 3                                     | Settimana 4                                   | Settimana 4                                   | Settimana 5                                   | Settimana 5                         | Settimana 6                         | Settimana 6                         | Settimana 7                         | Settimana 7                         | Settimana 8                         | Settimana 8                         | Settimana 9                         | Settimana 9                         | Settimana 10                        | Settimana 10                         | Settimana 11                         | Settimana 12                         | Settimana 13                         | Settimana 14                         | Settimana 14                         | Ultima settimana                     | Ultima settimana                                |                                     |
| Giorno 1                  | Giorno 1                                       | Giorno 4                                       | Giorno 4                                       | Giorno 8                                       | Giorno 11                                      | Giorno 15                                       | Giorno 18                                       | Giorno 22                                       | Giorno 25                                     | Giorno 29                                     | Giorno 33                                     | Giorno 36                           | Giorno 40                           | Giorno 43                           | Giorno 47                           | Giorno 50                           | Giorno 54                           | Giorno 57                           | Giorno 61                           | Giorno 64                           | Giorno 68                           | Giorno 71                            | Giorno 78                            | Giorno 85                            | Giorno 92                            | Giorno 92                            | Giorno 99                            | Giorno 99                            |                                                 |                                     |
| ------------------------- | ---------------------------------------------- | ---------------------------------------------- | ---------------------------------------------- | ---------------------------------------------- | ---------------------------------------------- | ----------------------------------------------- | ----------------------------------------------- | ----------------------------------------------- | --------------------------------------------- | --------------------------------------------- | --------------------------------------------- | ----------------------------------- | ----------------------------------- | ----------------------------------- | ----------------------------------- | ----------------------------------- | ----------------------------------- | ----------------------------------- | ----------------------------------- | ----------------------------------- | ----------------------------------- | ------------------------------------ | ------------------------------------ | ------------------------------------ | ------------------------------------ | ------------------------------------ | ------------------------------------ | ------------------------------------ | ----------------------------------------------- | ----------------------------------- |
| Nicolas Vaporidis         | In coppia con Estefanía Bernal (Giorni 1-18)   | In coppia con Estefanía Bernal (Giorni 1-18)   | In coppia con Estefanía Bernal (Giorni 1-18)   | In coppia con Estefanía Bernal (Giorni 1-18)   | In coppia con Estefanía Bernal (Giorni 1-18)   | In coppia con Estefanía Bernal (Giorni 1-18)    | In coppia con Estefanía Bernal (Giorni 1-18)    | In coppia con Ilona Staller (Giorni 18-22)      | Tribù dei Cucaracha (Giorni 22-33)            | Tribù dei Cucaracha (Giorni 22-33)            | Tribù dei Cucaracha (Giorni 22-33)            | Playa Rinovada (Giorni 33-78)       | Playa Rinovada (Giorni 33-78)       | Playa Rinovada (Giorni 33-78)       | Playa Rinovada (Giorni 33-78)       | Playa Rinovada (Giorni 33-78)       | Playa Rinovada (Giorni 33-78)       | Playa Rinovada (Giorni 33-78)       | Playa Rinovada (Giorni 33-78)       | Playa Rinovada (Giorni 33-78)       | Playa Rinovada (Giorni 33-78)       | Playa Rinovada (Giorni 33-78)        | Playa Rinovada (Giorni 33-78)        | N.D.                                 | Finalista (Giorni 85-99)             | Finalista (Giorni 85-99)             | Finalista (Giorni 85-99)             | N.D.                                 | Vincitore (Settimana 15 - Giorno 99)            |                                     |
| Nicolas Vaporidis         | In coppia con Estefanía Bernal (Giorni 1-18)   | In coppia con Estefanía Bernal (Giorni 1-18)   | In coppia con Estefanía Bernal (Giorni 1-18)   | In coppia con Estefanía Bernal (Giorni 1-18)   | In coppia con Estefanía Bernal (Giorni 1-18)   | In coppia con Estefanía Bernal (Giorni 1-18)    | In coppia con Estefanía Bernal (Giorni 1-18)    | In coppia con Ilona Staller (Giorni 18-22)      | Tribù dei Cucaracha (Giorni 22-33)            | Tribù dei Cucaracha (Giorni 22-33)            | Tribù dei Cucaracha (Giorni 22-33)            | Playa Rinovada (Giorni 33-78)       | Playa Rinovada (Giorni 33-78)       | Playa Rinovada (Giorni 33-78)       | Playa Rinovada (Giorni 33-78)       | Playa Rinovada (Giorni 33-78)       | Playa Rinovada (Giorni 33-78)       | Playa Rinovada (Giorni 33-78)       | Playa Rinovada (Giorni 33-78)       | Playa Rinovada (Giorni 33-78)       | Playa Rinovada (Giorni 33-78)       | Playa Rinovada (Giorni 33-78)        | Playa Rinovada (Giorni 33-78)        | Playa Ultimo Sfuerzo (Giorni 78-92)  | Playa Ultimo Sfuerzo (Giorni 78-92)  | Playa Ultimo Sfuerzo (Giorni 78-92)  | Cayo Paloma (Giorni 92-99)           | N.D.                                 | Vincitore (Settimana 15 - Giorno 99)            |                                     |
| Nicolas Vaporidis         | Playa Accoppiada (Giorni 1-22)                 |                                                |                                                |                                                |                                                |                                                 |                                                 |                                                 | Tribù dei Cucaracha (Giorni 22-33)            | Tribù dei Cucaracha (Giorni 22-33)            | Tribù dei Cucaracha (Giorni 22-33)            | Playa Rinovada (Giorni 33-78)       | Playa Rinovada (Giorni 33-78)       | Playa Rinovada (Giorni 33-78)       | Playa Rinovada (Giorni 33-78)       | Playa Rinovada (Giorni 33-78)       | Playa Rinovada (Giorni 33-78)       | Playa Rinovada (Giorni 33-78)       | Playa Rinovada (Giorni 33-78)       | Playa Rinovada (Giorni 33-78)       | Playa Rinovada (Giorni 33-78)       | Playa Rinovada (Giorni 33-78)        | Playa Rinovada (Giorni 33-78)        | Playa Ultimo Sfuerzo (Giorni 78-92)  | Playa Ultimo Sfuerzo (Giorni 78-92)  | Playa Ultimo Sfuerzo (Giorni 78-92)  | Cayo Paloma (Giorni 92-99)           | N.D.                                 | Vincitore (Settimana 15 - Giorno 99)            |                                     |
| Luca Daffrè               | Non in gara                                    | Non in gara                                    | Non in gara                                    | Non in gara                                    | Non in gara                                    | Non in gara                                     | Non in gara                                     | Non in gara                                     | Non in gara                                   | Non in gara                                   | Non in gara                                   | Non in gara                         | Non in gara                         | Non in gara                         | Non in gara                         | Non in gara                         | Non in gara                         | Non in gara                         | Playa Rinovada (Giorni 57-78)       | Playa Rinovada (Giorni 57-78)       | Playa Rinovada (Giorni 57-78)       | Playa Rinovada (Giorni 57-78)        | Playa Rinovada (Giorni 57-78)        | Playa Ultimo Sfuerzo (Giorni 78-92)  | Playa Ultimo Sfuerzo (Giorni 78-92)  | Playa Ultimo Sfuerzo (Giorni 78-92)  | Finalista (Giorni 92-99)             | N.D.                                 | Secondo classificato (Settimana 15 - Giorno 99) |                                     |
| Luca Daffrè               | Non in gara                                    | Non in gara                                    | Non in gara                                    | Non in gara                                    | Non in gara                                    | Non in gara                                     | Non in gara                                     | Non in gara                                     | Non in gara                                   | Non in gara                                   | Non in gara                                   | Non in gara                         | Non in gara                         | Non in gara                         | Non in gara                         | Non in gara                         | Non in gara                         | Non in gara                         | Playa Rinovada (Giorni 57-78)       | Playa Rinovada (Giorni 57-78)       | Playa Rinovada (Giorni 57-78)       | Playa Rinovada (Giorni 57-78)        | Playa Rinovada (Giorni 57-78)        | Playa Ultimo Sfuerzo (Giorni 78-92)  | Playa Ultimo Sfuerzo (Giorni 78-92)  | Playa Ultimo Sfuerzo (Giorni 78-92)  | Cayo Paloma (Giorni 92-99)           | N.D.                                 | Secondo classificato (Settimana 15 - Giorno 99) |                                     |
| Carmen Di Pietro          | In coppia con Alessandro Iannoni (Giorni 1-22) | In coppia con Alessandro Iannoni (Giorni 1-22) | In coppia con Alessandro Iannoni (Giorni 1-22) | In coppia con Alessandro Iannoni (Giorni 1-22) | In coppia con Alessandro Iannoni (Giorni 1-22) | In coppia con Alessandro Iannoni (Giorni 1-22)  | In coppia con Alessandro Iannoni (Giorni 1-22)  | In coppia con Alessandro Iannoni (Giorni 1-22)  | Tribù dei Cucaracha (Giorni 22-33)            | Tribù dei Cucaracha (Giorni 22-33)            | Tribù dei Cucaracha (Giorni 22-33)            | Playa Rinovada (Giorni 33-78)       | Playa Rinovada (Giorni 33-78)       | Playa Rinovada (Giorni 33-78)       | Playa Rinovada (Giorni 33-78)       | Playa Rinovada (Giorni 33-78)       | Playa Rinovada (Giorni 33-78)       | Playa Rinovada (Giorni 33-78)       | Playa Rinovada (Giorni 33-78)       | Playa Rinovada (Giorni 33-78)       | Playa Rinovada (Giorni 33-78)       | Playa Rinovada (Giorni 33-78)        | Playa Rinovada (Giorni 33-78)        | Playa Ultimo Sfuerzo (Giorni 78-92)  | Playa Ultimo Sfuerzo (Giorni 78-92)  | Playa Ultimo Sfuerzo (Giorni 78-92)  | Finalista (Giorni 92-99)             | N.D.                                 | Terza classificata (Settimana 15 - Giorno 99)   |                                     |
| Carmen Di Pietro          | Playa Accoppiada (Giorni 1-22)                 | Playa Accoppiada (Giorni 1-22)                 | Playa Accoppiada (Giorni 1-22)                 | Playa Accoppiada (Giorni 1-22)                 | Playa Accoppiada (Giorni 1-22)                 | Playa Accoppiada (Giorni 1-22)                  | Playa Accoppiada (Giorni 1-22)                  | Playa Accoppiada (Giorni 1-22)                  | Tribù dei Cucaracha (Giorni 22-33)            | Tribù dei Cucaracha (Giorni 22-33)            | Tribù dei Cucaracha (Giorni 22-33)            | Playa Rinovada (Giorni 33-78)       | Playa Rinovada (Giorni 33-78)       | Playa Rinovada (Giorni 33-78)       | Playa Rinovada (Giorni 33-78)       | Playa Rinovada (Giorni 33-78)       | Playa Rinovada (Giorni 33-78)       | Playa Rinovada (Giorni 33-78)       | Playa Rinovada (Giorni 33-78)       | Playa Rinovada (Giorni 33-78)       | Playa Rinovada (Giorni 33-78)       | Playa Rinovada (Giorni 33-78)        | Playa Rinovada (Giorni 33-78)        | Playa Ultimo Sfuerzo (Giorni 78-92)  | Playa Ultimo Sfuerzo (Giorni 78-92)  | Playa Ultimo Sfuerzo (Giorni 78-92)  | Cayo Paloma (Giorni 92-99)           | N.D.                                 | Terza classificata (Settimana 15 - Giorno 99)   |                                     |
| Mercedesz Henger          | Non in gara                                    | Non in gara                                    | Non in gara                                    | Non in gara                                    | Non in gara                                    | Non in gara                                     | Non in gara                                     | Non in gara                                     | Non in gara                                   | Non in gara                                   | Non in gara                                   | Non in gara                         | Non in gara                         | Non in gara                         | Non in gara                         | Playa Rinovada (Giorni 47-61)       | Playa Rinovada (Giorni 47-61)       | Playa Rinovada (Giorni 47-61)       | Playa Rinovada (Giorni 47-61)       | Playa Sgamadissima (Giorni 61-68)   | Playa Sgamadissima (Giorni 61-68)   | Playa Rinovada (Giorni 68-78)        | Playa Rinovada (Giorni 68-78)        | Playa Ultimo Sfuerzo (Giorni 78-92)  | Playa Ultimo Sfuerzo (Giorni 78-92)  | Playa Ultimo Sfuerzo (Giorni 78-92)  | Finalista (Giorni 92-99)             | N.D.                                 | Quarta classificata (Settimana 15 - Giorno 99)  |                                     |
| Mercedesz Henger          | Non in gara                                    | Non in gara                                    | Non in gara                                    | Non in gara                                    | Non in gara                                    | Non in gara                                     | Non in gara                                     | Non in gara                                     | Non in gara                                   | Non in gara                                   | Non in gara                                   | Non in gara                         | Non in gara                         | Non in gara                         | Non in gara                         | Playa Rinovada (Giorni 47-61)       | Playa Rinovada (Giorni 47-61)       | Playa Rinovada (Giorni 47-61)       | Playa Rinovada (Giorni 47-61)       | Playa Sgamadissima (Giorni 61-68)   | Playa Sgamadissima (Giorni 61-68)   | Playa Rinovada (Giorni 68-78)        | Playa Rinovada (Giorni 68-78)        | Playa Ultimo Sfuerzo (Giorni 78-92)  | Playa Ultimo Sfuerzo (Giorni 78-92)  | Playa Ultimo Sfuerzo (Giorni 78-92)  | Cayo Paloma (Giorni 92-99)           | N.D.                                 | Quarta classificata (Settimana 15 - Giorno 99)  |                                     |
| Maria Laura De Vitis      | Non in gara                                    | Non in gara                                    | Non in gara                                    | Non in gara                                    | Non in gara                                    | Non in gara                                     | Non in gara                                     | Non in gara                                     | Non in gara                                   | Non in gara                                   | Non in gara                                   | Non in gara                         | Non in gara                         | Non in gara                         | Non in gara                         | Playa Rinovada (Giorni 47-78)       | Playa Rinovada (Giorni 47-78)       | Playa Rinovada (Giorni 47-78)       | Playa Rinovada (Giorni 47-78)       | Playa Rinovada (Giorni 47-78)       | Playa Rinovada (Giorni 47-78)       | Playa Rinovada (Giorni 47-78)        | Playa Rinovada (Giorni 47-78)        | Playa Ultimo Sfuerzo (Giorni 78-92)  | Playa Ultimo Sfuerzo (Giorni 78-92)  | Playa Ultimo Sfuerzo (Giorni 78-92)  | Finalista (Giorni 92-99)             | N.D.                                 | Quinta classificata (Settimana 15 - Giorno 99)  |                                     |
| Maria Laura De Vitis      | Non in gara                                    | Non in gara                                    | Non in gara                                    | Non in gara                                    | Non in gara                                    | Non in gara                                     | Non in gara                                     | Non in gara                                     | Non in gara                                   | Non in gara                                   | Non in gara                                   | Non in gara                         | Non in gara                         | Non in gara                         | Non in gara                         | Playa Rinovada (Giorni 47-78)       | Playa Rinovada (Giorni 47-78)       | Playa Rinovada (Giorni 47-78)       | Playa Rinovada (Giorni 47-78)       | Playa Rinovada (Giorni 47-78)       | Playa Rinovada (Giorni 47-78)       | Playa Rinovada (Giorni 47-78)        | Playa Rinovada (Giorni 47-78)        | Playa Ultimo Sfuerzo (Giorni 78-92)  | Playa Ultimo Sfuerzo (Giorni 78-92)  | Playa Ultimo Sfuerzo (Giorni 78-92)  | Cayo Paloma (Giorni 92-99)           | N.D.                                 | Quinta classificata (Settimana 15 - Giorno 99)  |                                     |
| Nick Luciani              | Non in gara                                    | Non in gara                                    | Non in gara                                    | Non in gara                                    | Non in gara                                    | Non in gara                                     | In coppia con Silvano Michetti (Giorni 15-17)   | In coppia con Blind (Giorni 18-22)              | Tribù dei Cucaracha (Giorni 22-33)            | Tribù dei Cucaracha (Giorni 22-33)            | Tribù dei Cucaracha (Giorni 22-33)            | Playa Rinovada (Giorni 33-78)       | Playa Rinovada (Giorni 33-78)       | Playa Rinovada (Giorni 33-78)       | Playa Rinovada (Giorni 33-78)       | Playa Rinovada (Giorni 33-78)       | Playa Rinovada (Giorni 33-78)       | Playa Rinovada (Giorni 33-78)       | Playa Rinovada (Giorni 33-78)       | Playa Rinovada (Giorni 33-78)       | Playa Rinovada (Giorni 33-78)       | Playa Rinovada (Giorni 33-78)        | Playa Rinovada (Giorni 33-78)        | Playa Ultimo Sfuerzo (Giorni 78-92)  | Playa Ultimo Sfuerzo (Giorni 78-92)  | Playa Ultimo Sfuerzo (Giorni 78-92)  | Finalista (Giorni 92-99)             | N.D.                                 | Sesto classificato (Settimana 15 - Giorno 99)   |                                     |
| Nick Luciani              | Non in gara                                    | Non in gara                                    | Non in gara                                    | Non in gara                                    | Non in gara                                    | Non in gara                                     | Playa Accoppiada (Giorni 15-22)                 | Playa Accoppiada (Giorni 15-22)                 | Tribù dei Cucaracha (Giorni 22-33)            | Tribù dei Cucaracha (Giorni 22-33)            | Tribù dei Cucaracha (Giorni 22-33)            | Playa Rinovada (Giorni 33-78)       | Playa Rinovada (Giorni 33-78)       | Playa Rinovada (Giorni 33-78)       | Playa Rinovada (Giorni 33-78)       | Playa Rinovada (Giorni 33-78)       | Playa Rinovada (Giorni 33-78)       | Playa Rinovada (Giorni 33-78)       | Playa Rinovada (Giorni 33-78)       | Playa Rinovada (Giorni 33-78)       | Playa Rinovada (Giorni 33-78)       | Playa Rinovada (Giorni 33-78)        | Playa Rinovada (Giorni 33-78)        | Playa Ultimo Sfuerzo (Giorni 78-92)  | Playa Ultimo Sfuerzo (Giorni 78-92)  | Playa Ultimo Sfuerzo (Giorni 78-92)  | Cayo Paloma (Giorni 92-99)           | N.D.                                 | Sesto classificato (Settimana 15 - Giorno 99)   |                                     |
| Pamela Petrarolo          | Non in gara                                    | Non in gara                                    | Non in gara                                    | Non in gara                                    | Non in gara                                    | Non in gara                                     | Non in gara                                     | Non in gara                                     | Non in gara                                   | Non in gara                                   | Non in gara                                   | Non in gara                         | Non in gara                         | Non in gara                         | Non in gara                         | Non in gara                         | Non in gara                         | Non in gara                         | Playa Rinovada (Giorni 57-71)       | Playa Rinovada (Giorni 57-71)       | Playa Rinovada (Giorni 57-71)       | Playa Rinovada (Giorni 57-71)        | Playa Sgamadissima (Giorni 71-92)    | Playa Sgamadissima (Giorni 71-92)    | Playa Sgamadissima (Giorni 71-92)    | Playa Sgamadissima (Giorni 71-92)    | Eliminate (Settimana 14 - Giorno 92) | Eliminate (Settimana 14 - Giorno 92) | Eliminate (Settimana 14 - Giorno 92)            |                                     |
| Estefanía Bernal          | In coppia con Nicolas Vaporidis (Giorni 1-18)  | In coppia con Nicolas Vaporidis (Giorni 1-18)  | In coppia con Nicolas Vaporidis (Giorni 1-18)  | In coppia con Nicolas Vaporidis (Giorni 1-18)  | In coppia con Nicolas Vaporidis (Giorni 1-18)  | In coppia con Nicolas Vaporidis (Giorni 1-18)   | In coppia con Nicolas Vaporidis (Giorni 1-18)   | In coppia con Roger Balduino (Giorni 18-33)     | In coppia con Roger Balduino (Giorni 18-33)   | In coppia con Roger Balduino (Giorni 18-33)   | In coppia con Roger Balduino (Giorni 18-33)   | Playa Rinovada (Giorni 33-43)       | Playa Rinovada (Giorni 33-43)       | Playa Rinovada (Giorni 33-43)       | Playa Sgamada (Giorni 43-57)        | Playa Sgamada (Giorni 43-57)        | Playa Sgamada (Giorni 43-57)        | Playa Sgamada (Giorni 43-57)        | Playa Rinovada (Giorni 57-78)       | Playa Rinovada (Giorni 57-78)       | Playa Rinovada (Giorni 57-78)       | Playa Rinovada (Giorni 57-78)        | Playa Rinovada (Giorni 57-78)        | Playa Ultimo Sfuerzo (Giorni 78-92)  | Playa Ultimo Sfuerzo (Giorni 78-92)  | Playa Ultimo Sfuerzo (Giorni 78-92)  | Eliminate (Settimana 14 - Giorno 92) | Eliminate (Settimana 14 - Giorno 92) | Eliminate (Settimana 14 - Giorno 92)            |                                     |
| Estefanía Bernal          | Playa Accoppiada (Giorni 1-22)                 | Playa Accoppiada (Giorni 1-22)                 | Playa Accoppiada (Giorni 1-22)                 | Playa Accoppiada (Giorni 1-22)                 | Playa Accoppiada (Giorni 1-22)                 | Playa Accoppiada (Giorni 1-22)                  | Playa Accoppiada (Giorni 1-22)                  | Playa Accoppiada (Giorni 1-22)                  | Tribù dei Tiburón (Giorni 22-33)              | Tribù dei Tiburón (Giorni 22-33)              | Tribù dei Tiburón (Giorni 22-33)              | Playa Rinovada (Giorni 33-43)       | Playa Rinovada (Giorni 33-43)       | Playa Rinovada (Giorni 33-43)       | Playa Sgamada (Giorni 43-57)        | Playa Sgamada (Giorni 43-57)        | Playa Sgamada (Giorni 43-57)        | Playa Sgamada (Giorni 43-57)        | Playa Rinovada (Giorni 57-78)       | Playa Rinovada (Giorni 57-78)       | Playa Rinovada (Giorni 57-78)       | Playa Rinovada (Giorni 57-78)        | Playa Rinovada (Giorni 57-78)        | Playa Ultimo Sfuerzo (Giorni 78-92)  | Playa Ultimo Sfuerzo (Giorni 78-92)  | Playa Ultimo Sfuerzo (Giorni 78-92)  | Eliminate (Settimana 14 - Giorno 92) | Eliminate (Settimana 14 - Giorno 92) | Eliminate (Settimana 14 - Giorno 92)            |                                     |
| Edoardo Tavassi           | Non in gara                                    | Non in gara                                    | Non in gara                                    | Non in gara                                    | Non in gara                                    | In coppia con Guendalina Tavassi (Giorni 11-22) | In coppia con Guendalina Tavassi (Giorni 11-22) | In coppia con Guendalina Tavassi (Giorni 11-22) | Tribù dei Tiburón (Giorni 22-25)              | Tribù dei Cucaracha (Giorni 25-33)            | Tribù dei Cucaracha (Giorni 25-33)            | Playa Rinovada (Giorni 33-78)       | Playa Rinovada (Giorni 33-78)       | Playa Rinovada (Giorni 33-78)       | Playa Rinovada (Giorni 33-78)       | Playa Rinovada (Giorni 33-78)       | Playa Rinovada (Giorni 33-78)       | Playa Rinovada (Giorni 33-78)       | Playa Rinovada (Giorni 33-78)       | Playa Rinovada (Giorni 33-78)       | Playa Rinovada (Giorni 33-78)       | Playa Rinovada (Giorni 33-78)        | Playa Rinovada (Giorni 33-78)        | Playa Ultimo Sfuerzo (Giorni 78-92)  | Playa Ultimo Sfuerzo (Giorni 78-92)  | Playa Ultimo Sfuerzo (Giorni 78-92)  | Ritirato (Settimana 14 - Giorno 92)  | Ritirato (Settimana 14 - Giorno 92)  | Ritirato (Settimana 14 - Giorno 92)             | Ritirato (Settimana 14 - Giorno 92) |
| Edoardo Tavassi           | Non in gara                                    | Non in gara                                    | Non in gara                                    | Non in gara                                    | Non in gara                                    | Playa Accoppiada (Giorni 11-22)                 |                                                 |                                                 | Tribù dei Tiburón (Giorni 22-25)              | Tribù dei Cucaracha (Giorni 25-33)            | Tribù dei Cucaracha (Giorni 25-33)            | Playa Rinovada (Giorni 33-78)       | Playa Rinovada (Giorni 33-78)       | Playa Rinovada (Giorni 33-78)       | Playa Rinovada (Giorni 33-78)       | Playa Rinovada (Giorni 33-78)       | Playa Rinovada (Giorni 33-78)       | Playa Rinovada (Giorni 33-78)       | Playa Rinovada (Giorni 33-78)       | Playa Rinovada (Giorni 33-78)       | Playa Rinovada (Giorni 33-78)       | Playa Rinovada (Giorni 33-78)        | Playa Rinovada (Giorni 33-78)        | Playa Ultimo Sfuerzo (Giorni 78-92)  | Playa Ultimo Sfuerzo (Giorni 78-92)  | Playa Ultimo Sfuerzo (Giorni 78-92)  | Ritirato (Settimana 14 - Giorno 92)  | Ritirato (Settimana 14 - Giorno 92)  | Ritirato (Settimana 14 - Giorno 92)             | Ritirato (Settimana 14 - Giorno 92) |
| Gennaro Auletto           | Non in gara                                    | Non in gara                                    | Non in gara                                    | Non in gara                                    | Non in gara                                    | Non in gara                                     | Non in gara                                     | Non in gara                                     | Non in gara                                   | Non in gara                                   | Non in gara                                   | Non in gara                         | Non in gara                         | Non in gara                         | Non in gara                         | Non in gara                         | Non in gara                         | Non in gara                         | Playa Rinovada (Giorni 57-64)       | Playa Rinovada (Giorni 57-64)       | Playa Sgamadissima (Giorni 64-68)   | Playa Rinovada (Giorni 68-78)        | Playa Rinovada (Giorni 68-78)        | Playa Ultimo Sfuerzo (Giorni 78-85)  | Eliminato (Settimana 13 - Giorno 85) | Eliminato (Settimana 13 - Giorno 85) | Eliminato (Settimana 13 - Giorno 85) | Eliminato (Settimana 13 - Giorno 85) | Eliminato (Settimana 13 - Giorno 85)            |                                     |
| Marco Cucolo              | In coppia con Lory Del Santo (Giorni 1-18)     | In coppia con Lory Del Santo (Giorni 1-18)     | In coppia con Lory Del Santo (Giorni 1-18)     | In coppia con Lory Del Santo (Giorni 1-18)     | In coppia con Lory Del Santo (Giorni 1-18)     | In coppia con Lory Del Santo (Giorni 1-18)      | In coppia con Lory Del Santo (Giorni 1-18)      | Playa Sgamada (Giorni 18-29)                    | Playa Sgamada (Giorni 18-29)                  | Playa Sgamada (Giorni 18-29)                  | Tribù dei Tiburón (Giorni 29-33)              | Playa Rinovada (Giorni 33-54)       | Playa Rinovada (Giorni 33-54)       | Playa Rinovada (Giorni 33-54)       | Playa Rinovada (Giorni 33-54)       | Playa Rinovada (Giorni 33-54)       | Playa Rinovada (Giorni 33-54)       | Playa Sgamada (Giorni 54-57)        | Playa Rinovada (Giorni 57-78)       | Playa Rinovada (Giorni 57-78)       | Playa Rinovada (Giorni 57-78)       | Playa Rinovada (Giorni 57-78)        | Playa Rinovada (Giorni 57-78)        | Playa Ultimo Sfuerzo (Giorni 78-85)  | Ritirato (Settimana 12 - Giorno 81)  | Ritirato (Settimana 12 - Giorno 81)  | Ritirato (Settimana 12 - Giorno 81)  | Ritirato (Settimana 12 - Giorno 81)  | Ritirato (Settimana 12 - Giorno 81)             |                                     |
| Marco Cucolo              | Playa Accoppiada (Giorni 1-18)                 |                                                |                                                |                                                |                                                |                                                 |                                                 | Playa Sgamada (Giorni 18-29)                    | Playa Sgamada (Giorni 18-29)                  | Playa Sgamada (Giorni 18-29)                  | Tribù dei Tiburón (Giorni 29-33)              | Playa Rinovada (Giorni 33-54)       | Playa Rinovada (Giorni 33-54)       | Playa Rinovada (Giorni 33-54)       | Playa Rinovada (Giorni 33-54)       | Playa Rinovada (Giorni 33-54)       | Playa Rinovada (Giorni 33-54)       | Playa Sgamada (Giorni 54-57)        | Playa Rinovada (Giorni 57-78)       | Playa Rinovada (Giorni 57-78)       | Playa Rinovada (Giorni 57-78)       | Playa Rinovada (Giorni 57-78)        | Playa Rinovada (Giorni 57-78)        | Playa Ultimo Sfuerzo (Giorni 78-85)  | Ritirato (Settimana 12 - Giorno 81)  | Ritirato (Settimana 12 - Giorno 81)  | Ritirato (Settimana 12 - Giorno 81)  | Ritirato (Settimana 12 - Giorno 81)  | Ritirato (Settimana 12 - Giorno 81)             |                                     |
| Lory Del Santo            | In coppia con Marco Cucolo (Giorni 1-18)       | In coppia con Marco Cucolo (Giorni 1-18)       | In coppia con Marco Cucolo (Giorni 1-18)       | In coppia con Marco Cucolo (Giorni 1-18)       | In coppia con Marco Cucolo (Giorni 1-18)       | In coppia con Marco Cucolo (Giorni 1-18)        | In coppia con Marco Cucolo (Giorni 1-18)        | Playa Sgamada (Giorni 18-29)                    | Playa Sgamada (Giorni 18-29)                  | Playa Sgamada (Giorni 18-29)                  | Tribù dei Cucaracha (Giorni 29-33)            | Playa Sgamada (Giorni 33-43)        | Playa Sgamada (Giorni 33-43)        | Playa Sgamada (Giorni 33-43)        | Playa Rinovada (Giorni 43-78)       | Playa Rinovada (Giorni 43-78)       | Playa Rinovada (Giorni 43-78)       | Playa Rinovada (Giorni 43-78)       | Playa Rinovada (Giorni 43-78)       | Playa Rinovada (Giorni 43-78)       | Playa Rinovada (Giorni 43-78)       | Playa Rinovada (Giorni 43-78)        | Playa Rinovada (Giorni 43-78)        | Eliminata (Settimana 12 - Giorno 78) | Eliminata (Settimana 12 - Giorno 78) | Eliminata (Settimana 12 - Giorno 78) | Eliminata (Settimana 12 - Giorno 78) | Eliminata (Settimana 12 - Giorno 78) | Eliminata (Settimana 12 - Giorno 78)            |                                     |
| Lory Del Santo            | Playa Accoppiada (Giorni 1-18)                 |                                                |                                                |                                                |                                                |                                                 |                                                 | Playa Sgamada (Giorni 18-29)                    | Playa Sgamada (Giorni 18-29)                  | Playa Sgamada (Giorni 18-29)                  | Tribù dei Cucaracha (Giorni 29-33)            | Playa Sgamada (Giorni 33-43)        | Playa Sgamada (Giorni 33-43)        | Playa Sgamada (Giorni 33-43)        | Playa Rinovada (Giorni 43-78)       | Playa Rinovada (Giorni 43-78)       | Playa Rinovada (Giorni 43-78)       | Playa Rinovada (Giorni 43-78)       | Playa Rinovada (Giorni 43-78)       | Playa Rinovada (Giorni 43-78)       | Playa Rinovada (Giorni 43-78)       | Playa Rinovada (Giorni 43-78)        | Playa Rinovada (Giorni 43-78)        | Eliminata (Settimana 12 - Giorno 78) | Eliminata (Settimana 12 - Giorno 78) | Eliminata (Settimana 12 - Giorno 78) | Eliminata (Settimana 12 - Giorno 78) | Eliminata (Settimana 12 - Giorno 78) | Eliminata (Settimana 12 - Giorno 78)            |                                     |
| Roger Balduino            | In coppia con Jovana Djordjevic (Giorno 1)     | Playa Sgamada (Giorni 1-8)                     | Playa Sgamada (Giorni 1-8)                     | Playa Sgamada (Giorni 1-8)                     | In coppia con Ilona Staller (Giorni 8-18)      | In coppia con Ilona Staller (Giorni 8-18)       | In coppia con Ilona Staller (Giorni 8-18)       | In coppia con Estefanía Bernal (Giorni 18-33)   | In coppia con Estefanía Bernal (Giorni 18-33) | In coppia con Estefanía Bernal (Giorni 18-33) | In coppia con Estefanía Bernal (Giorni 18-33) | Playa Rinovada (Giorni 33-68)       | Playa Rinovada (Giorni 33-68)       | Playa Rinovada (Giorni 33-68)       | Playa Rinovada (Giorni 33-68)       | Playa Rinovada (Giorni 33-68)       | Playa Rinovada (Giorni 33-68)       | Playa Rinovada (Giorni 33-68)       | Playa Rinovada (Giorni 33-68)       | Playa Rinovada (Giorni 33-68)       | Playa Rinovada (Giorni 33-68)       | Playa Sgamadissima (Giorni 68-74)    | Playa Sgamadissima (Giorni 68-74)    | Ritirato (Settimana 11 - Giorno 74)  | Ritirato (Settimana 11 - Giorno 74)  | Ritirato (Settimana 11 - Giorno 74)  | Ritirato (Settimana 11 - Giorno 74)  | Ritirato (Settimana 11 - Giorno 74)  | Ritirato (Settimana 11 - Giorno 74)             | Ritirato (Settimana 11 - Giorno 74) |
| Roger Balduino            | Playa Accoppiada (Giorno 1)                    | Playa Sgamada (Giorni 1-8)                     | Playa Sgamada (Giorni 1-8)                     | Playa Sgamada (Giorni 1-8)                     | Playa Accoppiada (Giorni 8-22)                 | Playa Accoppiada (Giorni 8-22)                  | Playa Accoppiada (Giorni 8-22)                  | Playa Accoppiada (Giorni 8-22)                  | Tribù dei Tiburón (Giorni 22-33)              | Tribù dei Tiburón (Giorni 22-33)              | Tribù dei Tiburón (Giorni 22-33)              | Playa Rinovada (Giorni 33-68)       | Playa Rinovada (Giorni 33-68)       | Playa Rinovada (Giorni 33-68)       | Playa Rinovada (Giorni 33-68)       | Playa Rinovada (Giorni 33-68)       | Playa Rinovada (Giorni 33-68)       | Playa Rinovada (Giorni 33-68)       | Playa Rinovada (Giorni 33-68)       | Playa Rinovada (Giorni 33-68)       | Playa Rinovada (Giorni 33-68)       | Playa Sgamadissima (Giorni 68-74)    | Playa Sgamadissima (Giorni 68-74)    | Ritirato (Settimana 11 - Giorno 74)  | Ritirato (Settimana 11 - Giorno 74)  | Ritirato (Settimana 11 - Giorno 74)  | Ritirato (Settimana 11 - Giorno 74)  | Ritirato (Settimana 11 - Giorno 74)  | Ritirato (Settimana 11 - Giorno 74)             | Ritirato (Settimana 11 - Giorno 74) |
| Marco Maccarini           | Non in gara                                    | Non in gara                                    | Non in gara                                    | Non in gara                                    | Non in gara                                    | Non in gara                                     | Non in gara                                     | Non in gara                                     | Non in gara                                   | Non in gara                                   | Non in gara                                   | Non in gara                         | Non in gara                         | Non in gara                         | Non in gara                         | Non in gara                         | Non in gara                         | Non in gara                         | Playa Rinovada (Giorni 57-71)       | Playa Rinovada (Giorni 57-71)       | Playa Rinovada (Giorni 57-71)       | Playa Rinovada (Giorni 57-71)        | Eliminato (Settimana 11 - Giorno 71) | Eliminato (Settimana 11 - Giorno 71) | Eliminato (Settimana 11 - Giorno 71) | Eliminato (Settimana 11 - Giorno 71) | Eliminato (Settimana 11 - Giorno 71) | Eliminato (Settimana 11 - Giorno 71) | Eliminato (Settimana 11 - Giorno 71)            |                                     |
| Fabrizia Santarelli       | Non in gara                                    | Non in gara                                    | Non in gara                                    | Non in gara                                    | Non in gara                                    | Non in gara                                     | Non in gara                                     | Non in gara                                     | Non in gara                                   | Non in gara                                   | Non in gara                                   | Non in gara                         | Non in gara                         | Non in gara                         | Non in gara                         | Playa Rinovada (Giorni 47-50)       | Playa Sgamada (Giorni 50-57)        | Playa Sgamada (Giorni 50-57)        | Playa Sgamadissima (Giorni 57-68)   | Playa Sgamadissima (Giorni 57-68)   | Playa Sgamadissima (Giorni 57-68)   | Eliminata (Settimana 10 - Giorno 68) | Eliminata (Settimana 10 - Giorno 68) | Eliminata (Settimana 10 - Giorno 68) | Eliminata (Settimana 10 - Giorno 68) | Eliminata (Settimana 10 - Giorno 68) | Eliminata (Settimana 10 - Giorno 68) | Eliminata (Settimana 10 - Giorno 68) | Eliminata (Settimana 10 - Giorno 68)            |                                     |
| Franco "Blind" Popi Rujan | Non in gara                                    | Non in gara                                    | In coppia con Roberta Morise (Giorni 4-15)     | In coppia con Roberta Morise (Giorni 4-15)     | In coppia con Roberta Morise (Giorni 4-15)     | In coppia con Roberta Morise (Giorni 4-15)      | Playa Sgamada (Giorni 15-18)                    | In coppia con Nick Luciani (Giorni 18-22)       | Tribù dei Tiburón (Giorni 22-33)              | Tribù dei Tiburón (Giorni 22-33)              | Tribù dei Tiburón (Giorni 22-33)              | Playa Rinovada (Giorni 33-57)       | Playa Rinovada (Giorni 33-57)       | Playa Rinovada (Giorni 33-57)       | Playa Rinovada (Giorni 33-57)       | Playa Rinovada (Giorni 33-57)       | Playa Rinovada (Giorni 33-57)       | Playa Rinovada (Giorni 33-57)       | Playa Sgamadissima (Giorni 57-64)   | Playa Sgamadissima (Giorni 57-64)   | Ritirati (Settimana 10 - Giorno 64) | Ritirati (Settimana 10 - Giorno 64)  | Ritirati (Settimana 10 - Giorno 64)  | Ritirati (Settimana 10 - Giorno 64)  | Ritirati (Settimana 10 - Giorno 64)  | Ritirati (Settimana 10 - Giorno 64)  | Ritirati (Settimana 10 - Giorno 64)  | Ritirati (Settimana 10 - Giorno 64)  | Ritirati (Settimana 10 - Giorno 64)             |                                     |
| Franco "Blind" Popi Rujan | Non in gara                                    | Non in gara                                    | Playa Accoppiada (Giorni 4-15)                 | Playa Accoppiada (Giorni 4-15)                 | Playa Accoppiada (Giorni 4-15)                 | Playa Accoppiada (Giorni 4-15)                  | Playa Sgamada (Giorni 15-18)                    | Playa Accoppiada (Giorni 18-22)                 | Tribù dei Tiburón (Giorni 22-33)              | Tribù dei Tiburón (Giorni 22-33)              | Tribù dei Tiburón (Giorni 22-33)              | Playa Rinovada (Giorni 33-57)       | Playa Rinovada (Giorni 33-57)       | Playa Rinovada (Giorni 33-57)       | Playa Rinovada (Giorni 33-57)       | Playa Rinovada (Giorni 33-57)       | Playa Rinovada (Giorni 33-57)       | Playa Rinovada (Giorni 33-57)       | Playa Sgamadissima (Giorni 57-64)   | Playa Sgamadissima (Giorni 57-64)   | Ritirati (Settimana 10 - Giorno 64) | Ritirati (Settimana 10 - Giorno 64)  | Ritirati (Settimana 10 - Giorno 64)  | Ritirati (Settimana 10 - Giorno 64)  | Ritirati (Settimana 10 - Giorno 64)  | Ritirati (Settimana 10 - Giorno 64)  | Ritirati (Settimana 10 - Giorno 64)  | Ritirati (Settimana 10 - Giorno 64)  | Ritirati (Settimana 10 - Giorno 64)             |                                     |
| Licia Nunez               | Non in gara                                    | Non in gara                                    | Non in gara                                    | Non in gara                                    | Non in gara                                    | Non in gara                                     | Non in gara                                     | Non in gara                                     | Tribù dei Tiburón (Giorni 22-33)              | Tribù dei Tiburón (Giorni 22-33)              | Tribù dei Tiburón (Giorni 22-33)              | Playa Rinovada (Giorni 33-40)       | Playa Rinovada (Giorni 33-40)       | Playa Sgamada (Giorni 40-57)        | Playa Sgamada (Giorni 40-57)        | Playa Sgamada (Giorni 40-57)        | Playa Sgamada (Giorni 40-57)        | Playa Sgamada (Giorni 40-57)        | Playa Sgamadissima (Giorni 57-64)   | Playa Sgamadissima (Giorni 57-64)   | Ritirati (Settimana 10 - Giorno 64) | Ritirati (Settimana 10 - Giorno 64)  | Ritirati (Settimana 10 - Giorno 64)  | Ritirati (Settimana 10 - Giorno 64)  | Ritirati (Settimana 10 - Giorno 64)  | Ritirati (Settimana 10 - Giorno 64)  | Ritirati (Settimana 10 - Giorno 64)  | Ritirati (Settimana 10 - Giorno 64)  | Ritirati (Settimana 10 - Giorno 64)             |                                     |
| Guendalina Tavassi        | Non in gara                                    | Non in gara                                    | Non in gara                                    | Non in gara                                    | Non in gara                                    | In coppia con Edoardo Tavassi (Giorni 11-22)    | In coppia con Edoardo Tavassi (Giorni 11-22)    | In coppia con Edoardo Tavassi (Giorni 11-22)    | Tribù dei Cucaracha (Giorni 22-33)            | Tribù dei Cucaracha (Giorni 22-33)            | Tribù dei Cucaracha (Giorni 22-33)            | Playa Rinovada (Giorni 33-64)       | Playa Rinovada (Giorni 33-64)       | Playa Rinovada (Giorni 33-64)       | Playa Rinovada (Giorni 33-64)       | Playa Rinovada (Giorni 33-64)       | Playa Rinovada (Giorni 33-64)       | Playa Rinovada (Giorni 33-64)       | Playa Rinovada (Giorni 33-64)       | Playa Rinovada (Giorni 33-64)       | Ritirati (Settimana 10 - Giorno 64) | Ritirati (Settimana 10 - Giorno 64)  | Ritirati (Settimana 10 - Giorno 64)  | Ritirati (Settimana 10 - Giorno 64)  | Ritirati (Settimana 10 - Giorno 64)  | Ritirati (Settimana 10 - Giorno 64)  | Ritirati (Settimana 10 - Giorno 64)  | Ritirati (Settimana 10 - Giorno 64)  | Ritirati (Settimana 10 - Giorno 64)             |                                     |
| Guendalina Tavassi        | Non in gara                                    | Non in gara                                    | Non in gara                                    | Non in gara                                    | Non in gara                                    | Playa Accoppiada (Giorni 11-22)                 |                                                 |                                                 | Tribù dei Cucaracha (Giorni 22-33)            | Tribù dei Cucaracha (Giorni 22-33)            | Tribù dei Cucaracha (Giorni 22-33)            | Playa Rinovada (Giorni 33-64)       | Playa Rinovada (Giorni 33-64)       | Playa Rinovada (Giorni 33-64)       | Playa Rinovada (Giorni 33-64)       | Playa Rinovada (Giorni 33-64)       | Playa Rinovada (Giorni 33-64)       | Playa Rinovada (Giorni 33-64)       | Playa Rinovada (Giorni 33-64)       | Playa Rinovada (Giorni 33-64)       | Ritirati (Settimana 10 - Giorno 64) | Ritirati (Settimana 10 - Giorno 64)  | Ritirati (Settimana 10 - Giorno 64)  | Ritirati (Settimana 10 - Giorno 64)  | Ritirati (Settimana 10 - Giorno 64)  | Ritirati (Settimana 10 - Giorno 64)  | Ritirati (Settimana 10 - Giorno 64)  | Ritirati (Settimana 10 - Giorno 64)  | Ritirati (Settimana 10 - Giorno 64)             |                                     |
| Alessandro Iannoni        | In coppia con Carmen Di Pietro (Giorni 1-22)   | In coppia con Carmen Di Pietro (Giorni 1-22)   | In coppia con Carmen Di Pietro (Giorni 1-22)   | In coppia con Carmen Di Pietro (Giorni 1-22)   | In coppia con Carmen Di Pietro (Giorni 1-22)   | In coppia con Carmen Di Pietro (Giorni 1-22)    | In coppia con Carmen Di Pietro (Giorni 1-22)    | In coppia con Carmen Di Pietro (Giorni 1-22)    | Tribù dei Tiburón (Giorni 22-33)              | Tribù dei Tiburón (Giorni 22-33)              | Tribù dei Tiburón (Giorni 22-33)              | Playa Rinovada (Giorni 33-64)       | Playa Rinovada (Giorni 33-64)       | Playa Rinovada (Giorni 33-64)       | Playa Rinovada (Giorni 33-64)       | Playa Rinovada (Giorni 33-64)       | Playa Rinovada (Giorni 33-64)       | Playa Rinovada (Giorni 33-64)       | Playa Rinovada (Giorni 33-64)       | Playa Rinovada (Giorni 33-64)       | Ritirati (Settimana 10 - Giorno 64) | Ritirati (Settimana 10 - Giorno 64)  | Ritirati (Settimana 10 - Giorno 64)  | Ritirati (Settimana 10 - Giorno 64)  | Ritirati (Settimana 10 - Giorno 64)  | Ritirati (Settimana 10 - Giorno 64)  | Ritirati (Settimana 10 - Giorno 64)  | Ritirati (Settimana 10 - Giorno 64)  | Ritirati (Settimana 10 - Giorno 64)             |                                     |
| Alessandro Iannoni        | Playa Accoppiada (Giorni 1-22)                 |                                                |                                                |                                                |                                                |                                                 |                                                 |                                                 | Tribù dei Tiburón (Giorni 22-33)              | Tribù dei Tiburón (Giorni 22-33)              | Tribù dei Tiburón (Giorni 22-33)              | Playa Rinovada (Giorni 33-64)       | Playa Rinovada (Giorni 33-64)       | Playa Rinovada (Giorni 33-64)       | Playa Rinovada (Giorni 33-64)       | Playa Rinovada (Giorni 33-64)       | Playa Rinovada (Giorni 33-64)       | Playa Rinovada (Giorni 33-64)       | Playa Rinovada (Giorni 33-64)       | Playa Rinovada (Giorni 33-64)       | Ritirati (Settimana 10 - Giorno 64) | Ritirati (Settimana 10 - Giorno 64)  | Ritirati (Settimana 10 - Giorno 64)  | Ritirati (Settimana 10 - Giorno 64)  | Ritirati (Settimana 10 - Giorno 64)  | Ritirati (Settimana 10 - Giorno 64)  | Ritirati (Settimana 10 - Giorno 64)  | Ritirati (Settimana 10 - Giorno 64)  | Ritirati (Settimana 10 - Giorno 64)             |                                     |
| Clemente Russo            | In coppia con Laura Maddaloni (Giorni 1-11)    | In coppia con Laura Maddaloni (Giorni 1-11)    | In coppia con Laura Maddaloni (Giorni 1-11)    | In coppia con Laura Maddaloni (Giorni 1-11)    | In coppia con Laura Maddaloni (Giorni 1-11)    | Playa Sgamada (Giorni 11-15)                    | In coppia con Floriana Secondi (Giorni 15-22)   | In coppia con Floriana Secondi (Giorni 15-22)   | Playa Sgamada (Giorni 22-36)                  | Playa Sgamada (Giorni 22-36)                  | Playa Sgamada (Giorni 22-36)                  | Playa Sgamada (Giorni 22-36)        | Playa Rinovada (Giorni 36-47)       | Playa Rinovada (Giorni 36-47)       | Playa Rinovada (Giorni 36-47)       | Playa Sgamada (Giorni 47-57)        | Playa Sgamada (Giorni 47-57)        | Playa Sgamada (Giorni 47-57)        | Eliminato (Settimana 9 - Giorno 57) | Eliminato (Settimana 9 - Giorno 57) | Eliminato (Settimana 9 - Giorno 57) | Eliminato (Settimana 9 - Giorno 57)  | Eliminato (Settimana 9 - Giorno 57)  | Eliminato (Settimana 9 - Giorno 57)  | Eliminato (Settimana 9 - Giorno 57)  | Eliminato (Settimana 9 - Giorno 57)  | Eliminato (Settimana 9 - Giorno 57)  | Eliminato (Settimana 9 - Giorno 57)  | Eliminato (Settimana 9 - Giorno 57)             |                                     |
| Clemente Russo            | Playa Accoppiada (Giorni 1-11)                 | Playa Accoppiada (Giorni 1-11)                 | Playa Accoppiada (Giorni 1-11)                 | Playa Accoppiada (Giorni 1-11)                 | Playa Accoppiada (Giorni 1-11)                 | Playa Sgamada (Giorni 11-15)                    | Playa Accoppiada (Giorni 15-22)                 | Playa Accoppiada (Giorni 15-22)                 | Playa Sgamada (Giorni 22-36)                  | Playa Sgamada (Giorni 22-36)                  | Playa Sgamada (Giorni 22-36)                  | Playa Sgamada (Giorni 22-36)        | Playa Rinovada (Giorni 36-47)       | Playa Rinovada (Giorni 36-47)       | Playa Rinovada (Giorni 36-47)       | Playa Sgamada (Giorni 47-57)        | Playa Sgamada (Giorni 47-57)        | Playa Sgamada (Giorni 47-57)        | Eliminato (Settimana 9 - Giorno 57) | Eliminato (Settimana 9 - Giorno 57) | Eliminato (Settimana 9 - Giorno 57) | Eliminato (Settimana 9 - Giorno 57)  | Eliminato (Settimana 9 - Giorno 57)  | Eliminato (Settimana 9 - Giorno 57)  | Eliminato (Settimana 9 - Giorno 57)  | Eliminato (Settimana 9 - Giorno 57)  | Eliminato (Settimana 9 - Giorno 57)  | Eliminato (Settimana 9 - Giorno 57)  | Eliminato (Settimana 9 - Giorno 57)             |                                     |
| Laura Maddaloni           | In coppia con Clemente Russo (Giorni 1-11)     | In coppia con Clemente Russo (Giorni 1-11)     | In coppia con Clemente Russo (Giorni 1-11)     | In coppia con Clemente Russo (Giorni 1-11)     | In coppia con Clemente Russo (Giorni 1-11)     | Playa Sgamada (Giorni 11-22)                    | Playa Sgamada (Giorni 11-22)                    | Playa Sgamada (Giorni 11-22)                    | Tribù dei Cucaracha (Giorni 22-25)            | Tribù dei Tiburón (Giorni 25-33)              | Tribù dei Tiburón (Giorni 25-33)              | Playa Rinovada (Giorni 33-50)       | Playa Rinovada (Giorni 33-50)       | Playa Rinovada (Giorni 33-50)       | Playa Rinovada (Giorni 33-50)       | Playa Rinovada (Giorni 33-50)       | Playa Sgamada (Giorni 50-54)        | Eliminata (Settimana 8 - Giorno 54) | Eliminata (Settimana 8 - Giorno 54) | Eliminata (Settimana 8 - Giorno 54) | Eliminata (Settimana 8 - Giorno 54) | Eliminata (Settimana 8 - Giorno 54)  | Eliminata (Settimana 8 - Giorno 54)  | Eliminata (Settimana 8 - Giorno 54)  | Eliminata (Settimana 8 - Giorno 54)  | Eliminata (Settimana 8 - Giorno 54)  | Eliminata (Settimana 8 - Giorno 54)  | Eliminata (Settimana 8 - Giorno 54)  | Eliminata (Settimana 8 - Giorno 54)             |                                     |
| Laura Maddaloni           | Playa Accoppiada (Giorni 1-11)                 |                                                |                                                |                                                |                                                | Playa Sgamada (Giorni 11-22)                    | Playa Sgamada (Giorni 11-22)                    | Playa Sgamada (Giorni 11-22)                    | Tribù dei Cucaracha (Giorni 22-25)            | Tribù dei Tiburón (Giorni 25-33)              | Tribù dei Tiburón (Giorni 25-33)              | Playa Rinovada (Giorni 33-50)       | Playa Rinovada (Giorni 33-50)       | Playa Rinovada (Giorni 33-50)       | Playa Rinovada (Giorni 33-50)       | Playa Rinovada (Giorni 33-50)       | Playa Sgamada (Giorni 50-54)        | Eliminata (Settimana 8 - Giorno 54) | Eliminata (Settimana 8 - Giorno 54) | Eliminata (Settimana 8 - Giorno 54) | Eliminata (Settimana 8 - Giorno 54) | Eliminata (Settimana 8 - Giorno 54)  | Eliminata (Settimana 8 - Giorno 54)  | Eliminata (Settimana 8 - Giorno 54)  | Eliminata (Settimana 8 - Giorno 54)  | Eliminata (Settimana 8 - Giorno 54)  | Eliminata (Settimana 8 - Giorno 54)  | Eliminata (Settimana 8 - Giorno 54)  | Eliminata (Settimana 8 - Giorno 54)             |                                     |
| Ilona Staller             | In coppia con Marco Melandri (Giorni 1-4)      | In coppia con Marco Melandri (Giorni 1-4)      | In coppia con Marco Melandri (Giorni 1-4)      | Playa Sgamada (Giorni 4-8)                     | In coppia con Roger Balduino (Giorni 8-18)     | In coppia con Roger Balduino (Giorni 8-18)      | In coppia con Roger Balduino (Giorni 8-18)      | In coppia con Nicolas Vaporidis (Giorni 18-22)  | Tribù dei Tiburón (Giorni 22-33)              | Tribù dei Tiburón (Giorni 22-33)              | Tribù dei Tiburón (Giorni 22-33)              | Playa Rinovada (Giorni 33-36)       | Playa Sgamada (Giorni 36-43)        | Playa Sgamada (Giorni 36-43)        | Eliminata (Settimana 7 - Giorno 43) | Eliminata (Settimana 7 - Giorno 43) | Eliminata (Settimana 7 - Giorno 43) | Eliminata (Settimana 7 - Giorno 43) | Eliminata (Settimana 7 - Giorno 43) | Eliminata (Settimana 7 - Giorno 43) | Eliminata (Settimana 7 - Giorno 43) | Eliminata (Settimana 7 - Giorno 43)  | Eliminata (Settimana 7 - Giorno 43)  | Eliminata (Settimana 7 - Giorno 43)  | Eliminata (Settimana 7 - Giorno 43)  | Eliminata (Settimana 7 - Giorno 43)  | Eliminata (Settimana 7 - Giorno 43)  | Eliminata (Settimana 7 - Giorno 43)  | Eliminata (Settimana 7 - Giorno 43)             |                                     |
| Ilona Staller             | Playa Accoppiada (Giorni 1-4)                  | Playa Accoppiada (Giorni 1-4)                  | Playa Accoppiada (Giorni 1-4)                  | Playa Sgamada (Giorni 4-8)                     | Playa Accoppiada (Giorni 8-22)                 | Playa Accoppiada (Giorni 8-22)                  | Playa Accoppiada (Giorni 8-22)                  | Playa Accoppiada (Giorni 8-22)                  | Tribù dei Tiburón (Giorni 22-33)              | Tribù dei Tiburón (Giorni 22-33)              | Tribù dei Tiburón (Giorni 22-33)              | Playa Rinovada (Giorni 33-36)       | Playa Sgamada (Giorni 36-43)        | Playa Sgamada (Giorni 36-43)        | Eliminata (Settimana 7 - Giorno 43) | Eliminata (Settimana 7 - Giorno 43) | Eliminata (Settimana 7 - Giorno 43) | Eliminata (Settimana 7 - Giorno 43) | Eliminata (Settimana 7 - Giorno 43) | Eliminata (Settimana 7 - Giorno 43) | Eliminata (Settimana 7 - Giorno 43) | Eliminata (Settimana 7 - Giorno 43)  | Eliminata (Settimana 7 - Giorno 43)  | Eliminata (Settimana 7 - Giorno 43)  | Eliminata (Settimana 7 - Giorno 43)  | Eliminata (Settimana 7 - Giorno 43)  | Eliminata (Settimana 7 - Giorno 43)  | Eliminata (Settimana 7 - Giorno 43)  | Eliminata (Settimana 7 - Giorno 43)             |                                     |
| Marco Senise              | Non in gara                                    | Non in gara                                    | Non in gara                                    | Non in gara                                    | Non in gara                                    | Non in gara                                     | Non in gara                                     | Non in gara                                     | Tribù dei Cucaracha (Giorni 22-33)            | Tribù dei Cucaracha (Giorni 22-33)            | Tribù dei Cucaracha (Giorni 22-33)            | Playa Sgamada (Giorni 33-40)        | Playa Sgamada (Giorni 33-40)        | Eliminato (Settimana 6 - Giorno 40) | Eliminato (Settimana 6 - Giorno 40) | Eliminato (Settimana 6 - Giorno 40) | Eliminato (Settimana 6 - Giorno 40) | Eliminato (Settimana 6 - Giorno 40) | Eliminato (Settimana 6 - Giorno 40) | Eliminato (Settimana 6 - Giorno 40) | Eliminato (Settimana 6 - Giorno 40) | Eliminato (Settimana 6 - Giorno 40)  | Eliminato (Settimana 6 - Giorno 40)  | Eliminato (Settimana 6 - Giorno 40)  | Eliminato (Settimana 6 - Giorno 40)  | Eliminato (Settimana 6 - Giorno 40)  | Eliminato (Settimana 6 - Giorno 40)  | Eliminato (Settimana 6 - Giorno 40)  | Eliminato (Settimana 6 - Giorno 40)             |                                     |
| Gustavo Rodríguez         | In coppia con Jeremias Rodríguez (Giorni 1-22) | In coppia con Jeremias Rodríguez (Giorni 1-22) | In coppia con Jeremias Rodríguez (Giorni 1-22) | In coppia con Jeremias Rodríguez (Giorni 1-22) | In coppia con Jeremias Rodríguez (Giorni 1-22) | In coppia con Jeremias Rodríguez (Giorni 1-22)  | In coppia con Jeremias Rodríguez (Giorni 1-22)  | In coppia con Jeremias Rodríguez (Giorni 1-22)  | Tribù dei Cucaracha (Giorni 22-25)            | Playa Sgamada (Giorni 25-33)                  | Playa Sgamada (Giorni 25-33)                  | Eliminato (Settimana 5 - Giorno 33) | Eliminato (Settimana 5 - Giorno 33) | Eliminato (Settimana 5 - Giorno 33) | Eliminato (Settimana 5 - Giorno 33) | Eliminato (Settimana 5 - Giorno 33) | Eliminato (Settimana 5 - Giorno 33) | Eliminato (Settimana 5 - Giorno 33) | Eliminato (Settimana 5 - Giorno 33) | Eliminato (Settimana 5 - Giorno 33) | Eliminato (Settimana 5 - Giorno 33) | Eliminato (Settimana 5 - Giorno 33)  | Eliminato (Settimana 5 - Giorno 33)  | Eliminato (Settimana 5 - Giorno 33)  | Eliminato (Settimana 5 - Giorno 33)  | Eliminato (Settimana 5 - Giorno 33)  | Eliminato (Settimana 5 - Giorno 33)  | Eliminato (Settimana 5 - Giorno 33)  | Eliminato (Settimana 5 - Giorno 33)             |                                     |
| Gustavo Rodríguez         | Playa Accoppiada (Giorni 1-22)                 |                                                |                                                |                                                |                                                |                                                 |                                                 |                                                 | Tribù dei Cucaracha (Giorni 22-25)            | Playa Sgamada (Giorni 25-33)                  | Playa Sgamada (Giorni 25-33)                  | Eliminato (Settimana 5 - Giorno 33) | Eliminato (Settimana 5 - Giorno 33) | Eliminato (Settimana 5 - Giorno 33) | Eliminato (Settimana 5 - Giorno 33) | Eliminato (Settimana 5 - Giorno 33) | Eliminato (Settimana 5 - Giorno 33) | Eliminato (Settimana 5 - Giorno 33) | Eliminato (Settimana 5 - Giorno 33) | Eliminato (Settimana 5 - Giorno 33) | Eliminato (Settimana 5 - Giorno 33) | Eliminato (Settimana 5 - Giorno 33)  | Eliminato (Settimana 5 - Giorno 33)  | Eliminato (Settimana 5 - Giorno 33)  | Eliminato (Settimana 5 - Giorno 33)  | Eliminato (Settimana 5 - Giorno 33)  | Eliminato (Settimana 5 - Giorno 33)  | Eliminato (Settimana 5 - Giorno 33)  | Eliminato (Settimana 5 - Giorno 33)             |                                     |
| Jeremias Rodríguez        | In coppia con Gustavo Rodríguez (Giorni 1-22)  | In coppia con Gustavo Rodríguez (Giorni 1-22)  | In coppia con Gustavo Rodríguez (Giorni 1-22)  | In coppia con Gustavo Rodríguez (Giorni 1-22)  | In coppia con Gustavo Rodríguez (Giorni 1-22)  | In coppia con Gustavo Rodríguez (Giorni 1-22)   | In coppia con Gustavo Rodríguez (Giorni 1-22)   | In coppia con Gustavo Rodríguez (Giorni 1-22)   | Tribù dei Tiburón (Giorni 22-29)              | Tribù dei Tiburón (Giorni 22-29)              | Ritirato (Settimana 5 - Giorno 29)            | Ritirato (Settimana 5 - Giorno 29)  | Ritirato (Settimana 5 - Giorno 29)  | Ritirato (Settimana 5 - Giorno 29)  | Ritirato (Settimana 5 - Giorno 29)  | Ritirato (Settimana 5 - Giorno 29)  | Ritirato (Settimana 5 - Giorno 29)  | Ritirato (Settimana 5 - Giorno 29)  | Ritirato (Settimana 5 - Giorno 29)  | Ritirato (Settimana 5 - Giorno 29)  | Ritirato (Settimana 5 - Giorno 29)  | Ritirato (Settimana 5 - Giorno 29)   | Ritirato (Settimana 5 - Giorno 29)   | Ritirato (Settimana 5 - Giorno 29)   | Ritirato (Settimana 5 - Giorno 29)   | Ritirato (Settimana 5 - Giorno 29)   | Ritirato (Settimana 5 - Giorno 29)   | Ritirato (Settimana 5 - Giorno 29)   | Ritirato (Settimana 5 - Giorno 29)              |                                     |
| Jeremias Rodríguez        | Playa Accoppiada (Giorni 1-22)                 |                                                |                                                |                                                |                                                |                                                 |                                                 |                                                 | Tribù dei Tiburón (Giorni 22-29)              | Tribù dei Tiburón (Giorni 22-29)              | Ritirato (Settimana 5 - Giorno 29)            | Ritirato (Settimana 5 - Giorno 29)  | Ritirato (Settimana 5 - Giorno 29)  | Ritirato (Settimana 5 - Giorno 29)  | Ritirato (Settimana 5 - Giorno 29)  | Ritirato (Settimana 5 - Giorno 29)  | Ritirato (Settimana 5 - Giorno 29)  | Ritirato (Settimana 5 - Giorno 29)  | Ritirato (Settimana 5 - Giorno 29)  | Ritirato (Settimana 5 - Giorno 29)  | Ritirato (Settimana 5 - Giorno 29)  | Ritirato (Settimana 5 - Giorno 29)   | Ritirato (Settimana 5 - Giorno 29)   | Ritirato (Settimana 5 - Giorno 29)   | Ritirato (Settimana 5 - Giorno 29)   | Ritirato (Settimana 5 - Giorno 29)   | Ritirato (Settimana 5 - Giorno 29)   | Ritirato (Settimana 5 - Giorno 29)   | Ritirato (Settimana 5 - Giorno 29)              |                                     |
| Floriana Secondi          | In coppia con Antonio Zequila (Giorni 1-8)     | In coppia con Antonio Zequila (Giorni 1-8)     | In coppia con Antonio Zequila (Giorni 1-8)     | In coppia con Antonio Zequila (Giorni 1-8)     | Playa Sgamada (Giorni 8-15)                    | Playa Sgamada (Giorni 8-15)                     | In coppia con Clemente Russo (Giorni 15-22)     | In coppia con Clemente Russo (Giorni 15-22)     | Playa Sgamada (Giorni 22-25)                  | Eliminata (Settimana 4 - Giorno 25)           | Eliminata (Settimana 4 - Giorno 25)           | Eliminata (Settimana 4 - Giorno 25) | Eliminata (Settimana 4 - Giorno 25) | Eliminata (Settimana 4 - Giorno 25) | Eliminata (Settimana 4 - Giorno 25) | Eliminata (Settimana 4 - Giorno 25) | Eliminata (Settimana 4 - Giorno 25) | Eliminata (Settimana 4 - Giorno 25) | Eliminata (Settimana 4 - Giorno 25) | Eliminata (Settimana 4 - Giorno 25) | Eliminata (Settimana 4 - Giorno 25) | Eliminata (Settimana 4 - Giorno 25)  | Eliminata (Settimana 4 - Giorno 25)  | Eliminata (Settimana 4 - Giorno 25)  | Eliminata (Settimana 4 - Giorno 25)  | Eliminata (Settimana 4 - Giorno 25)  | Eliminata (Settimana 4 - Giorno 25)  | Eliminata (Settimana 4 - Giorno 25)  | Eliminata (Settimana 4 - Giorno 25)             |                                     |
| Floriana Secondi          | Playa Accoppiada (Giorni 1-8)                  | Playa Accoppiada (Giorni 1-8)                  | Playa Accoppiada (Giorni 1-8)                  | Playa Accoppiada (Giorni 1-8)                  | Playa Sgamada (Giorni 8-15)                    | Playa Sgamada (Giorni 8-15)                     | Playa Accoppiada (Giorni 15-22)                 | Playa Accoppiada (Giorni 15-22)                 | Playa Sgamada (Giorni 22-25)                  | Eliminata (Settimana 4 - Giorno 25)           | Eliminata (Settimana 4 - Giorno 25)           | Eliminata (Settimana 4 - Giorno 25) | Eliminata (Settimana 4 - Giorno 25) | Eliminata (Settimana 4 - Giorno 25) | Eliminata (Settimana 4 - Giorno 25) | Eliminata (Settimana 4 - Giorno 25) | Eliminata (Settimana 4 - Giorno 25) | Eliminata (Settimana 4 - Giorno 25) | Eliminata (Settimana 4 - Giorno 25) | Eliminata (Settimana 4 - Giorno 25) | Eliminata (Settimana 4 - Giorno 25) | Eliminata (Settimana 4 - Giorno 25)  | Eliminata (Settimana 4 - Giorno 25)  | Eliminata (Settimana 4 - Giorno 25)  | Eliminata (Settimana 4 - Giorno 25)  | Eliminata (Settimana 4 - Giorno 25)  | Eliminata (Settimana 4 - Giorno 25)  | Eliminata (Settimana 4 - Giorno 25)  | Eliminata (Settimana 4 - Giorno 25)             |                                     |
| Jovana Djordjevic         | In coppia con Roger Balduino (Giorno 1)        | Playa Sgamada (Giorni 1-22)                    | Playa Sgamada (Giorni 1-22)                    | Playa Sgamada (Giorni 1-22)                    | Playa Sgamada (Giorni 1-22)                    | Playa Sgamada (Giorni 1-22)                     | Playa Sgamada (Giorni 1-22)                     | Playa Sgamada (Giorni 1-22)                     | Tribù dei Cucaracha (Giorni 22-25)            | Ritirata (Settimana 4 - Giorno 25)            | Ritirata (Settimana 4 - Giorno 25)            | Ritirata (Settimana 4 - Giorno 25)  | Ritirata (Settimana 4 - Giorno 25)  | Ritirata (Settimana 4 - Giorno 25)  | Ritirata (Settimana 4 - Giorno 25)  | Ritirata (Settimana 4 - Giorno 25)  | Ritirata (Settimana 4 - Giorno 25)  | Ritirata (Settimana 4 - Giorno 25)  | Ritirata (Settimana 4 - Giorno 25)  | Ritirata (Settimana 4 - Giorno 25)  | Ritirata (Settimana 4 - Giorno 25)  | Ritirata (Settimana 4 - Giorno 25)   | Ritirata (Settimana 4 - Giorno 25)   | Ritirata (Settimana 4 - Giorno 25)   | Ritirata (Settimana 4 - Giorno 25)   | Ritirata (Settimana 4 - Giorno 25)   | Ritirata (Settimana 4 - Giorno 25)   | Ritirata (Settimana 4 - Giorno 25)   | Ritirata (Settimana 4 - Giorno 25)              |                                     |
| Jovana Djordjevic         | Playa Accoppiada (Giorno 1)                    | Playa Sgamada (Giorni 1-22)                    | Playa Sgamada (Giorni 1-22)                    | Playa Sgamada (Giorni 1-22)                    | Playa Sgamada (Giorni 1-22)                    | Playa Sgamada (Giorni 1-22)                     | Playa Sgamada (Giorni 1-22)                     | Playa Sgamada (Giorni 1-22)                     | Tribù dei Cucaracha (Giorni 22-25)            | Ritirata (Settimana 4 - Giorno 25)            | Ritirata (Settimana 4 - Giorno 25)            | Ritirata (Settimana 4 - Giorno 25)  | Ritirata (Settimana 4 - Giorno 25)  | Ritirata (Settimana 4 - Giorno 25)  | Ritirata (Settimana 4 - Giorno 25)  | Ritirata (Settimana 4 - Giorno 25)  | Ritirata (Settimana 4 - Giorno 25)  | Ritirata (Settimana 4 - Giorno 25)  | Ritirata (Settimana 4 - Giorno 25)  | Ritirata (Settimana 4 - Giorno 25)  | Ritirata (Settimana 4 - Giorno 25)  | Ritirata (Settimana 4 - Giorno 25)   | Ritirata (Settimana 4 - Giorno 25)   | Ritirata (Settimana 4 - Giorno 25)   | Ritirata (Settimana 4 - Giorno 25)   | Ritirata (Settimana 4 - Giorno 25)   | Ritirata (Settimana 4 - Giorno 25)   | Ritirata (Settimana 4 - Giorno 25)   | Ritirata (Settimana 4 - Giorno 25)              |                                     |
| Roberta Morise            | Non in gara                                    | Non in gara                                    | In coppia con Blind (Giorni 4-15)              | In coppia con Blind (Giorni 4-15)              | In coppia con Blind (Giorni 4-15)              | In coppia con Blind (Giorni 4-15)               | Playa Sgamada (Giorni 15-18)                    | Eliminata (Settimana 3 - Giorno 18)             | Eliminata (Settimana 3 - Giorno 18)           | Eliminata (Settimana 3 - Giorno 18)           | Eliminata (Settimana 3 - Giorno 18)           | Eliminata (Settimana 3 - Giorno 18) | Eliminata (Settimana 3 - Giorno 18) | Eliminata (Settimana 3 - Giorno 18) | Eliminata (Settimana 3 - Giorno 18) | Eliminata (Settimana 3 - Giorno 18) | Eliminata (Settimana 3 - Giorno 18) | Eliminata (Settimana 3 - Giorno 18) | Eliminata (Settimana 3 - Giorno 18) | Eliminata (Settimana 3 - Giorno 18) | Eliminata (Settimana 3 - Giorno 18) | Eliminata (Settimana 3 - Giorno 18)  | Eliminata (Settimana 3 - Giorno 18)  | Eliminata (Settimana 3 - Giorno 18)  | Eliminata (Settimana 3 - Giorno 18)  | Eliminata (Settimana 3 - Giorno 18)  | Eliminata (Settimana 3 - Giorno 18)  | Eliminata (Settimana 3 - Giorno 18)  | Eliminata (Settimana 3 - Giorno 18)             |                                     |
| Roberta Morise            | Non in gara                                    | Non in gara                                    | Playa Accoppiada (Giorni 4-15)                 |                                                |                                                |                                                 | Playa Sgamada (Giorni 15-18)                    | Eliminata (Settimana 3 - Giorno 18)             | Eliminata (Settimana 3 - Giorno 18)           | Eliminata (Settimana 3 - Giorno 18)           | Eliminata (Settimana 3 - Giorno 18)           | Eliminata (Settimana 3 - Giorno 18) | Eliminata (Settimana 3 - Giorno 18) | Eliminata (Settimana 3 - Giorno 18) | Eliminata (Settimana 3 - Giorno 18) | Eliminata (Settimana 3 - Giorno 18) | Eliminata (Settimana 3 - Giorno 18) | Eliminata (Settimana 3 - Giorno 18) | Eliminata (Settimana 3 - Giorno 18) | Eliminata (Settimana 3 - Giorno 18) | Eliminata (Settimana 3 - Giorno 18) | Eliminata (Settimana 3 - Giorno 18)  | Eliminata (Settimana 3 - Giorno 18)  | Eliminata (Settimana 3 - Giorno 18)  | Eliminata (Settimana 3 - Giorno 18)  | Eliminata (Settimana 3 - Giorno 18)  | Eliminata (Settimana 3 - Giorno 18)  | Eliminata (Settimana 3 - Giorno 18)  | Eliminata (Settimana 3 - Giorno 18)             |                                     |
| Silvano Michetti          | Non In gara                                    | Non In gara                                    | Non In gara                                    | Non In gara                                    | Non In gara                                    | Non In gara                                     | In coppia con Nick Luciani (Giorni 15-17)       | Espulso (Settimana 3 - Giorno 17)               | Espulso (Settimana 3 - Giorno 17)             | Espulso (Settimana 3 - Giorno 17)             | Espulso (Settimana 3 - Giorno 17)             | Espulso (Settimana 3 - Giorno 17)   | Espulso (Settimana 3 - Giorno 17)   | Espulso (Settimana 3 - Giorno 17)   | Espulso (Settimana 3 - Giorno 17)   | Espulso (Settimana 3 - Giorno 17)   | Espulso (Settimana 3 - Giorno 17)   | Espulso (Settimana 3 - Giorno 17)   | Espulso (Settimana 3 - Giorno 17)   | Espulso (Settimana 3 - Giorno 17)   | Espulso (Settimana 3 - Giorno 17)   | Espulso (Settimana 3 - Giorno 17)    | Espulso (Settimana 3 - Giorno 17)    | Espulso (Settimana 3 - Giorno 17)    | Espulso (Settimana 3 - Giorno 17)    | Espulso (Settimana 3 - Giorno 17)    | Espulso (Settimana 3 - Giorno 17)    | Espulso (Settimana 3 - Giorno 17)    | Espulso (Settimana 3 - Giorno 17)               |                                     |
| Silvano Michetti          | Non In gara                                    | Non In gara                                    | Non In gara                                    | Non In gara                                    | Non In gara                                    | Non In gara                                     | Playa Accoppiada (Giorni 15-17)                 | Espulso (Settimana 3 - Giorno 17)               | Espulso (Settimana 3 - Giorno 17)             | Espulso (Settimana 3 - Giorno 17)             | Espulso (Settimana 3 - Giorno 17)             | Espulso (Settimana 3 - Giorno 17)   | Espulso (Settimana 3 - Giorno 17)   | Espulso (Settimana 3 - Giorno 17)   | Espulso (Settimana 3 - Giorno 17)   | Espulso (Settimana 3 - Giorno 17)   | Espulso (Settimana 3 - Giorno 17)   | Espulso (Settimana 3 - Giorno 17)   | Espulso (Settimana 3 - Giorno 17)   | Espulso (Settimana 3 - Giorno 17)   | Espulso (Settimana 3 - Giorno 17)   | Espulso (Settimana 3 - Giorno 17)    | Espulso (Settimana 3 - Giorno 17)    | Espulso (Settimana 3 - Giorno 17)    | Espulso (Settimana 3 - Giorno 17)    | Espulso (Settimana 3 - Giorno 17)    | Espulso (Settimana 3 - Giorno 17)    | Espulso (Settimana 3 - Giorno 17)    | Espulso (Settimana 3 - Giorno 17)               |                                     |
| Marco Melandri            | In coppia con Ilona Staller (Giorni 1-4)       | In coppia con Ilona Staller (Giorni 1-4)       | In coppia con Ilona Staller (Giorni 1-4)       | Playa Sgamada (Giorni 4-15)                    | Playa Sgamada (Giorni 4-15)                    | Playa Sgamada (Giorni 4-15)                     | Eliminato (Settimana 3 - Giorno 15)             | Eliminato (Settimana 3 - Giorno 15)             | Eliminato (Settimana 3 - Giorno 15)           | Eliminato (Settimana 3 - Giorno 15)           | Eliminato (Settimana 3 - Giorno 15)           | Eliminato (Settimana 3 - Giorno 15) | Eliminato (Settimana 3 - Giorno 15) | Eliminato (Settimana 3 - Giorno 15) | Eliminato (Settimana 3 - Giorno 15) | Eliminato (Settimana 3 - Giorno 15) | Eliminato (Settimana 3 - Giorno 15) | Eliminato (Settimana 3 - Giorno 15) | Eliminato (Settimana 3 - Giorno 15) | Eliminato (Settimana 3 - Giorno 15) | Eliminato (Settimana 3 - Giorno 15) | Eliminato (Settimana 3 - Giorno 15)  | Eliminato (Settimana 3 - Giorno 15)  | Eliminato (Settimana 3 - Giorno 15)  | Eliminato (Settimana 3 - Giorno 15)  | Eliminato (Settimana 3 - Giorno 15)  | Eliminato (Settimana 3 - Giorno 15)  | Eliminato (Settimana 3 - Giorno 15)  | Eliminato (Settimana 3 - Giorno 15)             |                                     |
| Marco Melandri            | Playa Accoppiada (Giorni 1-4)                  |                                                |                                                | Playa Sgamada (Giorni 4-15)                    | Playa Sgamada (Giorni 4-15)                    | Playa Sgamada (Giorni 4-15)                     | Eliminato (Settimana 3 - Giorno 15)             | Eliminato (Settimana 3 - Giorno 15)             | Eliminato (Settimana 3 - Giorno 15)           | Eliminato (Settimana 3 - Giorno 15)           | Eliminato (Settimana 3 - Giorno 15)           | Eliminato (Settimana 3 - Giorno 15) | Eliminato (Settimana 3 - Giorno 15) | Eliminato (Settimana 3 - Giorno 15) | Eliminato (Settimana 3 - Giorno 15) | Eliminato (Settimana 3 - Giorno 15) | Eliminato (Settimana 3 - Giorno 15) | Eliminato (Settimana 3 - Giorno 15) | Eliminato (Settimana 3 - Giorno 15) | Eliminato (Settimana 3 - Giorno 15) | Eliminato (Settimana 3 - Giorno 15) | Eliminato (Settimana 3 - Giorno 15)  | Eliminato (Settimana 3 - Giorno 15)  | Eliminato (Settimana 3 - Giorno 15)  | Eliminato (Settimana 3 - Giorno 15)  | Eliminato (Settimana 3 - Giorno 15)  | Eliminato (Settimana 3 - Giorno 15)  | Eliminato (Settimana 3 - Giorno 15)  | Eliminato (Settimana 3 - Giorno 15)             |                                     |
| Patrizia Bonetti          | Non in gara                                    | Non in gara                                    | Playa Accoppiada (Giorno 4)                    | Playa Sgamada (Giorno 4)                       | Playa Sgamada (Giorno 4)                       | Ritirata (Settimana 2 - Giorno 11)              | Ritirata (Settimana 2 - Giorno 11)              | Ritirata (Settimana 2 - Giorno 11)              | Ritirata (Settimana 2 - Giorno 11)            | Ritirata (Settimana 2 - Giorno 11)            | Ritirata (Settimana 2 - Giorno 11)            | Ritirata (Settimana 2 - Giorno 11)  | Ritirata (Settimana 2 - Giorno 11)  | Ritirata (Settimana 2 - Giorno 11)  | Ritirata (Settimana 2 - Giorno 11)  | Ritirata (Settimana 2 - Giorno 11)  | Ritirata (Settimana 2 - Giorno 11)  | Ritirata (Settimana 2 - Giorno 11)  | Ritirata (Settimana 2 - Giorno 11)  | Ritirata (Settimana 2 - Giorno 11)  | Ritirata (Settimana 2 - Giorno 11)  | Ritirata (Settimana 2 - Giorno 11)   | Ritirata (Settimana 2 - Giorno 11)   | Ritirata (Settimana 2 - Giorno 11)   | Ritirata (Settimana 2 - Giorno 11)   | Ritirata (Settimana 2 - Giorno 11)   | Ritirata (Settimana 2 - Giorno 11)   | Ritirata (Settimana 2 - Giorno 11)   | Ritirata (Settimana 2 - Giorno 11)              |                                     |
| Antonio Zequila           | In coppia con Floriana Secondi (Giorni 1-8)    | In coppia con Floriana Secondi (Giorni 1-8)    | In coppia con Floriana Secondi (Giorni 1-8)    | In coppia con Floriana Secondi (Giorni 1-8)    | Playa Sgamada (Giorni 8-11)                    | Eliminato (Settimana 2 - Giorno 11)             | Eliminato (Settimana 2 - Giorno 11)             | Eliminato (Settimana 2 - Giorno 11)             | Eliminato (Settimana 2 - Giorno 11)           | Eliminato (Settimana 2 - Giorno 11)           | Eliminato (Settimana 2 - Giorno 11)           | Eliminato (Settimana 2 - Giorno 11) | Eliminato (Settimana 2 - Giorno 11) | Eliminato (Settimana 2 - Giorno 11) | Eliminato (Settimana 2 - Giorno 11) | Eliminato (Settimana 2 - Giorno 11) | Eliminato (Settimana 2 - Giorno 11) | Eliminato (Settimana 2 - Giorno 11) | Eliminato (Settimana 2 - Giorno 11) | Eliminato (Settimana 2 - Giorno 11) | Eliminato (Settimana 2 - Giorno 11) | Eliminato (Settimana 2 - Giorno 11)  | Eliminato (Settimana 2 - Giorno 11)  | Eliminato (Settimana 2 - Giorno 11)  | Eliminato (Settimana 2 - Giorno 11)  | Eliminato (Settimana 2 - Giorno 11)  | Eliminato (Settimana 2 - Giorno 11)  | Eliminato (Settimana 2 - Giorno 11)  | Eliminato (Settimana 2 - Giorno 11)             |                                     |
| Antonio Zequila           | Playa Accoppiada (Giorni 1-8)                  |                                                |                                                |                                                | Playa Sgamada (Giorni 8-11)                    | Eliminato (Settimana 2 - Giorno 11)             | Eliminato (Settimana 2 - Giorno 11)             | Eliminato (Settimana 2 - Giorno 11)             | Eliminato (Settimana 2 - Giorno 11)           | Eliminato (Settimana 2 - Giorno 11)           | Eliminato (Settimana 2 - Giorno 11)           | Eliminato (Settimana 2 - Giorno 11) | Eliminato (Settimana 2 - Giorno 11) | Eliminato (Settimana 2 - Giorno 11) | Eliminato (Settimana 2 - Giorno 11) | Eliminato (Settimana 2 - Giorno 11) | Eliminato (Settimana 2 - Giorno 11) | Eliminato (Settimana 2 - Giorno 11) | Eliminato (Settimana 2 - Giorno 11) | Eliminato (Settimana 2 - Giorno 11) | Eliminato (Settimana 2 - Giorno 11) | Eliminato (Settimana 2 - Giorno 11)  | Eliminato (Settimana 2 - Giorno 11)  | Eliminato (Settimana 2 - Giorno 11)  | Eliminato (Settimana 2 - Giorno 11)  | Eliminato (Settimana 2 - Giorno 11)  | Eliminato (Settimana 2 - Giorno 11)  | Eliminato (Settimana 2 - Giorno 11)  | Eliminato (Settimana 2 - Giorno 11)             |                                     |

## Tabella delle nomination e dello svolgimento del programma
Legenda
     Concorrente leader con il potere di mandare in nomination ed immune
     Concorrente leader della Tribù dei Cucaracha con il potere di mandare in nomination ed immune, nominato dalla propria tribù
     Concorrente leader della Tribù dei Tiburón con il potere di mandare in nomination ed immune, nominato dalla propria tribù
     Concorrente immune dalle nomination
     Concorrente nuovo/rientrato in gioco immune dalle nomination
     Concorrente nominato dal vincitore della prova immunità/Concorrente direttamente in nomination per aver perso la prova immunità o non salvato da una catena di salvataggio/Nominato per aver perso una prova duello
     Concorrente esonerato, non votante/Concorrente non candidato alla finale
     Concorrente vincitore di una prova
     Bacio di Giuda
     Concorrente perdente di una prova/Concorrente non salvato dal leader
     Concorrente votato da un sondaggio del pubblico/scelto dal leader, per effettuare nomination palesi
     Concorrente su Playa Accoppiada
     Concorrente su Playa Rinovada
     Concorrente su Playa Sgamada, ha il potere di eleggere il proprio capo
     Capo di Playa Sgamada, eletto dai concorrenti singoli ed immune
     Concorrente su Playa Sgamadissima
     Concorrente su Playa Ultimo Sfuerzo
     Concorrente su Cayo Paloma
     Concorrente salvato dai/dal vincitori/e della prova immunità o da una catena di salvataggio
     Concorrente candidato alla finale
     Concorrente finalista

|                                  |                                | Settimana 1                                  | Settimana 1                           | Settimana 1                                                                | Settimana 2                           | Settimana 2                             | Settimana 2                             | Settimana 3                                                        | Settimana 3                                  | Settimana 3                                                              | Settimana 3                                                              | Settimana 4                                                              | Settimana 4                                                              | Settimana 4                                                              | Settimana 5                                                              | Settimana 5                                                              | Settimana 5                                                                  | Settimana 5 | Settimana 5                                                              | Settimana 6                                                              | Settimana 6                                                              | Settimana 6                                                               | Settimana 6                                                              | Settimana 7                                                              | Settimana 7                                                              | Settimana 7                                                              | Settimana 7                                                              | Settimana 8                                                              | Settimana 8                                                              | Settimana 8                                                              | Settimana 8                                                                                      | Settimana 9                                                              | Settimana 9                                                                                     | Settimana 9                                                              | Settimana 9                                                              | Settimana 10                                                             | Settimana 10                                                             | Settimana 10                                                             | Settimana 10                                                             | Settimana 11                                                                                    | Settimana 11                                                             | Settimana 11                                                             | Settimana 11                                                             | Settimana 12                                                             | Settimana 12                                                             | Settimana 12                                                             | Settimana 13                                                               | Settimana 13                                                             | Settimana 13                                                             | Settimana 14                                                             | Settimana 14                                                             | Settimana 14                                                             | Ultima settimana                                                         | Ultima settimana                                                         | Ultima settimana                                                         | Ultima settimana                                                         | Ultima settimana                                                         | Numero totale di nomination |
| Giorno 1                         | Giorno 1                       | Giorno 4                                     | Giorno 8                              | Giorno 11                                                                  | Giorno 11                             | Giorno 15                               | Giorno 15                               | Giorno 18                                                          | Giorno 18                                    | Giorno 22                                                                | Giorno 25                                                                | Giorno 25                                                                | Giorno 29                                                                | Giorno 29                                                                | Giorno 33                                                                | Giorno 33                                                                | Giorno 33                                                                    | Giorno 36 | Giorno 36                                                                | Giorno 40                                                                | Giorno 40                                                                | Giorno 43                                                                 | Giorno 43                                                                | Giorno 47                                                                | Giorno 47                                                                | Giorno 50                                                                | Giorno 50                                                                | Giorno 54                                                                | Giorno 54                                                                | Giorno 57                                                                | Giorno 57                                                                                        | Giorno 61                                                                | Giorno 61                                                                                       | Giorno 64                                                                | Giorno 64                                                                | Giorno 68                                                                | Giorno 68                                                                | Giorno 71                                                                | Giorno 71                                                                | Giorno 71                                                                                       | Giorno 71                                                                | Giorno 78                                                                | Giorno 78                                                                | Giorno 78                                                                | Giorno 85                                                                | Giorno 85                                                                | Giorno 85                                                                  | Giorno 92                                                                | Giorno 92                                                                | Giorno 92                                                                | Giorno 99                                                                | Giorno 99                                                                | Giorno 99                                                                | Giorno 99                                                                | Giorno 99                                                                |                                                                          |                                                                          | Numero totale di nomination |
| -------------------------------- | ------------------------------ | -------------------------------------------- | ------------------------------------- | -------------------------------------------------------------------------- | ------------------------------------- | --------------------------------------- | --------------------------------------- | ------------------------------------------------------------------ | -------------------------------------------- | ------------------------------------------------------------------------ | ------------------------------------------------------------------------ | ------------------------------------------------------------------------ | ------------------------------------------------------------------------ | ------------------------------------------------------------------------ | ------------------------------------------------------------------------ | ------------------------------------------------------------------------ | ---------------------------------------------------------------------------- | --- | ------------------------------------------------------------------------ | ------------------------------------------------------------------------ | ------------------------------------------------------------------------ | ------------------------------------------------------------------------- | ------------------------------------------------------------------------ | ------------------------------------------------------------------------ | ------------------------------------------------------------------------ | ------------------------------------------------------------------------ | ------------------------------------------------------------------------ | ------------------------------------------------------------------------ | ------------------------------------------------------------------------ | ------------------------------------------------------------------------ | ------------------------------------------------------------------------------------------------ | ------------------------------------------------------------------------ | ----------------------------------------------------------------------------------------------- | ------------------------------------------------------------------------ | ------------------------------------------------------------------------ | ------------------------------------------------------------------------ | ------------------------------------------------------------------------ | ------------------------------------------------------------------------ | ------------------------------------------------------------------------ | ----------------------------------------------------------------------------------------------- | ------------------------------------------------------------------------ | ------------------------------------------------------------------------ | ------------------------------------------------------------------------ | ------------------------------------------------------------------------ | ------------------------------------------------------------------------ | ------------------------------------------------------------------------ | -------------------------------------------------------------------------- | ------------------------------------------------------------------------ | ------------------------------------------------------------------------ | ------------------------------------------------------------------------ | ------------------------------------------------------------------------ | ------------------------------------------------------------------------ | ------------------------------------------------------------------------ | ------------------------------------------------------------------------ | ------------------------------------------------------------------------ | ------------------------------------------------------------------------ | ------------------------------------------------------------------------ | --------------------------- |
| Leader                           | Leader                         | Nessuno                                      | Jeremias & Gustavo                    | Estefanía & Nicolas                                                        | Estefanía & Nicolas                   | Ilona & Roger                           | Ilona & Roger                           | Jeremias & Gustavo                                                 | Jeremias & Gustavo                           | Carmen & Alessandro                                                      | Carmen & Alessandro                                                      | Estefanía & Roger                                                        | Nick                                                                     | Nick                                                                     | Licia                                                                    | Licia                                                                    | Blind                                                                        | Blind | Blind                                                                    | Laura Roger                                                              | Laura Roger                                                              | Guendalina                                                                | Guendalina                                                               | Carmen                                                                   | Carmen                                                                   | Roger                                                                    | Roger                                                                    | Roger                                                                    | Roger                                                                    | Maria Laura                                                              | Maria Laura                                                                                      | Maria Laura                                                              | Maria Laura                                                                                     | Carmen                                                                   | Carmen                                                                   | Luca                                                                     | Luca                                                                     | Luca                                                                     | Luca                                                                     | Luca                                                                                            | Luca                                                                     | Luca                                                                     | Luca                                                                     | Luca                                                                     | Luca                                                                     | Luca                                                                     | Carmen                                                                     | Carmen                                                                   | Carmen                                                                   | Luca                                                                     | Luca                                                                     | Luca                                                                     | Nessuno                                                                  | Nessuno                                                                  | Nessuno                                                                  | Nessuno                                                                  | Nessuno                                                                  | Numero totale di nomination |
| Leader                           | Leader                         | Nessuno                                      | Jeremias & Gustavo                    | Estefanía & Nicolas                                                        | Estefanía & Nicolas                   | Ilona & Roger                           | Ilona & Roger                           | Jeremias & Gustavo                                                 | Jeremias & Gustavo                           | Carmen & Alessandro                                                      | Carmen & Alessandro                                                      | Estefanía & Roger                                                        | Nick                                                                     | Nick                                                                     | Nicolas                                                                  | Nicolas                                                                  | Blind                                                                        | Blind | Blind                                                                    | Laura Roger                                                              | Laura Roger                                                              | Guendalina                                                                | Guendalina                                                               | Carmen                                                                   | Carmen                                                                   | Roger                                                                    | Roger                                                                    | Guendalina                                                               | Guendalina                                                               | Alessandro                                                               | Alessandro                                                                                       | Alessandro                                                               | Alessandro                                                                                      | Carmen                                                                   | Carmen                                                                   | Luca                                                                     | Luca                                                                     | Luca                                                                     | Luca                                                                     | Luca                                                                                            | Luca                                                                     | Luca                                                                     | Luca                                                                     | Luca                                                                     | Luca                                                                     | Luca                                                                     | Carmen                                                                     | Carmen                                                                   | Carmen                                                                   | Luca                                                                     | Luca                                                                     | Luca                                                                     | Nessuno                                                                  | Nessuno                                                                  | Nessuno                                                                  | Nessuno                                                                  | Nessuno                                                                  | Numero totale di nomination |
| Capo di Playa Sgamada            | Capo di Playa Sgamada          | Nessuno                                      | Nessuno                               | Ilona                                                                      | Melandri                              | Clemente                                | Clemente                                | Blind                                                              | Blind                                        | Laura                                                                    | Laura                                                                    | Nessuno                                                                  | Nessuno                                                                  | Nessuno                                                                  | Nessuno                                                                  | Nessuno                                                                  | Nessuno                                                                      | Nessuno | Nessuno                                                                  | Nessuno                                                                  | Nessuno                                                                  | Nessuno                                                                   | Nessuno                                                                  | Nessuno                                                                  | Nessuno                                                                  | Nessuno                                                                  | Nessuno                                                                  | Nessuno                                                                  | Nessuno                                                                  | Nessuno                                                                  | Nessuno                                                                                          | Nessuno                                                                  | Nessuno                                                                                         | Nessuno                                                                  | Nessuno                                                                  | Nessuno                                                                  | Nessuno                                                                  | Nessuno                                                                  | Nessuno                                                                  | Nessuno                                                                                         | Nessuno                                                                  | Nessuno                                                                  | Nessuno                                                                  | Nessuno                                                                  | Nessuno                                                                  | Nessuno                                                                  | Nessuno                                                                    | Nessuno                                                                  | Nessuno                                                                  | Nessuno                                                                  | Nessuno                                                                  | Nessuno                                                                  | Nessuno                                                                  | Nessuno                                                                  | Nessuno                                                                  | Nessuno                                                                  | Nessuno                                                                  | Numero totale di nomination |
|                                  |                                |                                              |                                       |                                                                            |                                       |                                         |                                         |                                                                    |                                              |                                                                          |                                                                          |                                                                          |                                                                          |                                                                          |                                                                          |                                                                          |                                                                              | |                                                                          |                                                                          |                                                                          |                                                                           |                                                                          |                                                                          |                                                                          |                                                                          |                                                                          |                                                                          |                                                                          |                                                                          |                                                                                                  |                                                                          |                                                                                                 |                                                                          |                                                                          |                                                                          |                                                                          |                                                                          |                                                                          |                                                                                                 |                                                                          |                                                                          |                                                                          |                                                                          |                                                                          |                                                                          |                                                                            |                                                                          |                                                                          |                                                                          |                                                                          |                                                                          |                                                                          |                                                                          |                                                                          |                                                                          |                                                                          |                             |
| Nicolas                          | Nicolas                        | In coppia con Estefanía                      | In coppia con Estefanía               | In coppia con Estefanía                                                    | In coppia con Estefanía               | In coppia con Estefanía                 | In coppia con Estefanía                 | In coppia con Estefanía                                            | In coppia con Estefanía                      | In coppia con Ilona                                                      | In coppia con Ilona                                                      | Gustavo                                                                  | Jeremias                                                                 | Jeremias                                                                 | Nick                                                                     | Nick                                                                     | Nominato                                                                     | Licia | Licia                                                                    | Salvato                                                                  | Blind                                                                    | Estefanía                                                                 | Estefanía                                                                | Non salvato                                                              | Laura                                                                    | Laura                                                                    | Laura                                                                    | Mercedesz                                                                | Lory                                                                     | Blind                                                                    | Blind                                                                                            | Mercedesz                                                                | Mercedesz                                                                                       | Esonerato                                                                | Estefanía                                                                | Prova persa                                                              | Maria Laura                                                              | Maccarini                                                                | Maria Laura                                                              | Carmen                                                                                          | Lory                                                                     | Lory                                                                     | Lory                                                                     | Prova vinta                                                              | Edoardo                                                                  | Nick                                                                     | Candidato                                                                  | Nick                                                                     | Nick                                                                     | In finale                                                                | In finale                                                                | Maria Laura Mercedesz                                                    | Salvato                                                                  | Salvato                                                                  | Nominato                                                                 | Nomination finale                                                        | Vincitore (Settimana 15 - Giorno 99)                                     | 34                          |
| Luca                             | Luca                           | Non in gara                                  | Non in gara                           | Non in gara                                                                | Non in gara                           | Non in gara                             | Non in gara                             | Non in gara                                                        | Non in gara                                  | Non in gara                                                              | Non in gara                                                              | Non in gara                                                              | Non in gara                                                              | Non in gara                                                              | Non in gara                                                              | Non in gara                                                              | Non in gara                                                                  | Non in gara | Non in gara                                                              | Non in gara                                                              | Non in gara                                                              | Non in gara                                                               | Non in gara                                                              | Non in gara                                                              | Non in gara                                                              | Non in gara                                                              | Non in gara                                                              | Non in gara                                                              | Non in gara                                                              | Non in gara                                                              | Non in gara                                                                                      | Mercedesz                                                                | Mercedesz                                                                                       | Nominato                                                                 | Roger                                                                    | Prova vinta                                                              | Roger                                                                    | Nick                                                                     | Nick                                                                     | Prova vinta                                                                                     | Lory                                                                     | Lory                                                                     | Lory                                                                     | Cucolo                                                                   | Prova vinta                                                              | Estefanía                                                                | Prova persa                                                                | Estefanía                                                                | Nick                                                                     | In finale                                                                | In finale                                                                | Nick                                                                     | Maria Laura                                                              | Mercedesz                                                                | Prova vinta                                                              | Nomination finale                                                        | Secondo classificato (Settimana 15 - Giorno 99)                          | 6                           |
| Carmen                           | Carmen                         | In coppia con Alessandro                     | In coppia con Alessandro              | In coppia con Alessandro                                                   | In coppia con Alessandro              | In coppia con Alessandro                | In coppia con Alessandro                | In coppia con Alessandro                                           | In coppia con Alessandro                     | In coppia con Alessandro                                                 | In coppia con Alessandro                                                 | Nicolas                                                                  | Blind                                                                    | Blind                                                                    | Senise                                                                   | Senise                                                                   | Nominata                                                                     | Ilona | Ilona                                                                    | Esonerata                                                                | Nick                                                                     | Estefanía                                                                 | Estefanía                                                                | Salvata                                                                  | Clemente                                                                 | Laura                                                                    | Laura                                                                    | Maria Laura                                                              | Mercedesz                                                                | Nicolas                                                                  | Nicolas                                                                                          | Mercedesz                                                                | Mercedesz                                                                                       | Gennaro                                                                  | Gennaro                                                                  | Prova persa                                                              | Maria Laura                                                              | Salvata                                                                  | Pamela                                                                   | Nick                                                                                            | Estefanía                                                                | Estefanía                                                                | Estefanía                                                                | Prova vinta                                                              | Nicolas                                                                  | Nick                                                                     | Prova persa                                                                | Candidata                                                                | Mercedesz                                                                | Candidate                                                                | In finale                                                                | Mercedesz Nick                                                           | Salvata                                                                  | Luca                                                                     | Nominata                                                                 | Terza classificata (Settimana 15 - Giorno 99)                            | Terza classificata (Settimana 15 - Giorno 99)                            | 21                          |
| Mercedesz                        | Mercedesz                      | Non in gara                                  | Non in gara                           | Non in gara                                                                | Non in gara                           | Non in gara                             | Non in gara                             | Non in gara                                                        | Non in gara                                  | Non in gara                                                              | Non in gara                                                              | Non in gara                                                              | Non in gara                                                              | Non in gara                                                              | Non in gara                                                              | Non in gara                                                              | Non in gara                                                                  | Non in gara | Non in gara                                                              | Non in gara                                                              | Non in gara                                                              | Non in gara                                                               | Non in gara                                                              | Non in gara                                                              | Non in gara                                                              | Blind                                                                    | Blind                                                                    | Salvata                                                                  | Lory                                                                     | Nicolas                                                                  | Nicolas                                                                                          | Guendalina                                                               | Guendalina                                                                                      | Nicolas                                                                  | Non votante                                                              | Non votante                                                              | Non votante                                                              | Rientra in gara                                                          | Pamela                                                                   | Prova vinta                                                                                     | Gennaro                                                                  | Gennaro                                                                  | Gennaro                                                                  | Luca                                                                     | Prova vinta                                                              | Nick                                                                     | Candidata                                                                  | Nick                                                                     | Nick                                                                     | Candidate                                                                | In finale                                                                | Maria Laura Carmen                                                       | Luca                                                                     | Nominata                                                                 | Quarta classificata (Settimana 15 - Giorno 99)                           | Quarta classificata (Settimana 15 - Giorno 99)                           | Quarta classificata (Settimana 15 - Giorno 99)                           | 15                          |
| Maria Laura                      | Maria Laura                    | Non in gara                                  | Non in gara                           | Non in gara                                                                | Non in gara                           | Non in gara                             | Non in gara                             | Non in gara                                                        | Non in gara                                  | Non in gara                                                              | Non in gara                                                              | Non in gara                                                              | Non in gara                                                              | Non in gara                                                              | Non in gara                                                              | Non in gara                                                              | Non in gara                                                                  | Non in gara | Non in gara                                                              | Non in gara                                                              | Non in gara                                                              | Non in gara                                                               | Non in gara                                                              | Non in gara                                                              | Non in gara                                                              | Blind                                                                    | Blind                                                                    | Nominata                                                                 | Nick                                                                     | Lory Blind                                                               | Lory Blind                                                                                       | Nicolas                                                                  | Nicolas                                                                                         | Esonerata                                                                | Roger                                                                    | Prova persa                                                              | Roger                                                                    | Estefanía Lory                                                           | Nick                                                                     | Nominata                                                                                        | Gennaro                                                                  | Gennaro                                                                  | Gennaro                                                                  | Prova vinta                                                              | Nominata                                                                 | Nick                                                                     | Prova persa                                                                | Edoardo                                                                  | Nick                                                                     | In finale                                                                | In finale                                                                | Nick Nicolas                                                             | Nominata                                                                 | Quinta classificata (Settimana 15 - Giorno 99)                           | Quinta classificata (Settimana 15 - Giorno 99)                           | Quinta classificata (Settimana 15 - Giorno 99)                           | Quinta classificata (Settimana 15 - Giorno 99)                           | 18                          |
| Nick                             | Nick                           | Non in gara                                  | Non in gara                           | Non in gara                                                                | Non in gara                           | Non in gara                             | Non in gara                             | In coppia con Silvano                                              | In coppia con Silvano                        | In coppia con Blind                                                      | In coppia con Blind                                                      | Nicolas                                                                  | Estefanía & Roger                                                        | Estefanía & Roger                                                        | Senise                                                                   | Senise                                                                   | Nominato                                                                     | Estefanía | Estefanía                                                                | Esonerato                                                                | Estefanía                                                                | Estefanía                                                                 | Estefanía                                                                | Alessandro                                                               | Laura                                                                    | Laura                                                                    | Laura                                                                    | Mercedesz                                                                | Lory                                                                     | Nicolas                                                                  | Nicolas                                                                                          | Non votante                                                              | Non votante                                                                                     | Assente                                                                  | Assente                                                                  | Assente                                                                  | Assente                                                                  | Immune                                                                   | Maria Laura                                                              | Lory                                                                                            | Estefanía                                                                | Estefanía                                                                | Estefanía                                                                | Salvato                                                                  | Prova vinta                                                              | Estefanía                                                                | Non candidato                                                              | Luca                                                                     | Luca                                                                     | Estefanía                                                                | Nominati                                                                 | Maria Laura Mercedesz                                                    | Sesto classificato (Settimana 15 - Giorno 99)                            | Sesto classificato (Settimana 15 - Giorno 99)                            | Sesto classificato (Settimana 15 - Giorno 99)                            | Sesto classificato (Settimana 15 - Giorno 99)                            | Sesto classificato (Settimana 15 - Giorno 99)                            | 34                          |
| Pamela                           | Pamela                         | Non in gara                                  | Non in gara                           | Non in gara                                                                | Non in gara                           | Non in gara                             | Non in gara                             | Non in gara                                                        | Non in gara                                  | Non in gara                                                              | Non in gara                                                              | Non in gara                                                              | Non in gara                                                              | Non in gara                                                              | Non in gara                                                              | Non in gara                                                              | Non in gara                                                                  | Non in gara | Non in gara                                                              | Non in gara                                                              | Non in gara                                                              | Non in gara                                                               | Non in gara                                                              | Non in gara                                                              | Non in gara                                                              | Non in gara                                                              | Non in gara                                                              | Non in gara                                                              | Non in gara                                                              | Non in gara                                                              | Non in gara                                                                                      | Lory                                                                     | Mercedesz                                                                                       | Luca                                                                     | Non votante                                                              | Prova vinta                                                              | Roger                                                                    | Salvata                                                                  | Cucolo                                                                   | Nominata                                                                                        | Cucolo                                                                   | Nominata                                                                 | Non votante                                                              | Non votante                                                              | Nominata                                                                 | Non votante                                                              | Non votante                                                                | Nominata                                                                 | Non votante                                                              | Non votante                                                              | Nominati                                                                 | Eliminate (Settimana 14 - Giorno 92)                                     | Eliminate (Settimana 14 - Giorno 92)                                     | Eliminate (Settimana 14 - Giorno 92)                                     | Eliminate (Settimana 14 - Giorno 92)                                     | Eliminate (Settimana 14 - Giorno 92)                                     | Eliminate (Settimana 14 - Giorno 92)                                     | 3                           |
| Estefanía                        | Estefanía                      | In coppia con Nicolas                        | In coppia con Nicolas                 | In coppia con Nicolas                                                      | In coppia con Nicolas                 | In coppia con Nicolas                   | In coppia con Nicolas                   | In coppia con Nicolas                                              | In coppia con Nicolas                        | In coppia con Roger                                                      | In coppia con Roger                                                      | In coppia con Roger                                                      | In coppia con Roger                                                      | In coppia con Roger                                                      | In coppia con Roger                                                      | In coppia con Roger                                                      | In coppia con Roger                                                          | Licia | Licia                                                                    | Esonerati                                                                | Guendalina                                                               | Carmen                                                                    | Carmen                                                                   | Nicolas                                                                  | Non votante                                                              | Non votante                                                              | Non votante                                                              | Non votante                                                              | Non votante                                                              | Nominata                                                                 | Non votante                                                                                      | Nominata                                                                 | Nicolas                                                                                         | Esonerati                                                                | Roger                                                                    | Prova vinta                                                              | Roger                                                                    | Nominata                                                                 | Nick                                                                     | Edoardo                                                                                         | Lory                                                                     | Lory                                                                     | Lory                                                                     | Prova vinta                                                              | Salvata                                                                  | Nick                                                                     | Non candidata                                                              | Maria Laura                                                              | Nick                                                                     | Candidata                                                                | Nominati                                                                 | Eliminate (Settimana 14 - Giorno 92)                                     | Eliminate (Settimana 14 - Giorno 92)                                     | Eliminate (Settimana 14 - Giorno 92)                                     | Eliminate (Settimana 14 - Giorno 92)                                     | Eliminate (Settimana 14 - Giorno 92)                                     | Eliminate (Settimana 14 - Giorno 92)                                     | 27                          |
| Edoardo                          | Edoardo                        | Non in gara                                  | Non in gara                           | Non in gara                                                                | Non in gara                           | In coppia con Guendalina                | In coppia con Guendalina                | In coppia con Guendalina                                           | In coppia con Guendalina                     | In coppia con Guendalina                                                 | In coppia con Guendalina                                                 | Gustavo                                                                  | Blind                                                                    | Blind                                                                    | Senise                                                                   | Senise                                                                   | Nominato                                                                     | Roger | Roger                                                                    | Esonerati                                                                | Estefanía                                                                | Estefanía                                                                 | Estefanía                                                                | Nick                                                                     | Laura                                                                    | Laura                                                                    | Laura                                                                    | Mercedesz                                                                | Lory                                                                     | Blind                                                                    | Blind                                                                                            | Mercedesz                                                                | Mercedesz                                                                                       | Esonerati                                                                | Estefanía                                                                | Prova persa                                                              | Maria Laura                                                              | Salvato                                                                  | Maria Laura                                                              | Nicolas                                                                                         | Lory                                                                     | Lory                                                                     | Lory                                                                     | Prova vinta                                                              | Estefanía                                                                | Nick                                                                     | Prova persa                                                                | Non candidato                                                            | Nick                                                                     | Ritirato (Settimana 14 - Giorno 92)                                      | Ritirato (Settimana 14 - Giorno 92)                                      | Ritirato (Settimana 14 - Giorno 92)                                      | Ritirato (Settimana 14 - Giorno 92)                                      | Ritirato (Settimana 14 - Giorno 92)                                      | Ritirato (Settimana 14 - Giorno 92)                                      | Ritirato (Settimana 14 - Giorno 92)                                      | Ritirato (Settimana 14 - Giorno 92)                                      | 6                           |
| Gennaro                          | Gennaro                        | Non in gara                                  | Non in gara                           | Non in gara                                                                | Non in gara                           | Non in gara                             | Non in gara                             | Non in gara                                                        | Non in gara                                  | Non in gara                                                              | Non in gara                                                              | Non in gara                                                              | Non in gara                                                              | Non in gara                                                              | Non in gara                                                              | Non in gara                                                              | Non in gara                                                                  | Non in gara | Non in gara                                                              | Non in gara                                                              | Non in gara                                                              | Non in gara                                                               | Non in gara                                                              | Non in gara                                                              | Non in gara                                                              | Non in gara                                                              | Non in gara                                                              | Non in gara                                                              | Non in gara                                                              | Non in gara                                                              | Non in gara                                                                                      | Guendalina                                                               | Guendalina                                                                                      | Salvato                                                                  | Roger                                                                    | Carmen                                                                   | Non votante                                                              | Nominato                                                                 | Maria Laura                                                              | Prova vinta                                                                                     | Lory                                                                     | Lory                                                                     | Lory                                                                     | Nominato                                                                 | Prova vinta                                                              | Estefanía                                                                | Mercedesz                                                                  | Nominato                                                                 | Eliminato (Settimana 13 - Giorno 85)                                     | Eliminato (Settimana 13 - Giorno 85)                                     | Eliminato (Settimana 13 - Giorno 85)                                     | Eliminato (Settimana 13 - Giorno 85)                                     | Eliminato (Settimana 13 - Giorno 85)                                     | Eliminato (Settimana 13 - Giorno 85)                                     | Eliminato (Settimana 13 - Giorno 85)                                     | Eliminato (Settimana 13 - Giorno 85)                                     | Eliminato (Settimana 13 - Giorno 85)                                     | 3                           |
| Cucolo                           | Cucolo                         | In coppia con Lory                           | In coppia con Lory                    | In coppia con Lory                                                         | In coppia con Lory                    | In coppia con Lory                      | In coppia con Lory                      | In coppia con Lory                                                 | In coppia con Lory                           | Jovana                                                                   | Jovana                                                                   | Non votanti                                                              | Salvato                                                                  | Non votanti                                                              | Nominato                                                                 | Ilona                                                                    | Salvato                                                                      | Nicolas | Nicolas                                                                  | Guendalina                                                               | Guendalina                                                               | Edoardo                                                                   | Edoardo                                                                  | Prova vinta                                                              | Nick                                                                     | Nicolas                                                                  | Nicolas                                                                  | Mercedesz                                                                | Nicolas                                                                  | Roger                                                                    | Non votante                                                                                      | Nominato                                                                 | Nicolas                                                                                         | Esonerati                                                                | Roger                                                                    | Assente                                                                  | Assente                                                                  | Salvato                                                                  | Pamela                                                                   | Nominato                                                                                        | Estefanía                                                                | Estefanía                                                                | Estefanía                                                                | Nick                                                                     | Prova vinta                                                              | Estefanía                                                                | Ritirato (Settimana 12 - Giorno 81)                                        | Ritirato (Settimana 12 - Giorno 81)                                      | Ritirato (Settimana 12 - Giorno 81)                                      | Ritirato (Settimana 12 - Giorno 81)                                      | Ritirato (Settimana 12 - Giorno 81)                                      | Ritirato (Settimana 12 - Giorno 81)                                      | Ritirato (Settimana 12 - Giorno 81)                                      | Ritirato (Settimana 12 - Giorno 81)                                      | Ritirato (Settimana 12 - Giorno 81)                                      | Ritirato (Settimana 12 - Giorno 81)                                      | Ritirato (Settimana 12 - Giorno 81)                                      | 12                          |
| Lory                             | Lory                           | In coppia con Cucolo                         | In coppia con Cucolo                  | In coppia con Cucolo                                                       | In coppia con Cucolo                  | In coppia con Cucolo                    | In coppia con Cucolo                    | In coppia con Cucolo                                               | In coppia con Cucolo                         | Non salvata                                                              | Non salvata                                                              | Non votanti                                                              | Non salvata                                                              | Non votanti                                                              | Salvata                                                                  | Edoardo                                                                  | Nominata                                                                     | Ilona | Non votante                                                              | Non votante                                                              | Non votante                                                              | Nominata                                                                  | Non votante                                                              | Nominata                                                                 | Nick                                                                     | Blind                                                                    | Blind                                                                    | Mercedesz                                                                | Nicolas                                                                  | Blind                                                                    | Blind                                                                                            | Salvata                                                                  | Nicolas                                                                                         | Esonerati                                                                | Guendalina                                                               | Prova vinta                                                              | Maria Laura                                                              | Nominata                                                                 | Maria Laura                                                              | Salvata                                                                                         | Estefanía                                                                | Estefanía                                                                | Estefanía                                                                | Luca                                                                     | Nominata                                                                 | Eliminata (Settimana 12 - Giorno 78)                                     | Eliminata (Settimana 12 - Giorno 78)                                       | Eliminata (Settimana 12 - Giorno 78)                                     | Eliminata (Settimana 12 - Giorno 78)                                     | Eliminata (Settimana 12 - Giorno 78)                                     | Eliminata (Settimana 12 - Giorno 78)                                     | Eliminata (Settimana 12 - Giorno 78)                                     | Eliminata (Settimana 12 - Giorno 78)                                     | Eliminata (Settimana 12 - Giorno 78)                                     | Eliminata (Settimana 12 - Giorno 78)                                     | Eliminata (Settimana 12 - Giorno 78)                                     | Eliminata (Settimana 12 - Giorno 78)                                     | 24                          |
| Roger                            | Roger                          | In coppia con Jovana                         | Non votante                           | Non votante                                                                | In coppia con Ilona                   | In coppia con Ilona                     | In coppia con Ilona                     | In coppia con Ilona                                                | In coppia con Ilona                          | In coppia con Estefanía                                                  | In coppia con Estefanía                                                  | In coppia con Estefanía                                                  | In coppia con Estefanía                                                  | In coppia con Estefanía                                                  | In coppia con Estefanía                                                  | In coppia con Estefanía                                                  | In coppia con Estefanía                                                      | Licia | Licia                                                                    | Esonerato                                                                | Edoardo                                                                  | Carmen                                                                    | Carmen                                                                   | Prova vinta                                                              | Nick                                                                     | Lory                                                                     | Lory                                                                     | Mercedesz                                                                | Edoardo Cucolo                                                           | Non votante                                                              | Non votante                                                                                      | Assente                                                                  | Assente                                                                                         | Esonerati                                                                | Lory                                                                     | Prova persa                                                              | Maria Laura                                                              | Estefanía                                                                | Non votante                                                              | Non votante                                                                                     | Non votante                                                              | Nominati                                                                 | Non votante                                                              | Ritirato (Settimana 11 - Giorno 74)                                      | Ritirato (Settimana 11 - Giorno 74)                                      | Ritirato (Settimana 11 - Giorno 74)                                      | Ritirato (Settimana 11 - Giorno 74)                                        | Ritirato (Settimana 11 - Giorno 74)                                      | Ritirato (Settimana 11 - Giorno 74)                                      | Ritirato (Settimana 11 - Giorno 74)                                      | Ritirato (Settimana 11 - Giorno 74)                                      | Ritirato (Settimana 11 - Giorno 74)                                      | Ritirato (Settimana 11 - Giorno 74)                                      | Ritirato (Settimana 11 - Giorno 74)                                      | Ritirato (Settimana 11 - Giorno 74)                                      | Ritirato (Settimana 11 - Giorno 74)                                      | Ritirato (Settimana 11 - Giorno 74)                                      | 15                          |
| Maccarini                        | Maccarini                      | Non in gara                                  | Non in gara                           | Non in gara                                                                | Non in gara                           | Non in gara                             | Non in gara                             | Non in gara                                                        | Non in gara                                  | Non in gara                                                              | Non in gara                                                              | Non in gara                                                              | Non in gara                                                              | Non in gara                                                              | Non in gara                                                              | Non in gara                                                              | Non in gara                                                                  | Non in gara | Non in gara                                                              | Non in gara                                                              | Non in gara                                                              | Non in gara                                                               | Non in gara                                                              | Non in gara                                                              | Non in gara                                                              | Non in gara                                                              | Non in gara                                                              | Non in gara                                                              | Non in gara                                                              | Non in gara                                                              | Non in gara                                                                                      | Lory                                                                     | Mercedesz                                                                                       | Salvato                                                                  | Estefanía                                                                | Prova vinta                                                              | Maria Laura                                                              | Nominato                                                                 | Carmen                                                                   | Estefanía                                                                                       | Non votante                                                              | Nominati                                                                 | Eliminato (Settimana 11 - Giorno 71)                                     | Eliminato (Settimana 11 - Giorno 71)                                     | Eliminato (Settimana 11 - Giorno 71)                                     | Eliminato (Settimana 11 - Giorno 71)                                     | Eliminato (Settimana 11 - Giorno 71)                                       | Eliminato (Settimana 11 - Giorno 71)                                     | Eliminato (Settimana 11 - Giorno 71)                                     | Eliminato (Settimana 11 - Giorno 71)                                     | Eliminato (Settimana 11 - Giorno 71)                                     | Eliminato (Settimana 11 - Giorno 71)                                     | Eliminato (Settimana 11 - Giorno 71)                                     | Eliminato (Settimana 11 - Giorno 71)                                     | Eliminato (Settimana 11 - Giorno 71)                                     | Eliminato (Settimana 11 - Giorno 71)                                     | Eliminato (Settimana 11 - Giorno 71)                                     | 1                           |
| Fabrizia                         | Fabrizia                       | Non in gara                                  | Non in gara                           | Non in gara                                                                | Non in gara                           | Non in gara                             | Non in gara                             | Non in gara                                                        | Non in gara                                  | Non in gara                                                              | Non in gara                                                              | Non in gara                                                              | Non in gara                                                              | Non in gara                                                              | Non in gara                                                              | Non in gara                                                              | Non in gara                                                                  | Non in gara | Non in gara                                                              | Non in gara                                                              | Non in gara                                                              | Non in gara                                                               | Non in gara                                                              | Non in gara                                                              | Non in gara                                                              | Blind                                                                    | Blind                                                                    | Nominata                                                                 | : Maria Laura                                                            | Nominata                                                                 | Non votante                                                                                      | Nominata                                                                 | Non votante                                                                                     | Non votante                                                              | Non votante                                                              | Non votante                                                              | Non votante                                                              | Nominata                                                                 | Eliminata (Settimana 10 - Giorno 68)                                     | Eliminata (Settimana 10 - Giorno 68)                                                            | Eliminata (Settimana 10 - Giorno 68)                                     | Eliminata (Settimana 10 - Giorno 68)                                     | Eliminata (Settimana 10 - Giorno 68)                                     | Eliminata (Settimana 10 - Giorno 68)                                     | Eliminata (Settimana 10 - Giorno 68)                                     | Eliminata (Settimana 10 - Giorno 68)                                     | Eliminata (Settimana 10 - Giorno 68)                                       | Eliminata (Settimana 10 - Giorno 68)                                     | Eliminata (Settimana 10 - Giorno 68)                                     | Eliminata (Settimana 10 - Giorno 68)                                     | Eliminata (Settimana 10 - Giorno 68)                                     | Eliminata (Settimana 10 - Giorno 68)                                     | Eliminata (Settimana 10 - Giorno 68)                                     | Eliminata (Settimana 10 - Giorno 68)                                     | Eliminata (Settimana 10 - Giorno 68)                                     | Eliminata (Settimana 10 - Giorno 68)                                     | Eliminata (Settimana 10 - Giorno 68)                                     | 0                           |
| Blind                            | Blind                          | Non in gara                                  | Non in gara                           | In coppia con Roberta                                                      | In coppia con Roberta                 | In coppia con Roberta                   | In coppia con Roberta                   | Roberta                                                            | Roberta                                      | In coppia con Nick                                                       | In coppia con Nick                                                       | Nicolas                                                                  | Jeremias                                                                 | Jeremias                                                                 | Ilona                                                                    | Ilona                                                                    | Salvati                                                                      | Edoardo | Edoardo                                                                  | Esonerato                                                                | Guendalina                                                               | Carmen                                                                    | Carmen                                                                   | Prova vinta                                                              | Nick                                                                     | Nicolas                                                                  | Nicolas                                                                  | Assente                                                                  | Assente                                                                  | Nicolas                                                                  | Nicolas                                                                                          | Mercedesz                                                                | Non votante                                                                                     | Non votante                                                              | Non votante                                                              | Ritirati (Settimana 10 - Giorno 64)                                      | Ritirati (Settimana 10 - Giorno 64)                                      | Ritirati (Settimana 10 - Giorno 64)                                      | Ritirati (Settimana 10 - Giorno 64)                                      | Ritirati (Settimana 10 - Giorno 64)                                                             | Ritirati (Settimana 10 - Giorno 64)                                      | Ritirati (Settimana 10 - Giorno 64)                                      | Ritirati (Settimana 10 - Giorno 64)                                      | Ritirati (Settimana 10 - Giorno 64)                                      | Ritirati (Settimana 10 - Giorno 64)                                      | Ritirati (Settimana 10 - Giorno 64)                                      | Ritirati (Settimana 10 - Giorno 64)                                        | Ritirati (Settimana 10 - Giorno 64)                                      | Ritirati (Settimana 10 - Giorno 64)                                      | Ritirati (Settimana 10 - Giorno 64)                                      | Ritirati (Settimana 10 - Giorno 64)                                      | Ritirati (Settimana 10 - Giorno 64)                                      | Ritirati (Settimana 10 - Giorno 64)                                      | Ritirati (Settimana 10 - Giorno 64)                                      | Ritirati (Settimana 10 - Giorno 64)                                      | Ritirati (Settimana 10 - Giorno 64)                                      | Ritirati (Settimana 10 - Giorno 64)                                      | 22                          |
| Licia                            | Licia                          | Non in gara                                  | Non in gara                           | Non in gara                                                                | Non in gara                           | Non in gara                             | Non in gara                             | Non in gara                                                        | Non in gara                                  | Non in gara                                                              | Non in gara                                                              | Non votante                                                              | Blind                                                                    | Blind                                                                    | Estefanía & Roger                                                        | Estefanía & Roger                                                        | Salvati                                                                      | Nicolas | Nicolas                                                                  | : Blind                                                                  | : Blind                                                                  | Alessandro                                                                | Non votante                                                              | Nominata                                                                 | Non votante                                                              | Non votante                                                              | Non votante                                                              | Non votante                                                              | Non votante                                                              | Nominata                                                                 | Non votante                                                                                      | Nominata                                                                 | Non votante                                                                                     | Non votante                                                              | Non votante                                                              | Ritirati (Settimana 10 - Giorno 64)                                      | Ritirati (Settimana 10 - Giorno 64)                                      | Ritirati (Settimana 10 - Giorno 64)                                      | Ritirati (Settimana 10 - Giorno 64)                                      | Ritirati (Settimana 10 - Giorno 64)                                                             | Ritirati (Settimana 10 - Giorno 64)                                      | Ritirati (Settimana 10 - Giorno 64)                                      | Ritirati (Settimana 10 - Giorno 64)                                      | Ritirati (Settimana 10 - Giorno 64)                                      | Ritirati (Settimana 10 - Giorno 64)                                      | Ritirati (Settimana 10 - Giorno 64)                                      | Ritirati (Settimana 10 - Giorno 64)                                        | Ritirati (Settimana 10 - Giorno 64)                                      | Ritirati (Settimana 10 - Giorno 64)                                      | Ritirati (Settimana 10 - Giorno 64)                                      | Ritirati (Settimana 10 - Giorno 64)                                      | Ritirati (Settimana 10 - Giorno 64)                                      | Ritirati (Settimana 10 - Giorno 64)                                      | Ritirati (Settimana 10 - Giorno 64)                                      | Ritirati (Settimana 10 - Giorno 64)                                      | Ritirati (Settimana 10 - Giorno 64)                                      | Ritirati (Settimana 10 - Giorno 64)                                      | 4                           |
| Guendalina                       | Guendalina                     | Non in gara                                  | Non in gara                           | Non in gara                                                                | Non in gara                           | In coppia con Edoardo                   | In coppia con Edoardo                   | In coppia con Edoardo                                              | In coppia con Edoardo                        | In coppia con Edoardo                                                    | In coppia con Edoardo                                                    | Gustavo                                                                  | Jeremias                                                                 | Jeremias                                                                 | Senise                                                                   | Senise                                                                   | Nominata                                                                     | Roger | Roger                                                                    | Salvata                                                                  | Blind                                                                    | Blind                                                                     | Blind                                                                    | Edoardo                                                                  | Laura                                                                    | Laura                                                                    | Laura                                                                    | Mercedesz                                                                | Maria Laura Cucolo                                                       | Assente                                                                  | Assente                                                                                          | Mercedesz                                                                | Mercedesz                                                                                       | Esonerati                                                                | Estefanía                                                                | Ritirati (Settimana 10 - Giorno 64)                                      | Ritirati (Settimana 10 - Giorno 64)                                      | Ritirati (Settimana 10 - Giorno 64)                                      | Ritirati (Settimana 10 - Giorno 64)                                      | Ritirati (Settimana 10 - Giorno 64)                                                             | Ritirati (Settimana 10 - Giorno 64)                                      | Ritirati (Settimana 10 - Giorno 64)                                      | Ritirati (Settimana 10 - Giorno 64)                                      | Ritirati (Settimana 10 - Giorno 64)                                      | Ritirati (Settimana 10 - Giorno 64)                                      | Ritirati (Settimana 10 - Giorno 64)                                      | Ritirati (Settimana 10 - Giorno 64)                                        | Ritirati (Settimana 10 - Giorno 64)                                      | Ritirati (Settimana 10 - Giorno 64)                                      | Ritirati (Settimana 10 - Giorno 64)                                      | Ritirati (Settimana 10 - Giorno 64)                                      | Ritirati (Settimana 10 - Giorno 64)                                      | Ritirati (Settimana 10 - Giorno 64)                                      | Ritirati (Settimana 10 - Giorno 64)                                      | Ritirati (Settimana 10 - Giorno 64)                                      | Ritirati (Settimana 10 - Giorno 64)                                      | Ritirati (Settimana 10 - Giorno 64)                                      | 11                          |
| Alessandro                       | Alessandro                     | In coppia con Carmen                         | In coppia con Carmen                  | In coppia con Carmen                                                       | In coppia con Carmen                  | In coppia con Carmen                    | In coppia con Carmen                    | In coppia con Carmen                                               | In coppia con Carmen                         | In coppia con Carmen                                                     | In coppia con Carmen                                                     | Nick                                                                     | Jeremias                                                                 | Jeremias                                                                 | Ilona                                                                    | Ilona                                                                    | Salvato                                                                      | Ilona | Ilona                                                                    | Esonerato                                                                | Nick                                                                     | Estefanía                                                                 | Estefanía                                                                | Carmen                                                                   | Laura                                                                    | Laura                                                                    | Laura                                                                    | Maria Laura                                                              | Lory                                                                     | Nick Blind                                                               | Nick Blind                                                                                       | Nicolas                                                                  | Nicolas                                                                                         | Esonerati                                                                | Estefanía                                                                | Ritirati (Settimana 10 - Giorno 64)                                      | Ritirati (Settimana 10 - Giorno 64)                                      | Ritirati (Settimana 10 - Giorno 64)                                      | Ritirati (Settimana 10 - Giorno 64)                                      | Ritirati (Settimana 10 - Giorno 64)                                                             | Ritirati (Settimana 10 - Giorno 64)                                      | Ritirati (Settimana 10 - Giorno 64)                                      | Ritirati (Settimana 10 - Giorno 64)                                      | Ritirati (Settimana 10 - Giorno 64)                                      | Ritirati (Settimana 10 - Giorno 64)                                      | Ritirati (Settimana 10 - Giorno 64)                                      | Ritirati (Settimana 10 - Giorno 64)                                        | Ritirati (Settimana 10 - Giorno 64)                                      | Ritirati (Settimana 10 - Giorno 64)                                      | Ritirati (Settimana 10 - Giorno 64)                                      | Ritirati (Settimana 10 - Giorno 64)                                      | Ritirati (Settimana 10 - Giorno 64)                                      | Ritirati (Settimana 10 - Giorno 64)                                      | Ritirati (Settimana 10 - Giorno 64)                                      | Ritirati (Settimana 10 - Giorno 64)                                      | Ritirati (Settimana 10 - Giorno 64)                                      | Ritirati (Settimana 10 - Giorno 64)                                      | 13                          |
| Clemente                         | Clemente                       | In coppia con Laura                          | In coppia con Laura                   | In coppia con Laura                                                        | In coppia con Laura                   | Laura                                   | Laura                                   | In coppia con Floriana                                             | In coppia con Floriana                       | In coppia con Floriana                                                   | In coppia con Floriana                                                   | Non votante                                                              | Nominato                                                                 | Non votante                                                              | Nominato                                                                 | Non votante                                                              | Non votante                                                                  | Nominato | Non votante                                                              | Non votante                                                              | Nicolas                                                                  | Carmen                                                                    | Carmen                                                                   | Prova vinta                                                              | Nick                                                                     | : Nicolas                                                                | Non votante                                                              | Non votante                                                              | Non votante                                                              | Nominati                                                                 | Non votante                                                                                      | Nominato                                                                 | Eliminato (Settimana 9 - Giorno 57)                                                             | Eliminato (Settimana 9 - Giorno 57)                                      | Eliminato (Settimana 9 - Giorno 57)                                      | Eliminato (Settimana 9 - Giorno 57)                                      | Eliminato (Settimana 9 - Giorno 57)                                      | Eliminato (Settimana 9 - Giorno 57)                                      | Eliminato (Settimana 9 - Giorno 57)                                      | Eliminato (Settimana 9 - Giorno 57)                                                             | Eliminato (Settimana 9 - Giorno 57)                                      | Eliminato (Settimana 9 - Giorno 57)                                      | Eliminato (Settimana 9 - Giorno 57)                                      | Eliminato (Settimana 9 - Giorno 57)                                      | Eliminato (Settimana 9 - Giorno 57)                                      | Eliminato (Settimana 9 - Giorno 57)                                      | Eliminato (Settimana 9 - Giorno 57)                                        | Eliminato (Settimana 9 - Giorno 57)                                      | Eliminato (Settimana 9 - Giorno 57)                                      | Eliminato (Settimana 9 - Giorno 57)                                      | Eliminato (Settimana 9 - Giorno 57)                                      | Eliminato (Settimana 9 - Giorno 57)                                      | Eliminato (Settimana 9 - Giorno 57)                                      | Eliminato (Settimana 9 - Giorno 57)                                      | Eliminato (Settimana 9 - Giorno 57)                                      | Eliminato (Settimana 9 - Giorno 57)                                      | Eliminato (Settimana 9 - Giorno 57)                                      | 4                           |
| Laura                            | Laura                          | In coppia con Clemente                       | In coppia con Clemente                | In coppia con Clemente                                                     | In coppia con Clemente                | Clemente                                | Clemente                                | Blind                                                              | Blind                                        | Salva                                                                    | Salva                                                                    | Nicolas                                                                  | Jeremias                                                                 | Jeremias                                                                 | Ilona                                                                    | Ilona                                                                    | Salvate                                                                      | Ilona | Ilona                                                                    | Esonerata                                                                | Guendalina                                                               | Carmen                                                                    | Carmen                                                                   | Prova vinta                                                              | Nick                                                                     | Nicolas                                                                  | Nicolas                                                                  | Roger                                                                    | Non votante                                                              | Nominati                                                                 | Eliminata (Settimana 8 - Giorno 54)                                                              | Eliminata (Settimana 8 - Giorno 54)                                      | Eliminata (Settimana 8 - Giorno 54)                                                             | Eliminata (Settimana 8 - Giorno 54)                                      | Eliminata (Settimana 8 - Giorno 54)                                      | Eliminata (Settimana 8 - Giorno 54)                                      | Eliminata (Settimana 8 - Giorno 54)                                      | Eliminata (Settimana 8 - Giorno 54)                                      | Eliminata (Settimana 8 - Giorno 54)                                      | Eliminata (Settimana 8 - Giorno 54)                                                             | Eliminata (Settimana 8 - Giorno 54)                                      | Eliminata (Settimana 8 - Giorno 54)                                      | Eliminata (Settimana 8 - Giorno 54)                                      | Eliminata (Settimana 8 - Giorno 54)                                      | Eliminata (Settimana 8 - Giorno 54)                                      | Eliminata (Settimana 8 - Giorno 54)                                      | Eliminata (Settimana 8 - Giorno 54)                                        | Eliminata (Settimana 8 - Giorno 54)                                      | Eliminata (Settimana 8 - Giorno 54)                                      | Eliminata (Settimana 8 - Giorno 54)                                      | Eliminata (Settimana 8 - Giorno 54)                                      | Eliminata (Settimana 8 - Giorno 54)                                      | Eliminata (Settimana 8 - Giorno 54)                                      | Eliminata (Settimana 8 - Giorno 54)                                      | Eliminata (Settimana 8 - Giorno 54)                                      | Eliminata (Settimana 8 - Giorno 54)                                      | Eliminata (Settimana 8 - Giorno 54)                                      | 18                          |
| Ilona                            | Ilona                          | In coppia con Melandri                       | In coppia con Melandri                | Roger                                                                      | In coppia con Roger                   | In coppia con Roger                     | In coppia con Roger                     | In coppia con Roger                                                | In coppia con Roger                          | In coppia con Nicolas                                                    | In coppia con Nicolas                                                    | Gustavo                                                                  | Jeremias                                                                 | Jeremias                                                                 | Laura                                                                    | Laura                                                                    | Salvate                                                                      | Nicolas | Nicolas                                                                  | Nicolas                                                                  | Non votante                                                              | Nominata                                                                  | Non votante                                                              | Nominata                                                                 | Eliminata (Settimana 7 - Giorno 43)                                      | Eliminata (Settimana 7 - Giorno 43)                                      | Eliminata (Settimana 7 - Giorno 43)                                      | Eliminata (Settimana 7 - Giorno 43)                                      | Eliminata (Settimana 7 - Giorno 43)                                      | Eliminata (Settimana 7 - Giorno 43)                                      | Eliminata (Settimana 7 - Giorno 43)                                                              | Eliminata (Settimana 7 - Giorno 43)                                      | Eliminata (Settimana 7 - Giorno 43)                                                             | Eliminata (Settimana 7 - Giorno 43)                                      | Eliminata (Settimana 7 - Giorno 43)                                      | Eliminata (Settimana 7 - Giorno 43)                                      | Eliminata (Settimana 7 - Giorno 43)                                      | Eliminata (Settimana 7 - Giorno 43)                                      | Eliminata (Settimana 7 - Giorno 43)                                      | Eliminata (Settimana 7 - Giorno 43)                                                             | Eliminata (Settimana 7 - Giorno 43)                                      | Eliminata (Settimana 7 - Giorno 43)                                      | Eliminata (Settimana 7 - Giorno 43)                                      | Eliminata (Settimana 7 - Giorno 43)                                      | Eliminata (Settimana 7 - Giorno 43)                                      | Eliminata (Settimana 7 - Giorno 43)                                      | Eliminata (Settimana 7 - Giorno 43)                                        | Eliminata (Settimana 7 - Giorno 43)                                      | Eliminata (Settimana 7 - Giorno 43)                                      | Eliminata (Settimana 7 - Giorno 43)                                      | Eliminata (Settimana 7 - Giorno 43)                                      | Eliminata (Settimana 7 - Giorno 43)                                      | Eliminata (Settimana 7 - Giorno 43)                                      | Eliminata (Settimana 7 - Giorno 43)                                      | Eliminata (Settimana 7 - Giorno 43)                                      | Eliminata (Settimana 7 - Giorno 43)                                      | Eliminata (Settimana 7 - Giorno 43)                                      | 21                          |
| Senise                           | Senise                         | Non in gara                                  | Non in gara                           | Non in gara                                                                | Non in gara                           | Non in gara                             | Non in gara                             | Non in gara                                                        | Non in gara                                  | Non in gara                                                              | Non in gara                                                              | Non votante                                                              | Blind                                                                    | Blind                                                                    | Carmen                                                                   | Carmen                                                                   | Ilona                                                                        | Non votante | Non votante                                                              | Non votante                                                              | Non votante                                                              | Nominato                                                                  | Eliminato (Settimana 6 - Giorno 40)                                      | Eliminato (Settimana 6 - Giorno 40)                                      | Eliminato (Settimana 6 - Giorno 40)                                      | Eliminato (Settimana 6 - Giorno 40)                                      | Eliminato (Settimana 6 - Giorno 40)                                      | Eliminato (Settimana 6 - Giorno 40)                                      | Eliminato (Settimana 6 - Giorno 40)                                      | Eliminato (Settimana 6 - Giorno 40)                                      | Eliminato (Settimana 6 - Giorno 40)                                                              | Eliminato (Settimana 6 - Giorno 40)                                      | Eliminato (Settimana 6 - Giorno 40)                                                             | Eliminato (Settimana 6 - Giorno 40)                                      | Eliminato (Settimana 6 - Giorno 40)                                      | Eliminato (Settimana 6 - Giorno 40)                                      | Eliminato (Settimana 6 - Giorno 40)                                      | Eliminato (Settimana 6 - Giorno 40)                                      | Eliminato (Settimana 6 - Giorno 40)                                      | Eliminato (Settimana 6 - Giorno 40)                                                             | Eliminato (Settimana 6 - Giorno 40)                                      | Eliminato (Settimana 6 - Giorno 40)                                      | Eliminato (Settimana 6 - Giorno 40)                                      | Eliminato (Settimana 6 - Giorno 40)                                      | Eliminato (Settimana 6 - Giorno 40)                                      | Eliminato (Settimana 6 - Giorno 40)                                      | Eliminato (Settimana 6 - Giorno 40)                                        | Eliminato (Settimana 6 - Giorno 40)                                      | Eliminato (Settimana 6 - Giorno 40)                                      | Eliminato (Settimana 6 - Giorno 40)                                      | Eliminato (Settimana 6 - Giorno 40)                                      | Eliminato (Settimana 6 - Giorno 40)                                      | Eliminato (Settimana 6 - Giorno 40)                                      | Eliminato (Settimana 6 - Giorno 40)                                      | Eliminato (Settimana 6 - Giorno 40)                                      | Eliminato (Settimana 6 - Giorno 40)                                      | Eliminato (Settimana 6 - Giorno 40)                                      | 4                           |
| Gustavo                          | Gustavo                        | In coppia con Jeremias                       | In coppia con Jeremias                | In coppia con Jeremias                                                     | In coppia con Jeremias                | In coppia con Jeremias                  | In coppia con Jeremias                  | In coppia con Jeremias                                             | In coppia con Jeremias                       | In coppia con Jeremias                                                   | In coppia con Jeremias                                                   | Guendalina                                                               | Guendalina                                                               | Non votante                                                              | Nominato                                                                 | Non votante                                                              | Non votante                                                                  | Nominato | Eliminato (Settimana 5 - Giorno 33)                                      | Eliminato (Settimana 5 - Giorno 33)                                      | Eliminato (Settimana 5 - Giorno 33)                                      | Eliminato (Settimana 5 - Giorno 33)                                       | Eliminato (Settimana 5 - Giorno 33)                                      | Eliminato (Settimana 5 - Giorno 33)                                      | Eliminato (Settimana 5 - Giorno 33)                                      | Eliminato (Settimana 5 - Giorno 33)                                      | Eliminato (Settimana 5 - Giorno 33)                                      | Eliminato (Settimana 5 - Giorno 33)                                      | Eliminato (Settimana 5 - Giorno 33)                                      | Eliminato (Settimana 5 - Giorno 33)                                      | Eliminato (Settimana 5 - Giorno 33)                                                              | Eliminato (Settimana 5 - Giorno 33)                                      | Eliminato (Settimana 5 - Giorno 33)                                                             | Eliminato (Settimana 5 - Giorno 33)                                      | Eliminato (Settimana 5 - Giorno 33)                                      | Eliminato (Settimana 5 - Giorno 33)                                      | Eliminato (Settimana 5 - Giorno 33)                                      | Eliminato (Settimana 5 - Giorno 33)                                      | Eliminato (Settimana 5 - Giorno 33)                                      | Eliminato (Settimana 5 - Giorno 33)                                                             | Eliminato (Settimana 5 - Giorno 33)                                      | Eliminato (Settimana 5 - Giorno 33)                                      | Eliminato (Settimana 5 - Giorno 33)                                      | Eliminato (Settimana 5 - Giorno 33)                                      | Eliminato (Settimana 5 - Giorno 33)                                      | Eliminato (Settimana 5 - Giorno 33)                                      | Eliminato (Settimana 5 - Giorno 33)                                        | Eliminato (Settimana 5 - Giorno 33)                                      | Eliminato (Settimana 5 - Giorno 33)                                      | Eliminato (Settimana 5 - Giorno 33)                                      | Eliminato (Settimana 5 - Giorno 33)                                      | Eliminato (Settimana 5 - Giorno 33)                                      | Eliminato (Settimana 5 - Giorno 33)                                      | Eliminato (Settimana 5 - Giorno 33)                                      | Eliminato (Settimana 5 - Giorno 33)                                      | Eliminato (Settimana 5 - Giorno 33)                                      | Eliminato (Settimana 5 - Giorno 33)                                      | 8                           |
| Estefanía & Roger                | Estefanía & Roger              | Non in coppia                                | Non in coppia                         | Non in coppia                                                              | Non in coppia                         | Non in coppia                           | Non in coppia                           | Non in coppia                                                      | Non in coppia                                | Partecipanti in coppia                                                   | Partecipanti in coppia                                                   | Nick                                                                     | Licia                                                                    | Licia                                                                    | Ilona                                                                    | Ilona                                                                    | Salvati                                                                      | Partecipanti singolarmente (Settimana 5 - Giorno 33)                                                                   | Partecipanti singolarmente (Settimana 5 - Giorno 33)                     | Partecipanti singolarmente (Settimana 5 - Giorno 33)                     | Partecipanti singolarmente (Settimana 5 - Giorno 33)                     | Partecipanti singolarmente (Settimana 5 - Giorno 33)                      | Partecipanti singolarmente (Settimana 5 - Giorno 33)                     | Partecipanti singolarmente (Settimana 5 - Giorno 33)                     | Partecipanti singolarmente (Settimana 5 - Giorno 33)                     | Partecipanti singolarmente (Settimana 5 - Giorno 33)                     | Partecipanti singolarmente (Settimana 5 - Giorno 33)                     | Partecipanti singolarmente (Settimana 5 - Giorno 33)                     | Partecipanti singolarmente (Settimana 5 - Giorno 33)                     | Partecipanti singolarmente (Settimana 5 - Giorno 33)                     | Partecipanti singolarmente (Settimana 5 - Giorno 33)                                             | Partecipanti singolarmente (Settimana 5 - Giorno 33)                     | Partecipanti singolarmente (Settimana 5 - Giorno 33)                                            | Partecipanti singolarmente (Settimana 5 - Giorno 33)                     | Partecipanti singolarmente (Settimana 5 - Giorno 33)                     | Partecipanti singolarmente (Settimana 5 - Giorno 33)                     | Partecipanti singolarmente (Settimana 5 - Giorno 33)                     | Partecipanti singolarmente (Settimana 5 - Giorno 33)                     | Partecipanti singolarmente (Settimana 5 - Giorno 33)                     | Partecipanti singolarmente (Settimana 5 - Giorno 33)                                            | Partecipanti singolarmente (Settimana 5 - Giorno 33)                     | Partecipanti singolarmente (Settimana 5 - Giorno 33)                     | Partecipanti singolarmente (Settimana 5 - Giorno 33)                     | Partecipanti singolarmente (Settimana 5 - Giorno 33)                     | Partecipanti singolarmente (Settimana 5 - Giorno 33)                     | Partecipanti singolarmente (Settimana 5 - Giorno 33)                     | Partecipanti singolarmente (Settimana 5 - Giorno 33)                       | Partecipanti singolarmente (Settimana 5 - Giorno 33)                     | Partecipanti singolarmente (Settimana 5 - Giorno 33)                     | Partecipanti singolarmente (Settimana 5 - Giorno 33)                     | Partecipanti singolarmente (Settimana 5 - Giorno 33)                     | Partecipanti singolarmente (Settimana 5 - Giorno 33)                     | Partecipanti singolarmente (Settimana 5 - Giorno 33)                     | Partecipanti singolarmente (Settimana 5 - Giorno 33)                     | Partecipanti singolarmente (Settimana 5 - Giorno 33)                     | Partecipanti singolarmente (Settimana 5 - Giorno 33)                     | Partecipanti singolarmente (Settimana 5 - Giorno 33)                     | 4                           |
| Jeremias                         | Jeremias                       | In coppia con Gustavo                        | In coppia con Gustavo                 | In coppia con Gustavo                                                      | In coppia con Gustavo                 | In coppia con Gustavo                   | In coppia con Gustavo                   | In coppia con Gustavo                                              | In coppia con Gustavo                        | In coppia con Gustavo                                                    | In coppia con Gustavo                                                    | Nicolas                                                                  | Estefanía & Roger                                                        | Estefanía & Roger                                                        | Guendalina                                                               | Ritirato (Settimana 5 - Giorno 29)                                       | Ritirato (Settimana 5 - Giorno 29)                                           | Ritirato (Settimana 5 - Giorno 29)                                                                                     | Ritirato (Settimana 5 - Giorno 29)                                       | Ritirato (Settimana 5 - Giorno 29)                                       | Ritirato (Settimana 5 - Giorno 29)                                       | Ritirato (Settimana 5 - Giorno 29)                                        | Ritirato (Settimana 5 - Giorno 29)                                       | Ritirato (Settimana 5 - Giorno 29)                                       | Ritirato (Settimana 5 - Giorno 29)                                       | Ritirato (Settimana 5 - Giorno 29)                                       | Ritirato (Settimana 5 - Giorno 29)                                       | Ritirato (Settimana 5 - Giorno 29)                                       | Ritirato (Settimana 5 - Giorno 29)                                       | Ritirato (Settimana 5 - Giorno 29)                                       | Ritirato (Settimana 5 - Giorno 29)                                                               | Ritirato (Settimana 5 - Giorno 29)                                       | Ritirato (Settimana 5 - Giorno 29)                                                              | Ritirato (Settimana 5 - Giorno 29)                                       | Ritirato (Settimana 5 - Giorno 29)                                       | Ritirato (Settimana 5 - Giorno 29)                                       | Ritirato (Settimana 5 - Giorno 29)                                       | Ritirato (Settimana 5 - Giorno 29)                                       | Ritirato (Settimana 5 - Giorno 29)                                       | Ritirato (Settimana 5 - Giorno 29)                                                              | Ritirato (Settimana 5 - Giorno 29)                                       | Ritirato (Settimana 5 - Giorno 29)                                       | Ritirato (Settimana 5 - Giorno 29)                                       | Ritirato (Settimana 5 - Giorno 29)                                       | Ritirato (Settimana 5 - Giorno 29)                                       | Ritirato (Settimana 5 - Giorno 29)                                       | Ritirato (Settimana 5 - Giorno 29)                                         | Ritirato (Settimana 5 - Giorno 29)                                       | Ritirato (Settimana 5 - Giorno 29)                                       | Ritirato (Settimana 5 - Giorno 29)                                       | Ritirato (Settimana 5 - Giorno 29)                                       | Ritirato (Settimana 5 - Giorno 29)                                       | Ritirato (Settimana 5 - Giorno 29)                                       | Ritirato (Settimana 5 - Giorno 29)                                       | Ritirato (Settimana 5 - Giorno 29)                                       | Ritirato (Settimana 5 - Giorno 29)                                       | Ritirato (Settimana 5 - Giorno 29)                                       | 10                          |
| Floriana                         | Floriana                       | In coppia con Antonio                        | In coppia con Antonio                 | In coppia con Antonio                                                      | Melandri                              | Clemente                                | Clemente                                | In coppia con Clemente                                             | In coppia con Clemente                       | In coppia con Clemente                                                   | In coppia con Clemente                                                   | Non votante                                                              | Non salvata                                                              | Eliminata (Settimana 4 - Giorno 25)                                      | Eliminata (Settimana 4 - Giorno 25)                                      | Eliminata (Settimana 4 - Giorno 25)                                      | Eliminata (Settimana 4 - Giorno 25)                                          | Eliminata (Settimana 4 - Giorno 25)                                                                                    | Eliminata (Settimana 4 - Giorno 25)                                      | Eliminata (Settimana 4 - Giorno 25)                                      | Eliminata (Settimana 4 - Giorno 25)                                      | Eliminata (Settimana 4 - Giorno 25)                                       | Eliminata (Settimana 4 - Giorno 25)                                      | Eliminata (Settimana 4 - Giorno 25)                                      | Eliminata (Settimana 4 - Giorno 25)                                      | Eliminata (Settimana 4 - Giorno 25)                                      | Eliminata (Settimana 4 - Giorno 25)                                      | Eliminata (Settimana 4 - Giorno 25)                                      | Eliminata (Settimana 4 - Giorno 25)                                      | Eliminata (Settimana 4 - Giorno 25)                                      | Eliminata (Settimana 4 - Giorno 25)                                                              | Eliminata (Settimana 4 - Giorno 25)                                      | Eliminata (Settimana 4 - Giorno 25)                                                             | Eliminata (Settimana 4 - Giorno 25)                                      | Eliminata (Settimana 4 - Giorno 25)                                      | Eliminata (Settimana 4 - Giorno 25)                                      | Eliminata (Settimana 4 - Giorno 25)                                      | Eliminata (Settimana 4 - Giorno 25)                                      | Eliminata (Settimana 4 - Giorno 25)                                      | Eliminata (Settimana 4 - Giorno 25)                                                             | Eliminata (Settimana 4 - Giorno 25)                                      | Eliminata (Settimana 4 - Giorno 25)                                      | Eliminata (Settimana 4 - Giorno 25)                                      | Eliminata (Settimana 4 - Giorno 25)                                      | Eliminata (Settimana 4 - Giorno 25)                                      | Eliminata (Settimana 4 - Giorno 25)                                      | Eliminata (Settimana 4 - Giorno 25)                                        | Eliminata (Settimana 4 - Giorno 25)                                      | Eliminata (Settimana 4 - Giorno 25)                                      | Eliminata (Settimana 4 - Giorno 25)                                      | Eliminata (Settimana 4 - Giorno 25)                                      | Eliminata (Settimana 4 - Giorno 25)                                      | Eliminata (Settimana 4 - Giorno 25)                                      | Eliminata (Settimana 4 - Giorno 25)                                      | Eliminata (Settimana 4 - Giorno 25)                                      | Eliminata (Settimana 4 - Giorno 25)                                      | Eliminata (Settimana 4 - Giorno 25)                                      | 6                           |
| Jovana                           | Jovana                         | In coppia con Roger                          | Non votante                           | Ilona                                                                      | Melandri                              | Laura                                   | Laura                                   | Blind                                                              | Blind                                        | Lory                                                                     | Lory                                                                     | Nick                                                                     | Ritirata (Settimana 4 - Giorno 25)                                       | Ritirata (Settimana 4 - Giorno 25)                                       | Ritirata (Settimana 4 - Giorno 25)                                       | Ritirata (Settimana 4 - Giorno 25)                                       | Ritirata (Settimana 4 - Giorno 25)                                           | Ritirata (Settimana 4 - Giorno 25)                                                                                     | Ritirata (Settimana 4 - Giorno 25)                                       | Ritirata (Settimana 4 - Giorno 25)                                       | Ritirata (Settimana 4 - Giorno 25)                                       | Ritirata (Settimana 4 - Giorno 25)                                        | Ritirata (Settimana 4 - Giorno 25)                                       | Ritirata (Settimana 4 - Giorno 25)                                       | Ritirata (Settimana 4 - Giorno 25)                                       | Ritirata (Settimana 4 - Giorno 25)                                       | Ritirata (Settimana 4 - Giorno 25)                                       | Ritirata (Settimana 4 - Giorno 25)                                       | Ritirata (Settimana 4 - Giorno 25)                                       | Ritirata (Settimana 4 - Giorno 25)                                       | Ritirata (Settimana 4 - Giorno 25)                                                               | Ritirata (Settimana 4 - Giorno 25)                                       | Ritirata (Settimana 4 - Giorno 25)                                                              | Ritirata (Settimana 4 - Giorno 25)                                       | Ritirata (Settimana 4 - Giorno 25)                                       | Ritirata (Settimana 4 - Giorno 25)                                       | Ritirata (Settimana 4 - Giorno 25)                                       | Ritirata (Settimana 4 - Giorno 25)                                       | Ritirata (Settimana 4 - Giorno 25)                                       | Ritirata (Settimana 4 - Giorno 25)                                                              | Ritirata (Settimana 4 - Giorno 25)                                       | Ritirata (Settimana 4 - Giorno 25)                                       | Ritirata (Settimana 4 - Giorno 25)                                       | Ritirata (Settimana 4 - Giorno 25)                                       | Ritirata (Settimana 4 - Giorno 25)                                       | Ritirata (Settimana 4 - Giorno 25)                                       | Ritirata (Settimana 4 - Giorno 25)                                         | Ritirata (Settimana 4 - Giorno 25)                                       | Ritirata (Settimana 4 - Giorno 25)                                       | Ritirata (Settimana 4 - Giorno 25)                                       | Ritirata (Settimana 4 - Giorno 25)                                       | Ritirata (Settimana 4 - Giorno 25)                                       | Ritirata (Settimana 4 - Giorno 25)                                       | Ritirata (Settimana 4 - Giorno 25)                                       | Ritirata (Settimana 4 - Giorno 25)                                       | Ritirata (Settimana 4 - Giorno 25)                                       | Ritirata (Settimana 4 - Giorno 25)                                       | 2                           |
| Roberta                          | Roberta                        | Non in gara                                  | Non in gara                           | In coppia con Blind                                                        | In coppia con Blind                   | In coppia con Blind                     | In coppia con Blind                     | Blind                                                              | Blind                                        | Eliminata (Settimana 3 - Giorno 18)                                      | Eliminata (Settimana 3 - Giorno 18)                                      | Eliminata (Settimana 3 - Giorno 18)                                      | Eliminata (Settimana 3 - Giorno 18)                                      | Eliminata (Settimana 3 - Giorno 18)                                      | Eliminata (Settimana 3 - Giorno 18)                                      | Eliminata (Settimana 3 - Giorno 18)                                      | Eliminata (Settimana 3 - Giorno 18)                                          | Eliminata (Settimana 3 - Giorno 18)                                                                                    | Eliminata (Settimana 3 - Giorno 18)                                      | Eliminata (Settimana 3 - Giorno 18)                                      | Eliminata (Settimana 3 - Giorno 18)                                      | Eliminata (Settimana 3 - Giorno 18)                                       | Eliminata (Settimana 3 - Giorno 18)                                      | Eliminata (Settimana 3 - Giorno 18)                                      | Eliminata (Settimana 3 - Giorno 18)                                      | Eliminata (Settimana 3 - Giorno 18)                                      | Eliminata (Settimana 3 - Giorno 18)                                      | Eliminata (Settimana 3 - Giorno 18)                                      | Eliminata (Settimana 3 - Giorno 18)                                      | Eliminata (Settimana 3 - Giorno 18)                                      | Eliminata (Settimana 3 - Giorno 18)                                                              | Eliminata (Settimana 3 - Giorno 18)                                      | Eliminata (Settimana 3 - Giorno 18)                                                             | Eliminata (Settimana 3 - Giorno 18)                                      | Eliminata (Settimana 3 - Giorno 18)                                      | Eliminata (Settimana 3 - Giorno 18)                                      | Eliminata (Settimana 3 - Giorno 18)                                      | Eliminata (Settimana 3 - Giorno 18)                                      | Eliminata (Settimana 3 - Giorno 18)                                      | Eliminata (Settimana 3 - Giorno 18)                                                             | Eliminata (Settimana 3 - Giorno 18)                                      | Eliminata (Settimana 3 - Giorno 18)                                      | Eliminata (Settimana 3 - Giorno 18)                                      | Eliminata (Settimana 3 - Giorno 18)                                      | Eliminata (Settimana 3 - Giorno 18)                                      | Eliminata (Settimana 3 - Giorno 18)                                      | Eliminata (Settimana 3 - Giorno 18)                                        | Eliminata (Settimana 3 - Giorno 18)                                      | Eliminata (Settimana 3 - Giorno 18)                                      | Eliminata (Settimana 3 - Giorno 18)                                      | Eliminata (Settimana 3 - Giorno 18)                                      | Eliminata (Settimana 3 - Giorno 18)                                      | Eliminata (Settimana 3 - Giorno 18)                                      | Eliminata (Settimana 3 - Giorno 18)                                      | Eliminata (Settimana 3 - Giorno 18)                                      | Eliminata (Settimana 3 - Giorno 18)                                      | Eliminata (Settimana 3 - Giorno 18)                                      | 6                           |
| Silvano                          | Silvano                        | Non in gara                                  | Non in gara                           | Non in gara                                                                | Non in gara                           | Non in gara                             | Non in gara                             | In coppia con Nick                                                 | In coppia con Nick                           | Espulso (Settimana 3 - Giorno 17)                                        | Espulso (Settimana 3 - Giorno 17)                                        | Espulso (Settimana 3 - Giorno 17)                                        | Espulso (Settimana 3 - Giorno 17)                                        | Espulso (Settimana 3 - Giorno 17)                                        | Espulso (Settimana 3 - Giorno 17)                                        | Espulso (Settimana 3 - Giorno 17)                                        | Espulso (Settimana 3 - Giorno 17)                                            | Espulso (Settimana 3 - Giorno 17)                                                                                      | Espulso (Settimana 3 - Giorno 17)                                        | Espulso (Settimana 3 - Giorno 17)                                        | Espulso (Settimana 3 - Giorno 17)                                        | Espulso (Settimana 3 - Giorno 17)                                         | Espulso (Settimana 3 - Giorno 17)                                        | Espulso (Settimana 3 - Giorno 17)                                        | Espulso (Settimana 3 - Giorno 17)                                        | Espulso (Settimana 3 - Giorno 17)                                        | Espulso (Settimana 3 - Giorno 17)                                        | Espulso (Settimana 3 - Giorno 17)                                        | Espulso (Settimana 3 - Giorno 17)                                        | Espulso (Settimana 3 - Giorno 17)                                        | Espulso (Settimana 3 - Giorno 17)                                                                | Espulso (Settimana 3 - Giorno 17)                                        | Espulso (Settimana 3 - Giorno 17)                                                               | Espulso (Settimana 3 - Giorno 17)                                        | Espulso (Settimana 3 - Giorno 17)                                        | Espulso (Settimana 3 - Giorno 17)                                        | Espulso (Settimana 3 - Giorno 17)                                        | Espulso (Settimana 3 - Giorno 17)                                        | Espulso (Settimana 3 - Giorno 17)                                        | Espulso (Settimana 3 - Giorno 17)                                                               | Espulso (Settimana 3 - Giorno 17)                                        | Espulso (Settimana 3 - Giorno 17)                                        | Espulso (Settimana 3 - Giorno 17)                                        | Espulso (Settimana 3 - Giorno 17)                                        | Espulso (Settimana 3 - Giorno 17)                                        | Espulso (Settimana 3 - Giorno 17)                                        | Espulso (Settimana 3 - Giorno 17)                                          | Espulso (Settimana 3 - Giorno 17)                                        | Espulso (Settimana 3 - Giorno 17)                                        | Espulso (Settimana 3 - Giorno 17)                                        | Espulso (Settimana 3 - Giorno 17)                                        | Espulso (Settimana 3 - Giorno 17)                                        | Espulso (Settimana 3 - Giorno 17)                                        | Espulso (Settimana 3 - Giorno 17)                                        | Espulso (Settimana 3 - Giorno 17)                                        | Espulso (Settimana 3 - Giorno 17)                                        | Espulso (Settimana 3 - Giorno 17)                                        | 0                           |
| Melandri                         | Melandri                       | In coppia con Ilona                          | In coppia con Ilona                   | Roger                                                                      | Jovana                                | Clemente                                | Clemente                                | Eliminato (Settimana 3 - Giorno 15)                                | Eliminato (Settimana 3 - Giorno 15)          | Eliminato (Settimana 3 - Giorno 15)                                      | Eliminato (Settimana 3 - Giorno 15)                                      | Eliminato (Settimana 3 - Giorno 15)                                      | Eliminato (Settimana 3 - Giorno 15)                                      | Eliminato (Settimana 3 - Giorno 15)                                      | Eliminato (Settimana 3 - Giorno 15)                                      | Eliminato (Settimana 3 - Giorno 15)                                      | Eliminato (Settimana 3 - Giorno 15)                                          | Eliminato (Settimana 3 - Giorno 15)                                                                                    | Eliminato (Settimana 3 - Giorno 15)                                      | Eliminato (Settimana 3 - Giorno 15)                                      | Eliminato (Settimana 3 - Giorno 15)                                      | Eliminato (Settimana 3 - Giorno 15)                                       | Eliminato (Settimana 3 - Giorno 15)                                      | Eliminato (Settimana 3 - Giorno 15)                                      | Eliminato (Settimana 3 - Giorno 15)                                      | Eliminato (Settimana 3 - Giorno 15)                                      | Eliminato (Settimana 3 - Giorno 15)                                      | Eliminato (Settimana 3 - Giorno 15)                                      | Eliminato (Settimana 3 - Giorno 15)                                      | Eliminato (Settimana 3 - Giorno 15)                                      | Eliminato (Settimana 3 - Giorno 15)                                                              | Eliminato (Settimana 3 - Giorno 15)                                      | Eliminato (Settimana 3 - Giorno 15)                                                             | Eliminato (Settimana 3 - Giorno 15)                                      | Eliminato (Settimana 3 - Giorno 15)                                      | Eliminato (Settimana 3 - Giorno 15)                                      | Eliminato (Settimana 3 - Giorno 15)                                      | Eliminato (Settimana 3 - Giorno 15)                                      | Eliminato (Settimana 3 - Giorno 15)                                      | Eliminato (Settimana 3 - Giorno 15)                                                             | Eliminato (Settimana 3 - Giorno 15)                                      | Eliminato (Settimana 3 - Giorno 15)                                      | Eliminato (Settimana 3 - Giorno 15)                                      | Eliminato (Settimana 3 - Giorno 15)                                      | Eliminato (Settimana 3 - Giorno 15)                                      | Eliminato (Settimana 3 - Giorno 15)                                      | Eliminato (Settimana 3 - Giorno 15)                                        | Eliminato (Settimana 3 - Giorno 15)                                      | Eliminato (Settimana 3 - Giorno 15)                                      | Eliminato (Settimana 3 - Giorno 15)                                      | Eliminato (Settimana 3 - Giorno 15)                                      | Eliminato (Settimana 3 - Giorno 15)                                      | Eliminato (Settimana 3 - Giorno 15)                                      | Eliminato (Settimana 3 - Giorno 15)                                      | Eliminato (Settimana 3 - Giorno 15)                                      | Eliminato (Settimana 3 - Giorno 15)                                      | Eliminato (Settimana 3 - Giorno 15)                                      | 5                           |
| Patrizia                         | Patrizia                       | Non in gara                                  | Non in gara                           | Ilona                                                                      | Assente                               | Ritirata (Settimana 2 - Giorno 11)      | Ritirata (Settimana 2 - Giorno 11)      | Ritirata (Settimana 2 - Giorno 11)                                 | Ritirata (Settimana 2 - Giorno 11)           | Ritirata (Settimana 2 - Giorno 11)                                       | Ritirata (Settimana 2 - Giorno 11)                                       | Ritirata (Settimana 2 - Giorno 11)                                       | Ritirata (Settimana 2 - Giorno 11)                                       | Ritirata (Settimana 2 - Giorno 11)                                       | Ritirata (Settimana 2 - Giorno 11)                                       | Ritirata (Settimana 2 - Giorno 11)                                       | Ritirata (Settimana 2 - Giorno 11)                                           | Ritirata (Settimana 2 - Giorno 11)                                                                                     | Ritirata (Settimana 2 - Giorno 11)                                       | Ritirata (Settimana 2 - Giorno 11)                                       | Ritirata (Settimana 2 - Giorno 11)                                       | Ritirata (Settimana 2 - Giorno 11)                                        | Ritirata (Settimana 2 - Giorno 11)                                       | Ritirata (Settimana 2 - Giorno 11)                                       | Ritirata (Settimana 2 - Giorno 11)                                       | Ritirata (Settimana 2 - Giorno 11)                                       | Ritirata (Settimana 2 - Giorno 11)                                       | Ritirata (Settimana 2 - Giorno 11)                                       | Ritirata (Settimana 2 - Giorno 11)                                       | Ritirata (Settimana 2 - Giorno 11)                                       | Ritirata (Settimana 2 - Giorno 11)                                                               | Ritirata (Settimana 2 - Giorno 11)                                       | Ritirata (Settimana 2 - Giorno 11)                                                              | Ritirata (Settimana 2 - Giorno 11)                                       | Ritirata (Settimana 2 - Giorno 11)                                       | Ritirata (Settimana 2 - Giorno 11)                                       | Ritirata (Settimana 2 - Giorno 11)                                       | Ritirata (Settimana 2 - Giorno 11)                                       | Ritirata (Settimana 2 - Giorno 11)                                       | Ritirata (Settimana 2 - Giorno 11)                                                              | Ritirata (Settimana 2 - Giorno 11)                                       | Ritirata (Settimana 2 - Giorno 11)                                       | Ritirata (Settimana 2 - Giorno 11)                                       | Ritirata (Settimana 2 - Giorno 11)                                       | Ritirata (Settimana 2 - Giorno 11)                                       | Ritirata (Settimana 2 - Giorno 11)                                       | Ritirata (Settimana 2 - Giorno 11)                                         | Ritirata (Settimana 2 - Giorno 11)                                       | Ritirata (Settimana 2 - Giorno 11)                                       | Ritirata (Settimana 2 - Giorno 11)                                       | Ritirata (Settimana 2 - Giorno 11)                                       | Ritirata (Settimana 2 - Giorno 11)                                       | Ritirata (Settimana 2 - Giorno 11)                                       | Ritirata (Settimana 2 - Giorno 11)                                       | Ritirata (Settimana 2 - Giorno 11)                                       | Ritirata (Settimana 2 - Giorno 11)                                       | Ritirata (Settimana 2 - Giorno 11)                                       | 0                           |
| Antonio                          | Antonio                        | In coppia con Floriana                       | In coppia con Floriana                | In coppia con Floriana                                                     | Floriana                              | Eliminato (Settimana 2 - Giorno 11)     | Eliminato (Settimana 2 - Giorno 11)     | Eliminato (Settimana 2 - Giorno 11)                                | Eliminato (Settimana 2 - Giorno 11)          | Eliminato (Settimana 2 - Giorno 11)                                      | Eliminato (Settimana 2 - Giorno 11)                                      | Eliminato (Settimana 2 - Giorno 11)                                      | Eliminato (Settimana 2 - Giorno 11)                                      | Eliminato (Settimana 2 - Giorno 11)                                      | Eliminato (Settimana 2 - Giorno 11)                                      | Eliminato (Settimana 2 - Giorno 11)                                      | Eliminato (Settimana 2 - Giorno 11)                                          | Eliminato (Settimana 2 - Giorno 11)                                                                                    | Eliminato (Settimana 2 - Giorno 11)                                      | Eliminato (Settimana 2 - Giorno 11)                                      | Eliminato (Settimana 2 - Giorno 11)                                      | Eliminato (Settimana 2 - Giorno 11)                                       | Eliminato (Settimana 2 - Giorno 11)                                      | Eliminato (Settimana 2 - Giorno 11)                                      | Eliminato (Settimana 2 - Giorno 11)                                      | Eliminato (Settimana 2 - Giorno 11)                                      | Eliminato (Settimana 2 - Giorno 11)                                      | Eliminato (Settimana 2 - Giorno 11)                                      | Eliminato (Settimana 2 - Giorno 11)                                      | Eliminato (Settimana 2 - Giorno 11)                                      | Eliminato (Settimana 2 - Giorno 11)                                                              | Eliminato (Settimana 2 - Giorno 11)                                      | Eliminato (Settimana 2 - Giorno 11)                                                             | Eliminato (Settimana 2 - Giorno 11)                                      | Eliminato (Settimana 2 - Giorno 11)                                      | Eliminato (Settimana 2 - Giorno 11)                                      | Eliminato (Settimana 2 - Giorno 11)                                      | Eliminato (Settimana 2 - Giorno 11)                                      | Eliminato (Settimana 2 - Giorno 11)                                      | Eliminato (Settimana 2 - Giorno 11)                                                             | Eliminato (Settimana 2 - Giorno 11)                                      | Eliminato (Settimana 2 - Giorno 11)                                      | Eliminato (Settimana 2 - Giorno 11)                                      | Eliminato (Settimana 2 - Giorno 11)                                      | Eliminato (Settimana 2 - Giorno 11)                                      | Eliminato (Settimana 2 - Giorno 11)                                      | Eliminato (Settimana 2 - Giorno 11)                                        | Eliminato (Settimana 2 - Giorno 11)                                      | Eliminato (Settimana 2 - Giorno 11)                                      | Eliminato (Settimana 2 - Giorno 11)                                      | Eliminato (Settimana 2 - Giorno 11)                                      | Eliminato (Settimana 2 - Giorno 11)                                      | Eliminato (Settimana 2 - Giorno 11)                                      | Eliminato (Settimana 2 - Giorno 11)                                      | Eliminato (Settimana 2 - Giorno 11)                                      | Eliminato (Settimana 2 - Giorno 11)                                      | Eliminato (Settimana 2 - Giorno 11)                                      | 4                           |
|                                  |                                |                                              |                                       |                                                                            |                                       |                                         |                                         |                                                                    |                                              |                                                                          |                                                                          |                                                                          |                                                                          |                                                                          |                                                                          |                                                                          |                                                                              | |                                                                          |                                                                          |                                                                          |                                                                           |                                                                          |                                                                          |                                                                          |                                                                          |                                                                          |                                                                          |                                                                          |                                                                          |                                                                                                  |                                                                          |                                                                                                 |                                                                          |                                                                          |                                                                          |                                                                          |                                                                          |                                                                          |                                                                                                 |                                                                          |                                                                          |                                                                          |                                                                          |                                                                          |                                                                          |                                                                            |                                                                          |                                                                          |                                                                          |                                                                          |                                                                          |                                                                          |                                                                          |                                                                          |                                                                          |                                                                          |                             |
| Coppie                           | Estefanía & Roger              | Non in coppia                                | Non in coppia                         | Non in coppia                                                              | Non in coppia                         | Non in coppia                           | Non in coppia                           | Non in coppia                                                      | Non in coppia                                | Clemente & Floriana                                                      | Clemente & Floriana                                                      | Prova vinta                                                              | Restano in coppia (Giorno 22)                                            | Restano in coppia (Giorno 22)                                            | Restano in coppia (Giorno 22)                                            | Restano in coppia (Giorno 22)                                            | Restano in coppia (Giorno 22)                                                | Restano in coppia (Giorno 22)                                                                                          | Restano in coppia (Giorno 22)                                            | Restano in coppia (Giorno 22)                                            | Restano in coppia (Giorno 22)                                            | Restano in coppia (Giorno 22)                                             | Restano in coppia (Giorno 22)                                            | Restano in coppia (Giorno 22)                                            | Restano in coppia (Giorno 22)                                            | Restano in coppia (Giorno 22)                                            | Restano in coppia (Giorno 22)                                            | Restano in coppia (Giorno 22)                                            | Restano in coppia (Giorno 22)                                            | Restano in coppia (Giorno 22)                                            | Restano in coppia (Giorno 22)                                                                    | Restano in coppia (Giorno 22)                                            | Restano in coppia (Giorno 22)                                                                   | Restano in coppia (Giorno 22)                                            | Restano in coppia (Giorno 22)                                            | Restano in coppia (Giorno 22)                                            | Restano in coppia (Giorno 22)                                            | Restano in coppia (Giorno 22)                                            | Restano in coppia (Giorno 22)                                            | Restano in coppia (Giorno 22)                                                                   | Restano in coppia (Giorno 22)                                            | Restano in coppia (Giorno 22)                                            | Restano in coppia (Giorno 22)                                            | Restano in coppia (Giorno 22)                                            | Restano in coppia (Giorno 22)                                            | Restano in coppia (Giorno 22)                                            | Restano in coppia (Giorno 22)                                              | Restano in coppia (Giorno 22)                                            | Restano in coppia (Giorno 22)                                            | Restano in coppia (Giorno 22)                                            | Restano in coppia (Giorno 22)                                            | Restano in coppia (Giorno 22)                                            | Restano in coppia (Giorno 22)                                            | Restano in coppia (Giorno 22)                                            | Restano in coppia (Giorno 22)                                            | Restano in coppia (Giorno 22)                                            | Restano in coppia (Giorno 22)                                            | 1                           |
| Coppie                           | Carmen & Alessandro            | Salvati                                      | Ilona & Melandri                      | Lory & Cucolo                                                              | Blind & Roberta                       | Blind & Roberta                         | Blind & Roberta                         | Ilona & Roger                                                      | Ilona & Roger                                | Clemente & Floriana                                                      | Clemente & Floriana                                                      | Prova non superata                                                       | Partecipanti singolarmente (Giorno 22)                                   | Partecipanti singolarmente (Giorno 22)                                   | Partecipanti singolarmente (Giorno 22)                                   | Partecipanti singolarmente (Giorno 22)                                   | Partecipanti singolarmente (Giorno 22)                                       | Partecipanti singolarmente (Giorno 22)                                                                                 | Partecipanti singolarmente (Giorno 22)                                   | Partecipanti singolarmente (Giorno 22)                                   | Partecipanti singolarmente (Giorno 22)                                   | Partecipanti singolarmente (Giorno 22)                                    | Partecipanti singolarmente (Giorno 22)                                   | Partecipanti singolarmente (Giorno 22)                                   | Partecipanti singolarmente (Giorno 22)                                   | Partecipanti singolarmente (Giorno 22)                                   | Partecipanti singolarmente (Giorno 22)                                   | Partecipanti singolarmente (Giorno 22)                                   | Partecipanti singolarmente (Giorno 22)                                   | Partecipanti singolarmente (Giorno 22)                                   | Partecipanti singolarmente (Giorno 22)                                                           | Partecipanti singolarmente (Giorno 22)                                   | Partecipanti singolarmente (Giorno 22)                                                          | Partecipanti singolarmente (Giorno 22)                                   | Partecipanti singolarmente (Giorno 22)                                   | Partecipanti singolarmente (Giorno 22)                                   | Partecipanti singolarmente (Giorno 22)                                   | Partecipanti singolarmente (Giorno 22)                                   | Partecipanti singolarmente (Giorno 22)                                   | Partecipanti singolarmente (Giorno 22)                                                          | Partecipanti singolarmente (Giorno 22)                                   | Partecipanti singolarmente (Giorno 22)                                   | Partecipanti singolarmente (Giorno 22)                                   | Partecipanti singolarmente (Giorno 22)                                   | Partecipanti singolarmente (Giorno 22)                                   | Partecipanti singolarmente (Giorno 22)                                   | Partecipanti singolarmente (Giorno 22)                                     | Partecipanti singolarmente (Giorno 22)                                   | Partecipanti singolarmente (Giorno 22)                                   | Partecipanti singolarmente (Giorno 22)                                   | Partecipanti singolarmente (Giorno 22)                                   | Partecipanti singolarmente (Giorno 22)                                   | Partecipanti singolarmente (Giorno 22)                                   | Partecipanti singolarmente (Giorno 22)                                   | Partecipanti singolarmente (Giorno 22)                                   | Partecipanti singolarmente (Giorno 22)                                   | Partecipanti singolarmente (Giorno 22)                                   | 10                          |
| Coppie                           | Guendalina & Edoardo           | Non in gara                                  | Non in gara                           | Non in gara                                                                | Non in gara                           | Blind & Roberta                         | Blind & Roberta                         | Lory & Cucolo                                                      | Lory & Cucolo                                | Ilona & Nicolas                                                          | Ilona & Nicolas                                                          | Prova non superata                                                       | Partecipanti singolarmente (Giorno 22)                                   | Partecipanti singolarmente (Giorno 22)                                   | Partecipanti singolarmente (Giorno 22)                                   | Partecipanti singolarmente (Giorno 22)                                   | Partecipanti singolarmente (Giorno 22)                                       | Partecipanti singolarmente (Giorno 22)                                                                                 | Partecipanti singolarmente (Giorno 22)                                   | Partecipanti singolarmente (Giorno 22)                                   | Partecipanti singolarmente (Giorno 22)                                   | Partecipanti singolarmente (Giorno 22)                                    | Partecipanti singolarmente (Giorno 22)                                   | Partecipanti singolarmente (Giorno 22)                                   | Partecipanti singolarmente (Giorno 22)                                   | Partecipanti singolarmente (Giorno 22)                                   | Partecipanti singolarmente (Giorno 22)                                   | Partecipanti singolarmente (Giorno 22)                                   | Partecipanti singolarmente (Giorno 22)                                   | Partecipanti singolarmente (Giorno 22)                                   | Partecipanti singolarmente (Giorno 22)                                                           | Partecipanti singolarmente (Giorno 22)                                   | Partecipanti singolarmente (Giorno 22)                                                          | Partecipanti singolarmente (Giorno 22)                                   | Partecipanti singolarmente (Giorno 22)                                   | Partecipanti singolarmente (Giorno 22)                                   | Partecipanti singolarmente (Giorno 22)                                   | Partecipanti singolarmente (Giorno 22)                                   | Partecipanti singolarmente (Giorno 22)                                   | Partecipanti singolarmente (Giorno 22)                                                          | Partecipanti singolarmente (Giorno 22)                                   | Partecipanti singolarmente (Giorno 22)                                   | Partecipanti singolarmente (Giorno 22)                                   | Partecipanti singolarmente (Giorno 22)                                   | Partecipanti singolarmente (Giorno 22)                                   | Partecipanti singolarmente (Giorno 22)                                   | Partecipanti singolarmente (Giorno 22)                                     | Partecipanti singolarmente (Giorno 22)                                   | Partecipanti singolarmente (Giorno 22)                                   | Partecipanti singolarmente (Giorno 22)                                   | Partecipanti singolarmente (Giorno 22)                                   | Partecipanti singolarmente (Giorno 22)                                   | Partecipanti singolarmente (Giorno 22)                                   | Partecipanti singolarmente (Giorno 22)                                   | Partecipanti singolarmente (Giorno 22)                                   | Partecipanti singolarmente (Giorno 22)                                   | Partecipanti singolarmente (Giorno 22)                                   | 0                           |
| Coppie                           | Jeremias & Gustavo             | Salvati                                      | Antonio & Floriana                    | Carmen & Alessandro                                                        | Carmen & Alessandro                   | Estefanía & Nicolas                     | Estefanía & Nicolas                     | Ilona & Roger                                                      | Ilona & Roger                                | Ilona & Nicolas                                                          | Ilona & Nicolas                                                          | Prova non superata                                                       | Partecipanti singolarmente (Giorno 22)                                   | Partecipanti singolarmente (Giorno 22)                                   | Partecipanti singolarmente (Giorno 22)                                   | Partecipanti singolarmente (Giorno 22)                                   | Partecipanti singolarmente (Giorno 22)                                       | Partecipanti singolarmente (Giorno 22)                                                                                 | Partecipanti singolarmente (Giorno 22)                                   | Partecipanti singolarmente (Giorno 22)                                   | Partecipanti singolarmente (Giorno 22)                                   | Partecipanti singolarmente (Giorno 22)                                    | Partecipanti singolarmente (Giorno 22)                                   | Partecipanti singolarmente (Giorno 22)                                   | Partecipanti singolarmente (Giorno 22)                                   | Partecipanti singolarmente (Giorno 22)                                   | Partecipanti singolarmente (Giorno 22)                                   | Partecipanti singolarmente (Giorno 22)                                   | Partecipanti singolarmente (Giorno 22)                                   | Partecipanti singolarmente (Giorno 22)                                   | Partecipanti singolarmente (Giorno 22)                                                           | Partecipanti singolarmente (Giorno 22)                                   | Partecipanti singolarmente (Giorno 22)                                                          | Partecipanti singolarmente (Giorno 22)                                   | Partecipanti singolarmente (Giorno 22)                                   | Partecipanti singolarmente (Giorno 22)                                   | Partecipanti singolarmente (Giorno 22)                                   | Partecipanti singolarmente (Giorno 22)                                   | Partecipanti singolarmente (Giorno 22)                                   | Partecipanti singolarmente (Giorno 22)                                                          | Partecipanti singolarmente (Giorno 22)                                   | Partecipanti singolarmente (Giorno 22)                                   | Partecipanti singolarmente (Giorno 22)                                   | Partecipanti singolarmente (Giorno 22)                                   | Partecipanti singolarmente (Giorno 22)                                   | Partecipanti singolarmente (Giorno 22)                                   | Partecipanti singolarmente (Giorno 22)                                     | Partecipanti singolarmente (Giorno 22)                                   | Partecipanti singolarmente (Giorno 22)                                   | Partecipanti singolarmente (Giorno 22)                                   | Partecipanti singolarmente (Giorno 22)                                   | Partecipanti singolarmente (Giorno 22)                                   | Partecipanti singolarmente (Giorno 22)                                   | Partecipanti singolarmente (Giorno 22)                                   | Partecipanti singolarmente (Giorno 22)                                   | Partecipanti singolarmente (Giorno 22)                                   | Partecipanti singolarmente (Giorno 22)                                   | 3                           |
| Coppie                           | Clemente & Floriana            | Non in coppia                                | Non in coppia                         | Non in coppia                                                              | Non in coppia                         | Non in coppia                           | Non in coppia                           | Lory & Cucolo                                                      | Lory & Cucolo                                | Ilona & Nicolas                                                          | Ilona & Nicolas                                                          | Estefanía & Roger                                                        | Partecipanti singolarmente (Giorno 22)                                   | Partecipanti singolarmente (Giorno 22)                                   | Partecipanti singolarmente (Giorno 22)                                   | Partecipanti singolarmente (Giorno 22)                                   | Partecipanti singolarmente (Giorno 22)                                       | Partecipanti singolarmente (Giorno 22)                                                                                 | Partecipanti singolarmente (Giorno 22)                                   | Partecipanti singolarmente (Giorno 22)                                   | Partecipanti singolarmente (Giorno 22)                                   | Partecipanti singolarmente (Giorno 22)                                    | Partecipanti singolarmente (Giorno 22)                                   | Partecipanti singolarmente (Giorno 22)                                   | Partecipanti singolarmente (Giorno 22)                                   | Partecipanti singolarmente (Giorno 22)                                   | Partecipanti singolarmente (Giorno 22)                                   | Partecipanti singolarmente (Giorno 22)                                   | Partecipanti singolarmente (Giorno 22)                                   | Partecipanti singolarmente (Giorno 22)                                   | Partecipanti singolarmente (Giorno 22)                                                           | Partecipanti singolarmente (Giorno 22)                                   | Partecipanti singolarmente (Giorno 22)                                                          | Partecipanti singolarmente (Giorno 22)                                   | Partecipanti singolarmente (Giorno 22)                                   | Partecipanti singolarmente (Giorno 22)                                   | Partecipanti singolarmente (Giorno 22)                                   | Partecipanti singolarmente (Giorno 22)                                   | Partecipanti singolarmente (Giorno 22)                                   | Partecipanti singolarmente (Giorno 22)                                                          | Partecipanti singolarmente (Giorno 22)                                   | Partecipanti singolarmente (Giorno 22)                                   | Partecipanti singolarmente (Giorno 22)                                   | Partecipanti singolarmente (Giorno 22)                                   | Partecipanti singolarmente (Giorno 22)                                   | Partecipanti singolarmente (Giorno 22)                                   | Partecipanti singolarmente (Giorno 22)                                     | Partecipanti singolarmente (Giorno 22)                                   | Partecipanti singolarmente (Giorno 22)                                   | Partecipanti singolarmente (Giorno 22)                                   | Partecipanti singolarmente (Giorno 22)                                   | Partecipanti singolarmente (Giorno 22)                                   | Partecipanti singolarmente (Giorno 22)                                   | Partecipanti singolarmente (Giorno 22)                                   | Partecipanti singolarmente (Giorno 22)                                   | Partecipanti singolarmente (Giorno 22)                                   | Partecipanti singolarmente (Giorno 22)                                   | 2                           |
| Coppie                           | Blind & Nick                   | Non in coppia                                | Non in coppia                         | Non in coppia                                                              | Non in coppia                         | Non in coppia                           | Non in coppia                           | Non in coppia                                                      | Non in coppia                                | Ilona & Nicolas                                                          | Ilona & Nicolas                                                          | Partecipanti singolarmente (Giorno 22)                                   | Partecipanti singolarmente (Giorno 22)                                   | Partecipanti singolarmente (Giorno 22)                                   | Partecipanti singolarmente (Giorno 22)                                   | Partecipanti singolarmente (Giorno 22)                                   | Partecipanti singolarmente (Giorno 22)                                       | Partecipanti singolarmente (Giorno 22)                                                                                 | Partecipanti singolarmente (Giorno 22)                                   | Partecipanti singolarmente (Giorno 22)                                   | Partecipanti singolarmente (Giorno 22)                                   | Partecipanti singolarmente (Giorno 22)                                    | Partecipanti singolarmente (Giorno 22)                                   | Partecipanti singolarmente (Giorno 22)                                   | Partecipanti singolarmente (Giorno 22)                                   | Partecipanti singolarmente (Giorno 22)                                   | Partecipanti singolarmente (Giorno 22)                                   | Partecipanti singolarmente (Giorno 22)                                   | Partecipanti singolarmente (Giorno 22)                                   | Partecipanti singolarmente (Giorno 22)                                   | Partecipanti singolarmente (Giorno 22)                                                           | Partecipanti singolarmente (Giorno 22)                                   | Partecipanti singolarmente (Giorno 22)                                                          | Partecipanti singolarmente (Giorno 22)                                   | Partecipanti singolarmente (Giorno 22)                                   | Partecipanti singolarmente (Giorno 22)                                   | Partecipanti singolarmente (Giorno 22)                                   | Partecipanti singolarmente (Giorno 22)                                   | Partecipanti singolarmente (Giorno 22)                                   | Partecipanti singolarmente (Giorno 22)                                                          | Partecipanti singolarmente (Giorno 22)                                   | Partecipanti singolarmente (Giorno 22)                                   | Partecipanti singolarmente (Giorno 22)                                   | Partecipanti singolarmente (Giorno 22)                                   | Partecipanti singolarmente (Giorno 22)                                   | Partecipanti singolarmente (Giorno 22)                                   | Partecipanti singolarmente (Giorno 22)                                     | Partecipanti singolarmente (Giorno 22)                                   | Partecipanti singolarmente (Giorno 22)                                   | Partecipanti singolarmente (Giorno 22)                                   | Partecipanti singolarmente (Giorno 22)                                   | Partecipanti singolarmente (Giorno 22)                                   | Partecipanti singolarmente (Giorno 22)                                   | Partecipanti singolarmente (Giorno 22)                                   | Partecipanti singolarmente (Giorno 22)                                   | Partecipanti singolarmente (Giorno 22)                                   | Partecipanti singolarmente (Giorno 22)                                   | 0                           |
| Coppie                           | Ilona & Nicolas                | Non in coppia                                | Non in coppia                         | Non in coppia                                                              | Non in coppia                         | Non in coppia                           | Non in coppia                           | Non in coppia                                                      | Non in coppia                                | Jeremias & Gustavo                                                       | Jeremias & Gustavo                                                       | Partecipanti singolarmente (Giorno 22)                                   | Partecipanti singolarmente (Giorno 22)                                   | Partecipanti singolarmente (Giorno 22)                                   | Partecipanti singolarmente (Giorno 22)                                   | Partecipanti singolarmente (Giorno 22)                                   | Partecipanti singolarmente (Giorno 22)                                       | Partecipanti singolarmente (Giorno 22)                                                                                 | Partecipanti singolarmente (Giorno 22)                                   | Partecipanti singolarmente (Giorno 22)                                   | Partecipanti singolarmente (Giorno 22)                                   | Partecipanti singolarmente (Giorno 22)                                    | Partecipanti singolarmente (Giorno 22)                                   | Partecipanti singolarmente (Giorno 22)                                   | Partecipanti singolarmente (Giorno 22)                                   | Partecipanti singolarmente (Giorno 22)                                   | Partecipanti singolarmente (Giorno 22)                                   | Partecipanti singolarmente (Giorno 22)                                   | Partecipanti singolarmente (Giorno 22)                                   | Partecipanti singolarmente (Giorno 22)                                   | Partecipanti singolarmente (Giorno 22)                                                           | Partecipanti singolarmente (Giorno 22)                                   | Partecipanti singolarmente (Giorno 22)                                                          | Partecipanti singolarmente (Giorno 22)                                   | Partecipanti singolarmente (Giorno 22)                                   | Partecipanti singolarmente (Giorno 22)                                   | Partecipanti singolarmente (Giorno 22)                                   | Partecipanti singolarmente (Giorno 22)                                   | Partecipanti singolarmente (Giorno 22)                                   | Partecipanti singolarmente (Giorno 22)                                                          | Partecipanti singolarmente (Giorno 22)                                   | Partecipanti singolarmente (Giorno 22)                                   | Partecipanti singolarmente (Giorno 22)                                   | Partecipanti singolarmente (Giorno 22)                                   | Partecipanti singolarmente (Giorno 22)                                   | Partecipanti singolarmente (Giorno 22)                                   | Partecipanti singolarmente (Giorno 22)                                     | Partecipanti singolarmente (Giorno 22)                                   | Partecipanti singolarmente (Giorno 22)                                   | Partecipanti singolarmente (Giorno 22)                                   | Partecipanti singolarmente (Giorno 22)                                   | Partecipanti singolarmente (Giorno 22)                                   | Partecipanti singolarmente (Giorno 22)                                   | Partecipanti singolarmente (Giorno 22)                                   | Partecipanti singolarmente (Giorno 22)                                   | Partecipanti singolarmente (Giorno 22)                                   | Partecipanti singolarmente (Giorno 22)                                   | 4                           |
| Coppie                           | Lory & Cucolo                  | Salvati                                      | Ilona & Melandri                      | Carmen & Alessandro                                                        | Blind & Roberta                       | Blind & Roberta                         | Blind & Roberta                         | Estefanía & Nicolas                                                | Estefanía & Nicolas                          | Ilona & Roger                                                            | Ilona & Roger                                                            | Partecipanti singolarmente (Giorno 18)                                   | Partecipanti singolarmente (Giorno 18)                                   | Partecipanti singolarmente (Giorno 18)                                   | Partecipanti singolarmente (Giorno 18)                                   | Partecipanti singolarmente (Giorno 18)                                   | Partecipanti singolarmente (Giorno 18)                                       | Partecipanti singolarmente (Giorno 18)                                                                                 | Partecipanti singolarmente (Giorno 18)                                   | Partecipanti singolarmente (Giorno 18)                                   | Partecipanti singolarmente (Giorno 18)                                   | Partecipanti singolarmente (Giorno 18)                                    | Partecipanti singolarmente (Giorno 18)                                   | Partecipanti singolarmente (Giorno 18)                                   | Partecipanti singolarmente (Giorno 18)                                   | Partecipanti singolarmente (Giorno 18)                                   | Partecipanti singolarmente (Giorno 18)                                   | Partecipanti singolarmente (Giorno 18)                                   | Partecipanti singolarmente (Giorno 18)                                   | Partecipanti singolarmente (Giorno 18)                                   | Partecipanti singolarmente (Giorno 18)                                                           | Partecipanti singolarmente (Giorno 18)                                   | Partecipanti singolarmente (Giorno 18)                                                          | Partecipanti singolarmente (Giorno 18)                                   | Partecipanti singolarmente (Giorno 18)                                   | Partecipanti singolarmente (Giorno 18)                                   | Partecipanti singolarmente (Giorno 18)                                   | Partecipanti singolarmente (Giorno 18)                                   | Partecipanti singolarmente (Giorno 18)                                   | Partecipanti singolarmente (Giorno 18)                                                          | Partecipanti singolarmente (Giorno 18)                                   | Partecipanti singolarmente (Giorno 18)                                   | Partecipanti singolarmente (Giorno 18)                                   | Partecipanti singolarmente (Giorno 18)                                   | Partecipanti singolarmente (Giorno 18)                                   | Partecipanti singolarmente (Giorno 18)                                   | Partecipanti singolarmente (Giorno 18)                                     | Partecipanti singolarmente (Giorno 18)                                   | Partecipanti singolarmente (Giorno 18)                                   | Partecipanti singolarmente (Giorno 18)                                   | Partecipanti singolarmente (Giorno 18)                                   | Partecipanti singolarmente (Giorno 18)                                   | Partecipanti singolarmente (Giorno 18)                                   | Partecipanti singolarmente (Giorno 18)                                   | Partecipanti singolarmente (Giorno 18)                                   | Partecipanti singolarmente (Giorno 18)                                   | Partecipanti singolarmente (Giorno 18)                                   | 9                           |
| Coppie                           | Estefanía & Nicolas            | Nominati                                     | Carmen & Alessandro                   | Antonio & Floriana                                                         | Clemente & Laura                      | Lory & Cucolo                           | Lory & Cucolo                           | Lory & Cucolo                                                      | Lory & Cucolo                                | Cambio di coppia (Giorno 18)                                             | Cambio di coppia (Giorno 18)                                             | Cambio di coppia (Giorno 18)                                             | Cambio di coppia (Giorno 18)                                             | Cambio di coppia (Giorno 18)                                             | Cambio di coppia (Giorno 18)                                             | Cambio di coppia (Giorno 18)                                             | Cambio di coppia (Giorno 18)                                                 | Cambio di coppia (Giorno 18)                                                                                           | Cambio di coppia (Giorno 18)                                             | Cambio di coppia (Giorno 18)                                             | Cambio di coppia (Giorno 18)                                             | Cambio di coppia (Giorno 18)                                              | Cambio di coppia (Giorno 18)                                             | Cambio di coppia (Giorno 18)                                             | Cambio di coppia (Giorno 18)                                             | Cambio di coppia (Giorno 18)                                             | Cambio di coppia (Giorno 18)                                             | Cambio di coppia (Giorno 18)                                             | Cambio di coppia (Giorno 18)                                             | Cambio di coppia (Giorno 18)                                             | Cambio di coppia (Giorno 18)                                                                     | Cambio di coppia (Giorno 18)                                             | Cambio di coppia (Giorno 18)                                                                    | Cambio di coppia (Giorno 18)                                             | Cambio di coppia (Giorno 18)                                             | Cambio di coppia (Giorno 18)                                             | Cambio di coppia (Giorno 18)                                             | Cambio di coppia (Giorno 18)                                             | Cambio di coppia (Giorno 18)                                             | Cambio di coppia (Giorno 18)                                                                    | Cambio di coppia (Giorno 18)                                             | Cambio di coppia (Giorno 18)                                             | Cambio di coppia (Giorno 18)                                             | Cambio di coppia (Giorno 18)                                             | Cambio di coppia (Giorno 18)                                             | Cambio di coppia (Giorno 18)                                             | Cambio di coppia (Giorno 18)                                               | Cambio di coppia (Giorno 18)                                             | Cambio di coppia (Giorno 18)                                             | Cambio di coppia (Giorno 18)                                             | Cambio di coppia (Giorno 18)                                             | Cambio di coppia (Giorno 18)                                             | Cambio di coppia (Giorno 18)                                             | Cambio di coppia (Giorno 18)                                             | Cambio di coppia (Giorno 18)                                             | Cambio di coppia (Giorno 18)                                             | Cambio di coppia (Giorno 18)                                             | 3                           |
| Coppie                           | Ilona & Roger                  | Non in coppia                                | Non in coppia                         | Non in coppia                                                              | Carmen & Alessandro                   | Jeremias & Gustavo                      | Jeremias & Gustavo                      | Lory & Cucolo                                                      | Lory & Cucolo                                | Cambio di coppia (Giorno 18)                                             | Cambio di coppia (Giorno 18)                                             | Cambio di coppia (Giorno 18)                                             | Cambio di coppia (Giorno 18)                                             | Cambio di coppia (Giorno 18)                                             | Cambio di coppia (Giorno 18)                                             | Cambio di coppia (Giorno 18)                                             | Cambio di coppia (Giorno 18)                                                 | Cambio di coppia (Giorno 18)                                                                                           | Cambio di coppia (Giorno 18)                                             | Cambio di coppia (Giorno 18)                                             | Cambio di coppia (Giorno 18)                                             | Cambio di coppia (Giorno 18)                                              | Cambio di coppia (Giorno 18)                                             | Cambio di coppia (Giorno 18)                                             | Cambio di coppia (Giorno 18)                                             | Cambio di coppia (Giorno 18)                                             | Cambio di coppia (Giorno 18)                                             | Cambio di coppia (Giorno 18)                                             | Cambio di coppia (Giorno 18)                                             | Cambio di coppia (Giorno 18)                                             | Cambio di coppia (Giorno 18)                                                                     | Cambio di coppia (Giorno 18)                                             | Cambio di coppia (Giorno 18)                                                                    | Cambio di coppia (Giorno 18)                                             | Cambio di coppia (Giorno 18)                                             | Cambio di coppia (Giorno 18)                                             | Cambio di coppia (Giorno 18)                                             | Cambio di coppia (Giorno 18)                                             | Cambio di coppia (Giorno 18)                                             | Cambio di coppia (Giorno 18)                                                                    | Cambio di coppia (Giorno 18)                                             | Cambio di coppia (Giorno 18)                                             | Cambio di coppia (Giorno 18)                                             | Cambio di coppia (Giorno 18)                                             | Cambio di coppia (Giorno 18)                                             | Cambio di coppia (Giorno 18)                                             | Cambio di coppia (Giorno 18)                                               | Cambio di coppia (Giorno 18)                                             | Cambio di coppia (Giorno 18)                                             | Cambio di coppia (Giorno 18)                                             | Cambio di coppia (Giorno 18)                                             | Cambio di coppia (Giorno 18)                                             | Cambio di coppia (Giorno 18)                                             | Cambio di coppia (Giorno 18)                                             | Cambio di coppia (Giorno 18)                                             | Cambio di coppia (Giorno 18)                                             | Cambio di coppia (Giorno 18)                                             | 2                           |
| Coppie                           | Nick & Silvano                 | Non in gara                                  | Non in gara                           | Non in gara                                                                | Non in gara                           | Non in gara                             | Non in gara                             | Estefanía & Nicolas                                                | Estefanía & Nicolas                          | Nick partecipante singolarmente, in quanto Silvano è espulso (Giorno 17) | Nick partecipante singolarmente, in quanto Silvano è espulso (Giorno 17) | Nick partecipante singolarmente, in quanto Silvano è espulso (Giorno 17) | Nick partecipante singolarmente, in quanto Silvano è espulso (Giorno 17) | Nick partecipante singolarmente, in quanto Silvano è espulso (Giorno 17) | Nick partecipante singolarmente, in quanto Silvano è espulso (Giorno 17) | Nick partecipante singolarmente, in quanto Silvano è espulso (Giorno 17) | Nick partecipante singolarmente, in quanto Silvano è espulso (Giorno 17)     | Nick partecipante singolarmente, in quanto Silvano è espulso (Giorno 17)                                               | Nick partecipante singolarmente, in quanto Silvano è espulso (Giorno 17) | Nick partecipante singolarmente, in quanto Silvano è espulso (Giorno 17) | Nick partecipante singolarmente, in quanto Silvano è espulso (Giorno 17) | Nick partecipante singolarmente, in quanto Silvano è espulso (Giorno 17)  | Nick partecipante singolarmente, in quanto Silvano è espulso (Giorno 17) | Nick partecipante singolarmente, in quanto Silvano è espulso (Giorno 17) | Nick partecipante singolarmente, in quanto Silvano è espulso (Giorno 17) | Nick partecipante singolarmente, in quanto Silvano è espulso (Giorno 17) | Nick partecipante singolarmente, in quanto Silvano è espulso (Giorno 17) | Nick partecipante singolarmente, in quanto Silvano è espulso (Giorno 17) | Nick partecipante singolarmente, in quanto Silvano è espulso (Giorno 17) | Nick partecipante singolarmente, in quanto Silvano è espulso (Giorno 17) | Nick partecipante singolarmente, in quanto Silvano è espulso (Giorno 17)                         | Nick partecipante singolarmente, in quanto Silvano è espulso (Giorno 17) | Nick partecipante singolarmente, in quanto Silvano è espulso (Giorno 17)                        | Nick partecipante singolarmente, in quanto Silvano è espulso (Giorno 17) | Nick partecipante singolarmente, in quanto Silvano è espulso (Giorno 17) | Nick partecipante singolarmente, in quanto Silvano è espulso (Giorno 17) | Nick partecipante singolarmente, in quanto Silvano è espulso (Giorno 17) | Nick partecipante singolarmente, in quanto Silvano è espulso (Giorno 17) | Nick partecipante singolarmente, in quanto Silvano è espulso (Giorno 17) | Nick partecipante singolarmente, in quanto Silvano è espulso (Giorno 17)                        | Nick partecipante singolarmente, in quanto Silvano è espulso (Giorno 17) | Nick partecipante singolarmente, in quanto Silvano è espulso (Giorno 17) | Nick partecipante singolarmente, in quanto Silvano è espulso (Giorno 17) | Nick partecipante singolarmente, in quanto Silvano è espulso (Giorno 17) | Nick partecipante singolarmente, in quanto Silvano è espulso (Giorno 17) | Nick partecipante singolarmente, in quanto Silvano è espulso (Giorno 17) | Nick partecipante singolarmente, in quanto Silvano è espulso (Giorno 17)   | Nick partecipante singolarmente, in quanto Silvano è espulso (Giorno 17) | Nick partecipante singolarmente, in quanto Silvano è espulso (Giorno 17) | Nick partecipante singolarmente, in quanto Silvano è espulso (Giorno 17) | Nick partecipante singolarmente, in quanto Silvano è espulso (Giorno 17) | Nick partecipante singolarmente, in quanto Silvano è espulso (Giorno 17) | Nick partecipante singolarmente, in quanto Silvano è espulso (Giorno 17) | Nick partecipante singolarmente, in quanto Silvano è espulso (Giorno 17) | Nick partecipante singolarmente, in quanto Silvano è espulso (Giorno 17) | Nick partecipante singolarmente, in quanto Silvano è espulso (Giorno 17) | Nick partecipante singolarmente, in quanto Silvano è espulso (Giorno 17) | 0                           |
| Coppie                           | Blind & Roberta                | Non in gara                                  | Non in gara                           | Antonio & Floriana                                                         | Carmen & Alessandro                   | Lory & Cucolo                           | Lory & Cucolo                           | Lory & Cucolo                                                      | Lory & Cucolo                                | Partecipanti singolarmente (Giorno 15)                                   | Partecipanti singolarmente (Giorno 15)                                   | Partecipanti singolarmente (Giorno 15)                                   | Partecipanti singolarmente (Giorno 15)                                   | Partecipanti singolarmente (Giorno 15)                                   | Partecipanti singolarmente (Giorno 15)                                   | Partecipanti singolarmente (Giorno 15)                                   | Partecipanti singolarmente (Giorno 15)                                       | Partecipanti singolarmente (Giorno 15)                                                                                 | Partecipanti singolarmente (Giorno 15)                                   | Partecipanti singolarmente (Giorno 15)                                   | Partecipanti singolarmente (Giorno 15)                                   | Partecipanti singolarmente (Giorno 15)                                    | Partecipanti singolarmente (Giorno 15)                                   | Partecipanti singolarmente (Giorno 15)                                   | Partecipanti singolarmente (Giorno 15)                                   | Partecipanti singolarmente (Giorno 15)                                   | Partecipanti singolarmente (Giorno 15)                                   | Partecipanti singolarmente (Giorno 15)                                   | Partecipanti singolarmente (Giorno 15)                                   | Partecipanti singolarmente (Giorno 15)                                   | Partecipanti singolarmente (Giorno 15)                                                           | Partecipanti singolarmente (Giorno 15)                                   | Partecipanti singolarmente (Giorno 15)                                                          | Partecipanti singolarmente (Giorno 15)                                   | Partecipanti singolarmente (Giorno 15)                                   | Partecipanti singolarmente (Giorno 15)                                   | Partecipanti singolarmente (Giorno 15)                                   | Partecipanti singolarmente (Giorno 15)                                   | Partecipanti singolarmente (Giorno 15)                                   | Partecipanti singolarmente (Giorno 15)                                                          | Partecipanti singolarmente (Giorno 15)                                   | Partecipanti singolarmente (Giorno 15)                                   | Partecipanti singolarmente (Giorno 15)                                   | Partecipanti singolarmente (Giorno 15)                                   | Partecipanti singolarmente (Giorno 15)                                   | Partecipanti singolarmente (Giorno 15)                                   | Partecipanti singolarmente (Giorno 15)                                     | Partecipanti singolarmente (Giorno 15)                                   | Partecipanti singolarmente (Giorno 15)                                   | Partecipanti singolarmente (Giorno 15)                                   | Partecipanti singolarmente (Giorno 15)                                   | Partecipanti singolarmente (Giorno 15)                                   | Partecipanti singolarmente (Giorno 15)                                   | Partecipanti singolarmente (Giorno 15)                                   | Partecipanti singolarmente (Giorno 15)                                   | Partecipanti singolarmente (Giorno 15)                                   | Partecipanti singolarmente (Giorno 15)                                   | 5                           |
| Coppie                           | Clemente & Laura               | Salvati                                      | Ilona & Melandri                      | Carmen & Alessandro                                                        | Carmen & Alessandro                   | Lory & Cucolo                           | Lory & Cucolo                           | Partecipanti singolarmente (Giorno 11)                             | Partecipanti singolarmente (Giorno 11)       | Partecipanti singolarmente (Giorno 11)                                   | Partecipanti singolarmente (Giorno 11)                                   | Partecipanti singolarmente (Giorno 11)                                   | Partecipanti singolarmente (Giorno 11)                                   | Partecipanti singolarmente (Giorno 11)                                   | Partecipanti singolarmente (Giorno 11)                                   | Partecipanti singolarmente (Giorno 11)                                   | Partecipanti singolarmente (Giorno 11)                                       | Partecipanti singolarmente (Giorno 11)                                                                                 | Partecipanti singolarmente (Giorno 11)                                   | Partecipanti singolarmente (Giorno 11)                                   | Partecipanti singolarmente (Giorno 11)                                   | Partecipanti singolarmente (Giorno 11)                                    | Partecipanti singolarmente (Giorno 11)                                   | Partecipanti singolarmente (Giorno 11)                                   | Partecipanti singolarmente (Giorno 11)                                   | Partecipanti singolarmente (Giorno 11)                                   | Partecipanti singolarmente (Giorno 11)                                   | Partecipanti singolarmente (Giorno 11)                                   | Partecipanti singolarmente (Giorno 11)                                   | Partecipanti singolarmente (Giorno 11)                                   | Partecipanti singolarmente (Giorno 11)                                                           | Partecipanti singolarmente (Giorno 11)                                   | Partecipanti singolarmente (Giorno 11)                                                          | Partecipanti singolarmente (Giorno 11)                                   | Partecipanti singolarmente (Giorno 11)                                   | Partecipanti singolarmente (Giorno 11)                                   | Partecipanti singolarmente (Giorno 11)                                   | Partecipanti singolarmente (Giorno 11)                                   | Partecipanti singolarmente (Giorno 11)                                   | Partecipanti singolarmente (Giorno 11)                                                          | Partecipanti singolarmente (Giorno 11)                                   | Partecipanti singolarmente (Giorno 11)                                   | Partecipanti singolarmente (Giorno 11)                                   | Partecipanti singolarmente (Giorno 11)                                   | Partecipanti singolarmente (Giorno 11)                                   | Partecipanti singolarmente (Giorno 11)                                   | Partecipanti singolarmente (Giorno 11)                                     | Partecipanti singolarmente (Giorno 11)                                   | Partecipanti singolarmente (Giorno 11)                                   | Partecipanti singolarmente (Giorno 11)                                   | Partecipanti singolarmente (Giorno 11)                                   | Partecipanti singolarmente (Giorno 11)                                   | Partecipanti singolarmente (Giorno 11)                                   | Partecipanti singolarmente (Giorno 11)                                   | Partecipanti singolarmente (Giorno 11)                                   | Partecipanti singolarmente (Giorno 11)                                   | Partecipanti singolarmente (Giorno 11)                                   | 1                           |
| Coppie                           | Antonio & Floriana             | Salvati                                      | Carmen & Alessandro                   | Lory & Cucolo                                                              | Jeremias & Gustavo                    | Partecipanti singolarmente (Giorno 8)   | Partecipanti singolarmente (Giorno 8)   | Partecipanti singolarmente (Giorno 8)                              | Partecipanti singolarmente (Giorno 8)        | Partecipanti singolarmente (Giorno 8)                                    | Partecipanti singolarmente (Giorno 8)                                    | Partecipanti singolarmente (Giorno 8)                                    | Partecipanti singolarmente (Giorno 8)                                    | Partecipanti singolarmente (Giorno 8)                                    | Partecipanti singolarmente (Giorno 8)                                    | Partecipanti singolarmente (Giorno 8)                                    | Partecipanti singolarmente (Giorno 8)                                        | Partecipanti singolarmente (Giorno 8)                                                                                  | Partecipanti singolarmente (Giorno 8)                                    | Partecipanti singolarmente (Giorno 8)                                    | Partecipanti singolarmente (Giorno 8)                                    | Partecipanti singolarmente (Giorno 8)                                     | Partecipanti singolarmente (Giorno 8)                                    | Partecipanti singolarmente (Giorno 8)                                    | Partecipanti singolarmente (Giorno 8)                                    | Partecipanti singolarmente (Giorno 8)                                    | Partecipanti singolarmente (Giorno 8)                                    | Partecipanti singolarmente (Giorno 8)                                    | Partecipanti singolarmente (Giorno 8)                                    | Partecipanti singolarmente (Giorno 8)                                    | Partecipanti singolarmente (Giorno 8)                                                            | Partecipanti singolarmente (Giorno 8)                                    | Partecipanti singolarmente (Giorno 8)                                                           | Partecipanti singolarmente (Giorno 8)                                    | Partecipanti singolarmente (Giorno 8)                                    | Partecipanti singolarmente (Giorno 8)                                    | Partecipanti singolarmente (Giorno 8)                                    | Partecipanti singolarmente (Giorno 8)                                    | Partecipanti singolarmente (Giorno 8)                                    | Partecipanti singolarmente (Giorno 8)                                                           | Partecipanti singolarmente (Giorno 8)                                    | Partecipanti singolarmente (Giorno 8)                                    | Partecipanti singolarmente (Giorno 8)                                    | Partecipanti singolarmente (Giorno 8)                                    | Partecipanti singolarmente (Giorno 8)                                    | Partecipanti singolarmente (Giorno 8)                                    | Partecipanti singolarmente (Giorno 8)                                      | Partecipanti singolarmente (Giorno 8)                                    | Partecipanti singolarmente (Giorno 8)                                    | Partecipanti singolarmente (Giorno 8)                                    | Partecipanti singolarmente (Giorno 8)                                    | Partecipanti singolarmente (Giorno 8)                                    | Partecipanti singolarmente (Giorno 8)                                    | Partecipanti singolarmente (Giorno 8)                                    | Partecipanti singolarmente (Giorno 8)                                    | Partecipanti singolarmente (Giorno 8)                                    | Partecipanti singolarmente (Giorno 8)                                    | 4                           |
| Coppie                           | Ilona & Melandri               | Salvati                                      | Carmen & Alessandro                   | Antonio & Floriana                                                         | Partecipanti singolarmente (Giorno 4) | Partecipanti singolarmente (Giorno 4)   | Partecipanti singolarmente (Giorno 4)   | Partecipanti singolarmente (Giorno 4)                              | Partecipanti singolarmente (Giorno 4)        | Partecipanti singolarmente (Giorno 4)                                    | Partecipanti singolarmente (Giorno 4)                                    | Partecipanti singolarmente (Giorno 4)                                    | Partecipanti singolarmente (Giorno 4)                                    | Partecipanti singolarmente (Giorno 4)                                    | Partecipanti singolarmente (Giorno 4)                                    | Partecipanti singolarmente (Giorno 4)                                    | Partecipanti singolarmente (Giorno 4)                                        | Partecipanti singolarmente (Giorno 4)                                                                                  | Partecipanti singolarmente (Giorno 4)                                    | Partecipanti singolarmente (Giorno 4)                                    | Partecipanti singolarmente (Giorno 4)                                    | Partecipanti singolarmente (Giorno 4)                                     | Partecipanti singolarmente (Giorno 4)                                    | Partecipanti singolarmente (Giorno 4)                                    | Partecipanti singolarmente (Giorno 4)                                    | Partecipanti singolarmente (Giorno 4)                                    | Partecipanti singolarmente (Giorno 4)                                    | Partecipanti singolarmente (Giorno 4)                                    | Partecipanti singolarmente (Giorno 4)                                    | Partecipanti singolarmente (Giorno 4)                                    | Partecipanti singolarmente (Giorno 4)                                                            | Partecipanti singolarmente (Giorno 4)                                    | Partecipanti singolarmente (Giorno 4)                                                           | Partecipanti singolarmente (Giorno 4)                                    | Partecipanti singolarmente (Giorno 4)                                    | Partecipanti singolarmente (Giorno 4)                                    | Partecipanti singolarmente (Giorno 4)                                    | Partecipanti singolarmente (Giorno 4)                                    | Partecipanti singolarmente (Giorno 4)                                    | Partecipanti singolarmente (Giorno 4)                                                           | Partecipanti singolarmente (Giorno 4)                                    | Partecipanti singolarmente (Giorno 4)                                    | Partecipanti singolarmente (Giorno 4)                                    | Partecipanti singolarmente (Giorno 4)                                    | Partecipanti singolarmente (Giorno 4)                                    | Partecipanti singolarmente (Giorno 4)                                    | Partecipanti singolarmente (Giorno 4)                                      | Partecipanti singolarmente (Giorno 4)                                    | Partecipanti singolarmente (Giorno 4)                                    | Partecipanti singolarmente (Giorno 4)                                    | Partecipanti singolarmente (Giorno 4)                                    | Partecipanti singolarmente (Giorno 4)                                    | Partecipanti singolarmente (Giorno 4)                                    | Partecipanti singolarmente (Giorno 4)                                    | Partecipanti singolarmente (Giorno 4)                                    | Partecipanti singolarmente (Giorno 4)                                    | Partecipanti singolarmente (Giorno 4)                                    | 3                           |
| Coppie                           | Jovana & Roger                 | Nominati                                     | Partecipanti singolarmente (Giorno 1) | Partecipanti singolarmente (Giorno 1)                                      | Partecipanti singolarmente (Giorno 1) | Partecipanti singolarmente (Giorno 1)   | Partecipanti singolarmente (Giorno 1)   | Partecipanti singolarmente (Giorno 1)                              | Partecipanti singolarmente (Giorno 1)        | Partecipanti singolarmente (Giorno 1)                                    | Partecipanti singolarmente (Giorno 1)                                    | Partecipanti singolarmente (Giorno 1)                                    | Partecipanti singolarmente (Giorno 1)                                    | Partecipanti singolarmente (Giorno 1)                                    | Partecipanti singolarmente (Giorno 1)                                    | Partecipanti singolarmente (Giorno 1)                                    | Partecipanti singolarmente (Giorno 1)                                        | Partecipanti singolarmente (Giorno 1)                                                                                  | Partecipanti singolarmente (Giorno 1)                                    | Partecipanti singolarmente (Giorno 1)                                    | Partecipanti singolarmente (Giorno 1)                                    | Partecipanti singolarmente (Giorno 1)                                     | Partecipanti singolarmente (Giorno 1)                                    | Partecipanti singolarmente (Giorno 1)                                    | Partecipanti singolarmente (Giorno 1)                                    | Partecipanti singolarmente (Giorno 1)                                    | Partecipanti singolarmente (Giorno 1)                                    | Partecipanti singolarmente (Giorno 1)                                    | Partecipanti singolarmente (Giorno 1)                                    | Partecipanti singolarmente (Giorno 1)                                    | Partecipanti singolarmente (Giorno 1)                                                            | Partecipanti singolarmente (Giorno 1)                                    | Partecipanti singolarmente (Giorno 1)                                                           | Partecipanti singolarmente (Giorno 1)                                    | Partecipanti singolarmente (Giorno 1)                                    | Partecipanti singolarmente (Giorno 1)                                    | Partecipanti singolarmente (Giorno 1)                                    | Partecipanti singolarmente (Giorno 1)                                    | Partecipanti singolarmente (Giorno 1)                                    | Partecipanti singolarmente (Giorno 1)                                                           | Partecipanti singolarmente (Giorno 1)                                    | Partecipanti singolarmente (Giorno 1)                                    | Partecipanti singolarmente (Giorno 1)                                    | Partecipanti singolarmente (Giorno 1)                                    | Partecipanti singolarmente (Giorno 1)                                    | Partecipanti singolarmente (Giorno 1)                                    | Partecipanti singolarmente (Giorno 1)                                      | Partecipanti singolarmente (Giorno 1)                                    | Partecipanti singolarmente (Giorno 1)                                    | Partecipanti singolarmente (Giorno 1)                                    | Partecipanti singolarmente (Giorno 1)                                    | Partecipanti singolarmente (Giorno 1)                                    | Partecipanti singolarmente (Giorno 1)                                    | Partecipanti singolarmente (Giorno 1)                                    | Partecipanti singolarmente (Giorno 1)                                    | Partecipanti singolarmente (Giorno 1)                                    | Partecipanti singolarmente (Giorno 1)                                    | 0                           |
|                                  |                                |                                              |                                       |                                                                            |                                       |                                         |                                         |                                                                    |                                              |                                                                          |                                                                          |                                                                          |                                                                          |                                                                          |                                                                          |                                                                          |                                                                              | |                                                                          |                                                                          |                                                                          |                                                                           |                                                                          |                                                                          |                                                                          |                                                                          |                                                                          |                                                                          |                                                                          |                                                                          |                                                                                                  |                                                                          |                                                                                                 |                                                                          |                                                                          |                                                                          |                                                                          |                                                                          |                                                                          |                                                                                                 |                                                                          |                                                                          |                                                                          |                                                                          |                                                                          |                                                                          |                                                                            |                                                                          |                                                                          |                                                                          |                                                                          |                                                                          |                                                                          |                                                                          |                                                                          |                                                                          |                                                                          |                             |
| Nominato dal/dai leader          | Nominato dal/dai leader        | Nessuno                                      | Antonio & Floriana                    | Antonio & Floriana                                                         | Clemente & Laura                      | Jeremias & Gustavo                      | Jeremias & Gustavo                      | Ilona & Roger                                                      | Ilona & Roger                                | Clemente & Floriana                                                      | Clemente & Floriana                                                      | Nick                                                                     | Estefanía & Roger                                                        | Estefanía & Roger                                                        | Estefanía & Roger                                                        | Estefanía & Roger                                                        | Edoardo                                                                      | Edoardo | Edoardo                                                                  | Edoardo                                                                  | Edoardo                                                                  | Blind                                                                     | Blind                                                                    | Clemente                                                                 | Clemente                                                                 | Lory                                                                     | Lory                                                                     | Edoardo                                                                  | Cucolo                                                                   | Lory                                                                     | Blind                                                                                            | Nicolas                                                                  | Nicolas                                                                                         | Gennaro                                                                  | Gennaro                                                                  | Roger                                                                    | Roger                                                                    | Nick                                                                     | Nick                                                                     | Lory                                                                                            | Lory                                                                     | Lory                                                                     | Lory                                                                     | Estefanía                                                                | Estefanía                                                                | Estefanía                                                                | Mercedesz                                                                  | Mercedesz                                                                | Mercedesz                                                                | Nick                                                                     | Nick                                                                     | Nick                                                                     | Nessuno                                                                  | Nessuno                                                                  | Nessuno                                                                  | Nessuno                                                                  | Nessuno                                                                  |                             |
| Nominato dal/dai leader          | Nominato dal/dai leader        | Nessuno                                      | Antonio & Floriana                    | Antonio & Floriana                                                         | Clemente & Laura                      | Jeremias & Gustavo                      | Jeremias & Gustavo                      | Ilona & Roger                                                      | Ilona & Roger                                | Clemente & Floriana                                                      | Clemente & Floriana                                                      | Nick                                                                     | Estefanía & Roger                                                        | Estefanía & Roger                                                        | Nick                                                                     | Nick                                                                     | Edoardo                                                                      | Edoardo | Edoardo                                                                  | Edoardo                                                                  | Edoardo                                                                  | Blind                                                                     | Blind                                                                    | Clemente                                                                 | Clemente                                                                 | Lory                                                                     | Lory                                                                     | Maria Laura                                                              | Cucolo                                                                   | Nick                                                                     | Blind                                                                                            | Nicolas                                                                  | Nicolas                                                                                         | Gennaro                                                                  | Gennaro                                                                  | Roger                                                                    | Roger                                                                    | Nick                                                                     | Nick                                                                     | Lory                                                                                            | Lory                                                                     | Lory                                                                     | Lory                                                                     | Estefanía                                                                | Estefanía                                                                | Estefanía                                                                | Mercedesz                                                                  | Mercedesz                                                                | Mercedesz                                                                | Nick                                                                     | Nick                                                                     | Nick                                                                     | Nessuno                                                                  | Nessuno                                                                  | Nessuno                                                                  | Nessuno                                                                  | Nessuno                                                                  |                             |
| Nominati dal gruppo              | Nominati dal gruppo            | Nessuno                                      | Carmen & Alessandro Ilona & Melandri  | Carmen & Alessandro                                                        | Carmen & Alessandro                   | Blind & Roberta Lory & Cucolo           | Blind & Roberta Lory & Cucolo           | Lory & Cucolo                                                      | Lory & Cucolo                                | Ilona & Nicolas                                                          | Ilona & Nicolas                                                          | Gustavo Nicolas                                                          | Jeremias                                                                 | Jeremias                                                                 | Ilona                                                                    | Ilona                                                                    | Ilona                                                                        | Ilona | Ilona                                                                    | Guendalina                                                               | Guendalina                                                               | Carmen Estefanía                                                          | Carmen Estefanía                                                         | Nick                                                                     | Nick                                                                     | Laura                                                                    | Laura                                                                    | Lory                                                                     | Lory                                                                     | Nicolas                                                                  | Nicolas                                                                                          | Mercedesz                                                                | Mercedesz                                                                                       | Estefanía Roger                                                          | Estefanía Roger                                                          | Maria Laura                                                              | Maria Laura                                                              | Maria Laura                                                              | Maria Laura                                                              | Estefanía                                                                                       | Estefanía                                                                | Estefanía                                                                | Estefanía                                                                | Nick                                                                     | Nick                                                                     | Nick                                                                     | Nick                                                                       | Nick                                                                     | Nick                                                                     | Mercedesz                                                                | Mercedesz                                                                | Mercedesz                                                                | Nessuno                                                                  | Nessuno                                                                  | Nessuno                                                                  | Nessuno                                                                  | Nessuno                                                                  |                             |
| Nominati dal gruppo              | Nominati dal gruppo            | Nessuno                                      | Carmen & Alessandro Ilona & Melandri  | Carmen & Alessandro                                                        | Carmen & Alessandro                   | Blind & Roberta Lory & Cucolo           | Blind & Roberta Lory & Cucolo           | Lory & Cucolo                                                      | Lory & Cucolo                                | Ilona & Nicolas                                                          | Ilona & Nicolas                                                          | Gustavo Nicolas                                                          | Jeremias                                                                 | Jeremias                                                                 | Senise                                                                   |                                                                          | Ilona                                                                        | Ilona | Ilona                                                                    | Guendalina                                                               | Guendalina                                                               | Carmen Estefanía                                                          | Carmen Estefanía                                                         | Nick                                                                     | Nick                                                                     | Laura                                                                    | Laura                                                                    | Lory                                                                     | Lory                                                                     | Nicolas                                                                  | Nicolas                                                                                          | Mercedesz                                                                | Mercedesz                                                                                       | Estefanía Roger                                                          | Estefanía Roger                                                          | Maria Laura                                                              | Maria Laura                                                              | Maria Laura                                                              | Maria Laura                                                              | Estefanía                                                                                       | Estefanía                                                                | Estefanía                                                                | Estefanía                                                                | Nick                                                                     | Nick                                                                     | Nick                                                                     | Nick                                                                       | Nick                                                                     | Nick                                                                     | Mercedesz                                                                | Mercedesz                                                                | Mercedesz                                                                | Nessuno                                                                  | Nessuno                                                                  | Nessuno                                                                  | Nessuno                                                                  | Nessuno                                                                  |                             |
| Nominati dopo una prova          | Nominati dopo una prova        | Estefanía & Nicolas Jovana & Roger           | Nessuno                               | Nessuno                                                                    | Nessuno                               | Antonio Floriana                        | Antonio Floriana                        | Jovana Laura Melandri                                              | Jovana Laura Melandri                        | Nessuno                                                                  | Nessuno                                                                  | Nessuno                                                                  | Nessuno                                                                  | Clemente Floriana Lory                                                   | Clemente Gustavo Cucolo                                                  | Clemente Gustavo Cucolo                                                  | Carmen Edoardo Guendalina Lory Nick Nicolas                                  | Nessuno | Nessuno                                                                  | Licia Cucolo                                                             | Nessuno                                                                  | Nessuno                                                                   | Nicolas                                                                  | Nessuno                                                                  | Nessuno                                                                  | Nessuno                                                                  | Nessuno                                                                  | Nessuno                                                                  | Nessuno                                                                  | Nessuno                                                                  | Nessuno                                                                                          | Nessuno                                                                  | Nessuno                                                                                         | Luca                                                                     | Luca                                                                     | Nessuno                                                                  | Nessuno                                                                  | Estefanía Lory Maccarini                                                 | Estefanía Lory Maccarini                                                 | Nessuno                                                                                         | Nessuno                                                                  | Nessuno                                                                  | Nessuno                                                                  | Gennaro Maria Laura                                                      | Gennaro Maria Laura                                                      | Gennaro Maria Laura                                                      | Mercedesz Nicolas                                                          | Mercedesz Nicolas                                                        | Nessuno                                                                  | Nessuno                                                                  | Nessuno                                                                  | Nessuno                                                                  | Luca Maria Laura                                                         | Luca Mercedesz                                                           | Carmen Nicolas                                                           | Nessuno                                                                  | Nessuno                                                                  |                             |
| Salvato dal televoto             | Salvato dal televoto           | Nessuno                                      | Nessuno                               | Antonio & Floriana 37% per eliminare Carmen & Alessandro 20% per eliminare | Carmen & Alessandro 24% per eliminare | Carmen & Alessandro 33% per eliminare   | Floriana 81% per salvare                | Jeremias & Gustavo 35% per salvare Lory & Marco C. 33% per salvare | Laura 65% per salvare Jovana 19% per salvare | Ilona & Roger 57% per salvare                                            | Laura 47% per salvare Jovana 40% per salvare                             | Ilona & Nicolas 57% per salvare                                          | Nicolas 60% per salvare Nick 25% per salvare                             | Clemente 48% per salvare Lory 29% per salvare                            | Estefanía & Roger 69% per salvare                                        | Estefanía & Roger 69% per salvare                                        | Nick 46% per salvare Ilona 26% per salvare Estefanía & Roger 18% per salvare | Nicolas 24% per salvare Edoardo 23% per salvare Guendalina 20% per salvare Carmen 16% per salvare Nick 11% per salvare | Clemente 84% per salvare                                                 | Edoardo 84% per salvare                                                  | Edoardo 84% per salvare                                                  | Edoardo 40% per salvare Guendalina 34% per salvare Cucolo 17% per salvare | Lory 44% per salvare Ilona 32% per salvare                               | Carmen 79% per salvare Blind 12% per salvare                             | Lory 53% per salvare Licia 27% per salvare                               | Nicolas 52% per salvare Nick 38% per salvare                             | Nicolas 52% per salvare Nick 38% per salvare                             | Lory 85% per salvare                                                     | Maria Laura 64% per salvare                                              | Edoardo 58% per salvare Maria Laura 17% per salvare Lory 13% per salvare | Licia 39% per salvare Fabrizia 28% per salvare Estefanía 20% per salvare Clemente 8% per salvare | Nicolas 55% per salvare Nick 18% per salvare Lory 14% per salvare        | Cucolo 38% per salvare Licia 26% per salvare Fabrizia 14% per salvare Estefanía 13% per salvare | Nicolas 75% per salvare                                                  | Nicolas 75% per salvare                                                  | Luca 45% per salvare Roger 26% per salvare Estefanía 17% per salvare     | Luca 45% per salvare Roger 26% per salvare Estefanía 17% per salvare     | Maria Laura 51% per salvare                                              | Gennaro 56% per salvare                                                  | Nick 34% per salvare Maria Laura 23% per salvare Estefanía 16% per salvare Lory 14% per salvare | Cucolo 48% per salvare Maria Laura 35% per salvare                       | Roger 49% per salvare Pamela 26% per salvare                             | Roger 49% per salvare Pamela 26% per salvare                             | Estefanía 63% per salvare                                                | Pamela 76% per salvare                                                   | Pamela 76% per salvare                                                   | Maria Laura 42% per salvare Nick 32% per salvare Estefanía 19% per salvare | Nicolas 47% per la finale                                                | Pamela 73% per salvare                                                   | Mercedesz 71% per salvare                                                | Carmen 58% per la finale Mercedesz 32% per la finale                     | Nick 37% per la finale                                                   | Mercedesz 72% per salvare                                                | Luca 26% per eliminare                                                   | Luca 49% per eliminare                                                   | Nicolas 42% per eliminare                                                | Nicolas 87% per vincere                                                  |                             |
| Eliminato dal televoto           | Eliminato dal televoto         | Nessuno                                      | Nessuno                               | Ilona & Melandri 43% per eliminare                                         | Antonio & Floriana 76% per eliminare  | Clemente & Laura 67% per eliminare      | Antonio 19% per salvare                 | Blind & Roberta 32% per salvare                                    | Melandri 16% per salvare                     | Lory & Cucolo 43% per salvare                                            | Roberta 13% per salvare                                                  | Clemente & Floriana 43% per salvare                                      | Gustavo 15% per salvare                                                  | Floriana 23% per salvare                                                 | Jeremias 31% per salvare                                                 | Jeremias 31% per salvare                                                 | Senise 10% per salvare                                                       | Lory 6% per salvare | Gustavo 16% per salvare                                                  | Ilona 16% per salvare                                                    | Ilona 16% per salvare                                                    | Licia 9% per salvare                                                      | Senise 24% per salvare                                                   | Estefanía 9% per salvare                                                 | Ilona 20% per salvare                                                    | Clemente 10% per salvare                                                 | Clemente 10% per salvare                                                 | Laura 15% per salvare                                                    | Fabrizia 36% per salvare                                                 | Cucolo 12% per salvare                                                   | Laura 5% per salvare                                                                             | Blind 13% per salvare                                                    | Clemente 9% per salvare                                                                         | Mercedesz 25% per salvare                                                | Mercedesz 25% per salvare                                                | Gennaro 12% per salvare                                                  | Gennaro 12% per salvare                                                  | Roger 49% per salvare                                                    | Fabrizia 44% per salvare                                                 | Maccarini 13% per salvare                                                                       | Pamela 17% per salvare                                                   | Maccarini 25% per salvare                                                | Maccarini 25% per salvare                                                | Lory 37% per salvare                                                     | Lory 24% per salvare                                                     | Lory 24% per salvare                                                     | Gennaro 7% per salvare                                                     | Carmen 35% per la finale Mercedesz 18% per la finale                     | Gennaro 27% per salvare                                                  | Nick 29% per salvare                                                     | Estefanía 10% per la finale                                              | Pamela 36% per la finale Estefanía 27% per la finale                     | Nick 28% per salvare                                                     | Maria Laura 74% per eliminare                                            | Mercedesz 51% per eliminare                                              | Carmen 58% per eliminare                                                 | Luca 13% per vincere                                                     |                             |
| Vittime del bacio di Giuda       | Vittime del bacio di Giuda     | Nessuno                                      | Nessuno                               | Antonio & Floriana                                                         | Gustavo & Jeremias                    | Lory & Cucolo                           | Nessuno                                 | Lory & Cucolo                                                      | Nessuno                                      | Ilona & Roger                                                            | Nessuno                                                                  | Estefanía & Roger                                                        | Guendalina                                                               | Nessuno                                                                  | Guendalina                                                               | Guendalina                                                               | Ilona                                                                        | Ilona | Nessuno                                                                  | Nicolas                                                                  | Nicolas                                                                  | Alessandro                                                                | Nessuno                                                                  | Nicolas                                                                  | Nessuno                                                                  | Nicolas                                                                  | Nicolas                                                                  | Roger                                                                    | Maria Laura                                                              | Roger                                                                    | Nessuno                                                                                          | Mercedesz                                                                | Nessuno                                                                                         | Nicolas                                                                  | Nicolas                                                                  | Carmen                                                                   | Carmen                                                                   | Estefanía                                                                | Nessuno                                                                  | Estefanía                                                                                       | Cucolo                                                                   | Nessuno                                                                  | Nessuno                                                                  | Luca                                                                     | Nessuno                                                                  | Nessuno                                                                  | Mercedesz                                                                  | Nessuno                                                                  | Nessuno                                                                  | Estefanía                                                                | Mercedesz                                                                | Nessuno                                                                  | Nessuno                                                                  | Nessuno                                                                  | Nessuno                                                                  | Nessuno                                                                  | Nessuno                                                                  |                             |
| Spareggio per entrare in gioco   | Spareggio per entrare in gioco | Estefania & Nicolas 73% per entrare in gioco | Nessuno                               | Blind 50% per entrare in gioco                                             | Nessuno                               | Nessuno                                 | Nessuno                                 | Nessuno                                                            | Nessuno                                      | Nessuno                                                                  | Nessuno                                                                  | Jovana 49% per entrare in gioco                                          | Nessuno                                                                  | Nessuno                                                                  | Cucolo 54% per entrare in gioco                                          | Cucolo 54% per entrare in gioco                                          | Nessuno                                                                      | Nessuno | Nessuno                                                                  | Nessuno                                                                  | Nessuno                                                                  | Nessuno                                                                   | Nessuno                                                                  | Nessuno                                                                  | Nessuno                                                                  | Nessuno                                                                  | Nessuno                                                                  | Nessuno                                                                  | Nessuno                                                                  | Nessuno                                                                  | Nessuno                                                                                          | Nessuno                                                                  | Nessuno                                                                                         | Nessuno                                                                  | Nessuno                                                                  | Nessuno                                                                  | Nessuno                                                                  | Nessuno                                                                  | Nessuno                                                                  | Nessuno                                                                                         | Nessuno                                                                  | Nessuno                                                                  | Nessuno                                                                  | Nessuno                                                                  | Nessuno                                                                  | Nessuno                                                                  | Nessuno                                                                    | Nessuno                                                                  | Nessuno                                                                  | Nessuno                                                                  | Nessuno                                                                  | Nessuno                                                                  | Nessuno                                                                  | Nessuno                                                                  | Nessuno                                                                  | Nessuno                                                                  | Nessuno                                                                  |                             |
| Spareggio per entrare in gioco   | Spareggio per entrare in gioco | Jovana & Roger 27% per entrare in gioco      | Nessuno                               | Roberta 26% per entrare in gioco Patrizia 24% per entrare in gioco         | Nessuno                               | Nessuno                                 | Nessuno                                 | Nessuno                                                            | Nessuno                                      | Nessuno                                                                  | Nessuno                                                                  | Lory 30% per entrare in gioco Cucolo 21% per entrare in gioco            | Nessuno                                                                  | Nessuno                                                                  | Clemente 41% per entrare in gioco Gustavo 5% per entrare in gioco        | Clemente 41% per entrare in gioco Gustavo 5% per entrare in gioco        | Nessuno                                                                      | Nessuno | Nessuno                                                                  | Nessuno                                                                  | Nessuno                                                                  | Nessuno                                                                   | Nessuno                                                                  | Nessuno                                                                  | Nessuno                                                                  | Nessuno                                                                  | Nessuno                                                                  | Nessuno                                                                  | Nessuno                                                                  | Nessuno                                                                  | Nessuno                                                                                          | Nessuno                                                                  | Nessuno                                                                                         | Nessuno                                                                  | Nessuno                                                                  | Nessuno                                                                  | Nessuno                                                                  | Nessuno                                                                  | Nessuno                                                                  | Nessuno                                                                                         | Nessuno                                                                  | Nessuno                                                                  | Nessuno                                                                  | Nessuno                                                                  | Nessuno                                                                  | Nessuno                                                                  | Nessuno                                                                    | Nessuno                                                                  | Nessuno                                                                  | Nessuno                                                                  | Nessuno                                                                  | Nessuno                                                                  | Nessuno                                                                  | Nessuno                                                                  | Nessuno                                                                  | Nessuno                                                                  | Nessuno                                                                  |                             |
| Concorrenti su isole alternative | Playa Sgamada                  | Nessuno                                      | Jovana Roger                          | Ilona Jovana Melandri Patrizia Roger                                       | Antonio Floriana Jovana Melandri      | Clemente Floriana Jovana Melandri Laura | Clemente Floriana Jovana Melandri Laura | Blind Jovana Laura Roberta                                         | Blind Jovana Laura Roberta                   | Jovana Laura Lory Cucolo                                                 | Jovana Laura Lory Cucolo                                                 | Clemente Floriana Lory Cucolo                                            | Clemente Gustavo Lory Cucolo                                             | Clemente Gustavo Lory Cucolo                                             | Clemente Gustavo                                                         | Clemente Gustavo                                                         | Clemente Gustavo                                                             | Clemente Gustavo | Clemente Lory Senise                                                     | Ilona Lory Senise                                                        | Ilona Lory Senise                                                        | Ilona Lory Senise                                                         | Ilona Licia Lory                                                         | Ilona Licia Lory                                                         | Estefanía Licia                                                          | Clemente Estefanía Licia                                                 | Clemente Estefanía Licia                                                 | Clemente Estefanía Laura Licia                                           | Clemente Estefanía Fabrizia Laura Licia                                  | Clemente Estefanía Fabrizia Laura Licia                                  | Clemente Estefanía Fabrizia Licia Cucolo                                                         | Clemente Estefanía Fabrizia Licia Cucolo                                 | Nessuno                                                                                         | Nessuno                                                                  | Nessuno                                                                  | Nessuno                                                                  | Nessuno                                                                  | Nessuno                                                                  | Nessuno                                                                  | Nessuno                                                                                         | Nessuno                                                                  | Nessuno                                                                  | Nessuno                                                                  | Nessuno                                                                  | Nessuno                                                                  | Nessuno                                                                  | Nessuno                                                                    | Nessuno                                                                  | Nessuno                                                                  | Nessuno                                                                  | Nessuno                                                                  | Nessuno                                                                  | Nessuno                                                                  | Nessuno                                                                  | Nessuno                                                                  | Nessuno                                                                  | Nessuno                                                                  |                             |
| Concorrenti su isole alternative | Playa Sgamadissima             | Nessuno                                      | Nessuno                               | Nessuno                                                                    | Nessuno                               | Nessuno                                 | Nessuno                                 | Nessuno                                                            | Nessuno                                      | Nessuno                                                                  | Nessuno                                                                  | Nessuno                                                                  | Nessuno                                                                  | Nessuno                                                                  | Nessuno                                                                  | Nessuno                                                                  | Nessuno                                                                      | Nessuno | Nessuno                                                                  | Nessuno                                                                  | Nessuno                                                                  | Nessuno                                                                   | Nessuno                                                                  | Nessuno                                                                  | Nessuno                                                                  | Nessuno                                                                  | Nessuno                                                                  | Nessuno                                                                  | Nessuno                                                                  | Nessuno                                                                  | Nessuno                                                                                          | Nessuno                                                                  | Blind Fabrizia Licia                                                                            | Blind Fabrizia Licia Mercedesz                                           | Blind Fabrizia Licia Mercedesz                                           | Fabrizia Gennaro Mercedesz                                               | Fabrizia Gennaro Mercedesz                                               | Fabrizia Gennaro Mercedesz                                               | Roger                                                                    | Maccarini Roger                                                                                 | Maccarini Pamela Roger                                                   | Maccarini Pamela Roger                                                   | Pamela Roger                                                             | Pamela Lory                                                              | Pamela Lory                                                              | Pamela                                                                   | Pamela Gennaro                                                             | Pamela Gennaro                                                           | Pamela                                                                   | Pamela Nick                                                              | Pamela Nick Estefanía                                                    | Nessuno                                                                  | Nessuno                                                                  | Nessuno                                                                  | Nessuno                                                                  | Nessuno                                                                  | Nessuno                                                                  |                             |
| Concorrenti su isole alternative | Cayo Paloma                    | Nessuno                                      | Nessuno                               | Nessuno                                                                    | Nessuno                               | Nessuno                                 | Nessuno                                 | Nessuno                                                            | Nessuno                                      | Nessuno                                                                  | Nessuno                                                                  | Nessuno                                                                  | Nessuno                                                                  | Nessuno                                                                  | Nessuno                                                                  | Nessuno                                                                  | Nessuno                                                                      | Nessuno | Nessuno                                                                  | Nessuno                                                                  | Nessuno                                                                  | Nessuno                                                                   | Nessuno                                                                  | Nessuno                                                                  | Nessuno                                                                  | Nessuno                                                                  | Nessuno                                                                  | Nessuno                                                                  | Nessuno                                                                  | Nessuno                                                                  | Nessuno                                                                                          | Nessuno                                                                  | Nessuno                                                                                         | Nessuno                                                                  | Nessuno                                                                  | Nessuno                                                                  | Nessuno                                                                  | Nessuno                                                                  | Nessuno                                                                  | Nessuno                                                                                         | Nessuno                                                                  | Nessuno                                                                  | Nessuno                                                                  | Nessuno                                                                  | Nessuno                                                                  | Nessuno                                                                  | Nessuno                                                                    | Nessuno                                                                  | Nessuno                                                                  | Nessuno                                                                  | Nessuno                                                                  | Tutti i finalisti                                                        | Nessuno                                                                  | Nessuno                                                                  | Nessuno                                                                  | Nessuno                                                                  | Nessuno                                                                  |                             |
| Nuovi sbarchi                    | Nuovi sbarchi                  | Nessuno                                      | Nessuno                               | Blind Patrizia Bonetti Roberta Morise                                      | Nessuno                               | Edoardo Tavassi Guendalina Tavassi      | Edoardo Tavassi Guendalina Tavassi      | Nick Luciani Silvano Michetti                                      | Nick Luciani Silvano Michetti                | Nessuno                                                                  | Nessuno                                                                  | Licia Nunez Marco Senise                                                 | Nessuno                                                                  | Nessuno                                                                  | Nessuno                                                                  | Nessuno                                                                  | Nessuno                                                                      | Nessuno | Nessuno                                                                  | Nessuno                                                                  | Nessuno                                                                  | Nessuno                                                                   | Nessuno                                                                  | Nessuno                                                                  | Nessuno                                                                  | Fabrizia Santarelli Maria Laura De Vitis Mercedesz Henger                | Fabrizia Santarelli Maria Laura De Vitis Mercedesz Henger                | Nessuno                                                                  | Nessuno                                                                  | Nessuno                                                                  | Nessuno                                                                                          | Gennaro Auletto Luca Daffrè Marco Maccarini Pamela Petrarolo             | Gennaro Auletto Luca Daffrè Marco Maccarini Pamela Petrarolo                                    | Nessuno                                                                  | Nessuno                                                                  | Nessuno                                                                  | Nessuno                                                                  | Nessuno                                                                  | Nessuno                                                                  | Nessuno                                                                                         | Nessuno                                                                  | Nessuno                                                                  | Nessuno                                                                  | Nessuno                                                                  | Nessuno                                                                  | Nessuno                                                                  | Nessuno                                                                    | Nessuno                                                                  | Nessuno                                                                  | Nessuno                                                                  | Nessuno                                                                  | Nessuno                                                                  | Nessuno                                                                  | Nessuno                                                                  | Nessuno                                                                  | Nessuno                                                                  | Nessuno                                                                  |                             |
| Ritirati                         | Ritirati                       | Nessuno                                      | Nessuno                               | Nessuno                                                                    | Patrizia                              | Nessuno                                 | Nessuno                                 | Nessuno                                                            | Nessuno                                      | Nessuno                                                                  | Nessuno                                                                  | Nessuno                                                                  | Jovana                                                                   | Jovana                                                                   | Jeremias                                                                 | Jeremias                                                                 | Nessuno                                                                      | Nessuno | Nessuno                                                                  | Nessuno                                                                  | Nessuno                                                                  | Nessuno                                                                   | Nessuno                                                                  | Nessuno                                                                  | Nessuno                                                                  | Nessuno                                                                  | Nessuno                                                                  | Nessuno                                                                  | Nessuno                                                                  | Nessuno                                                                  | Nessuno                                                                                          | Nessuno                                                                  | Nessuno                                                                                         | Nessuno                                                                  | Nessuno                                                                  | Alessandro Guendalina Licia Blind                                        | Alessandro Guendalina Licia Blind                                        | Nessuno                                                                  | Nessuno                                                                  | Nessuno                                                                                         | Nessuno                                                                  | Nessuno                                                                  | Roger                                                                    | Nessuno                                                                  | Nessuno                                                                  | Cucolo                                                                   | Nessuno                                                                    | Nessuno                                                                  | Nessuno                                                                  | Edoardo                                                                  | Nessuno                                                                  | Nessuno                                                                  | Nessuno                                                                  | Nessuno                                                                  | Nessuno                                                                  | Nessuno                                                                  | Nessuno                                                                  |                             |
| Espulsi                          | Espulsi                        | Nessuno                                      | Nessuno                               | Nessuno                                                                    | Nessuno                               | Nessuno                                 | Nessuno                                 | Silvano                                                            | Silvano                                      | Nessuno                                                                  | Nessuno                                                                  | Nessuno                                                                  | Nessuno                                                                  | Nessuno                                                                  | Nessuno                                                                  | Nessuno                                                                  | Nessuno                                                                      | Nessuno | Nessuno                                                                  | Nessuno                                                                  | Nessuno                                                                  | Nessuno                                                                   | Nessuno                                                                  | Nessuno                                                                  | Nessuno                                                                  | Nessuno                                                                  | Nessuno                                                                  | Nessuno                                                                  | Nessuno                                                                  | Nessuno                                                                  | Nessuno                                                                                          | Nessuno                                                                  | Nessuno                                                                                         | Nessuno                                                                  | Nessuno                                                                  | Nessuno                                                                  | Nessuno                                                                  | Nessuno                                                                  | Nessuno                                                                  | Nessuno                                                                                         | Nessuno                                                                  | Nessuno                                                                  | Nessuno                                                                  | Nessuno                                                                  | Nessuno                                                                  | Nessuno                                                                  | Nessuno                                                                    | Nessuno                                                                  | Nessuno                                                                  | Nessuno                                                                  | Nessuno                                                                  | Nessuno                                                                  | Nessuno                                                                  | Nessuno                                                                  | Nessuno                                                                  | Nessuno                                                                  | Nessuno                                                                  |                             |

- Con 10 naufraghi ritirati questa edizione risulta essere quella con il maggior numero di ritiri nella storia del programma.

## Cronologia degli episodi

### Prima puntata
Entrano in gioco le coppie formate da Carmen Di Pietro e Alessandro Iannoni, Clemente Russo e Laura Maddaloni, Jeremias e Gustavo Rodríguez, Lory Del Santo e Marco Cucolo. I concorrenti singoli sono Antonio Zequila, Estefanía Bernal, Floriana Secondi, Ilona Staller, Marco Melandri, Nicolas Vaporidis, Roger Balduino e Jovana Djordjevic. I concorrenti singoli devono far coppia con un altro concorrente: Antonio sceglie Floriana, Ilona sceglie Melandri, Jovana sceglie Roger, e l'ultima coppia è formata da Estefanía & Nicolas. Solo una di queste due coppie potrà entrare in gioco, tramite televoto flash: vince quella formata da Estefanía & Nicolas. A Roger & Jovana viene data un'ultima possibilità: dovranno stare su Playa Sgamada e da questo momento giocheranno singolarmente. Si svolge la prova leader, che vede come vincitori Jeremias & Gustavo. I naufraghi arrivano in Palapa e fanno le nomination. I più votati del gruppo sono Ilona e Melandri insieme a Carmen e Alessandro, invece i leader Gustavo & Jeremias decidono di mandare al televoto Antonio & Floriana.

### Seconda puntata
Altri tre concorrenti si lanciano dall'elicottero: Blind, Roberta Morise e Patrizia Bonetti. Arrivano i risultati del televoto: Ilona Staller & Marco Melandri devono lasciare la Palapa. La coppia eliminata deve dare il bacio di Giuda a un'altra coppia, che è valido come nomination, e sceglie Antonio Zequila & Floriana Secondi. Dopo l'eliminazione la coppia viene accompagnata su Playa Sgamada, dove parteciperanno singolarmente. Viene aperto un televoto flash tra Blind, Patrizia Bonetti e Roberta Morise; il vincitore è Blind, mentre Roberta e Patrizia si sfidano nella prova del fuoco. Roberta vince la prova e fa coppia con Blind, che entra ufficialmente in gioco, mentre Patrizia viene portata su Playa Sgamada. I concorrenti eleggono Ilona Staller come capo di Playa Sgamada. I nominati della puntata sono Carmen & Alessandro (nominati dal gruppo) e Antonio & Floriana (nominati dalla coppia leader, Estefanía Bernal & Nicolas Vaporidis).

### Terza puntata
Viene chiuso il televoto: a lasciare la Palapa è la coppia formata da Antonio Zequila & Floriana Secondi, che tramite il bacio di Giuda nomina Jeremias & Gustavo Rodríguez. Dopo l'eliminazione la coppia viene accompagnata su Playa Sgamada, dove parteciperanno singolarmente. Su Playa Palapa si svolge la prova ricompensa, che viene vinta da tutte le coppie. Ilona sceglie di far coppia con Roger Balduino e i due raggiungono Playa Accoppiada. Su Playa Palapa si sfidano Accoppiadi contro Sgamadi; la prova viene vinta da Clemente Russo & Laura Maddaloni per gli Accoppiadi, mentre da Marco Melandri & Jovana per gli Sgamadi. In seguito a spareggio viene decretata la vittoria per gli Accoppiadi. A Playa Palapa la prova leader viene vinta da Estefanía Bernal & Nicolas Vaporidis, che si riconfermano leader e immuni dalle nomination; alla Tana dei Serpenti, Marco Melandri viene eletto capo di Playa Sgamada. I nominati della puntata sono Alessandro & Carmen (nominati dal gruppo) e Clemente & Laura (nominati dalla coppia leader, Estefanía & Nicolas).

### Quarta puntata
Viene chiuso il televoto: a lasciare la Palapa è la coppia formata da Clemente Russo e Laura Maddaloni, che tramite il bacio di Giuda nomina Lory Del Santo & Marco Cucolo. Dopo l'eliminazione la coppia viene accompagnata su Playa Sgamada, dove parteciperanno singolarmente. Su Playa Palapa si svolge la prova ricompensa, che viene vinta da tutti gli Accoppiadi e ottengono il fuoco dopo essere stati guidati nel corso della prova da Nicolas Vaporidis. Su Palapa si svolge la prova ricompensa, che viene vinta Alessandro Iannoni che ottiene due polpette per sua madre Carmen Di Pietro, mentre Roberta Morise e Lory Del Santo ne ottengono una ciascuna in quanto non sono state indovinate da Alessandro. Successivamente la nuova coppia composta da Guendalina & Edoardo Tavassi si lancia dall'elicottero. Alla Tana dei Serpenti si svolge una prova di salvataggio, che viene vinta da Jovana Djordjevic, mentre Antonio Zequila e Floriana Secondi dovranno vedersela al televoto flash per la prima eliminazione. Successivamente quest'ultimo televoto viene chiuso, decretando l'eliminazione definitiva di Antonio e il salvataggio di Floriana. A Playa Palapa la prova leader viene vinta da Roger Balduino, che diventa leader e immune dalle nomination insieme ad Ilona Staller; alla Tana dei Serpenti, Clemente viene eletto capo di Playa Sgamada. I nominati della puntata sono Blind & Roberta, Lory & Cucolo (nominati dal gruppo) e Jeremias & Gustavo (nominati dalla coppia leader, Ilona & Roger).

### Quinta puntata
Viene chiuso il televoto: la prima coppia ad essere salva è quella formata da Jeremias e Gustavo Rodríguez. Successivamente viene presentata la nuova coppia del gruppo musicale I Cugini di Campagna, formata da Nick Luciani & Silvano Michetti. Intanto in studio viene accolto il primo eliminato dell'edizione, Antonio Zequila. Successivamente viene comunicato il verdetto e la coppia che deve abbandonare la Palapa è quella formata da Blind & Roberta Morise, mentre quella formata da Lory Del Santo & Marco Cucolo è salva. La coppia eliminata prima di lasciare la Palapa dà il bacio di Giuda Lory & Cucolo, che è valido come nomination e successivamente vengono accompagnati su Playa Sgamada, dove parteciperanno singolarmente. Intanto la nuova coppia formata da Nick & Silvano si lanciano dall'elicottero. Su Playa Palapa si svolge la prova ricompensa con ricompensa la lasagna, in cui partecipano Alessandro Iannoni, Estefanía Bernal, Guendalina Tavassi, Jeremias Rodríguez, Marco Cucolo e Roger Balduino. Infine, nessuno dei naufraghi è riuscito a superare la prova e possono scordarsi della ricompensa. Alla Tana dei Serpenti Clemente Russo, in quanto capo di Playa Sgamada, deve decidere se ritornare in gioco su Playa Accoppiada o se concedere tale privilegio a sua moglie Laura Maddaloni o ad un altro dei suoi compagni (Floriana Secondi, Marco Melandri e Jovana Djordjevic). Nel terzo caso, lui e la moglie rischierebbero entrambi l'eliminazione in un televoto flash, dato che non possono riformare insieme una coppia. Infine, Clemente, in accordo con sua moglie, decide di salvare se stesso. Successivamente Floriana, Marco e Jovana affrontano una prova di salvataggio denominata Il serpente Hondureño per stabilire chi tra loro dovrà essere il nuovo compagno o la nuova compagna che formerà la nuova coppia insieme a Clemente e di conseguenza potrà rientrare su Playa Accoppiada. Infine, la prova viene vinta da Floriana avendo così l'opportunità di ritornare su Playa Accoppiada dopo aver formato una nuova coppia insieme a Clemente Russo, mentre Jovana e Marco dovranno vedersela al televoto flash per la seconda eliminazione. Su Playa Palapa la prova leader viene vinta da Gustavo & Jeremias, che diventano leader e immuni dalle nomination. Intanto alla Tana dei Serpenti, viene chiuso il televoto flash in cui Marco viene eliminato, mentre Laura e Jovana sono salve. Successivamente la conduttrice ufficializza il ritiro della concorrente Patrizia Bonetti, che è tornata in Italia per sottoporsi a cure mediche in seguito alle ustioni provocate dalla prova del fuoco. Intanto Clemente & Floriana si uniscono alle coppie in Palapa. Intanto alla Tana dei Serpenti, arriva la coppia eliminata formata da Blind e Roberta, e successivamente Blind viene eletto capo di Playa Sgamada. I nominati della puntata sono Ilona Staller & Roger (nominati dal gruppo) e Lory & Marco C. (nominati dalla coppia leader, Jeremias & Gustavo).

### Sesta puntata
Viene chiuso il televoto: a lasciare la Palapa è la coppia formata da Lory Del Santo & Marco Cucolo, che, tramite il bacio di Giuda, nomina Ilona Staller & Roger Balduino. Dopo l'eliminazione la coppia viene accompagnata su Playa Sgamada, dove i componenti parteciperanno come concorrenti singoli. I leader Jeremias & Gustavo Rodríguez vengono chiamati ad indicare due coppie da escludere dalla prova ricompensa. La coppia esclude dalla prova Estefanía Bernal & Nicolas Vaporidis come prima coppia e Ilona & Roger come seconda coppia. Successivamente la conduttrice ricorda che il concorrente Silvano Michetti è stato espulso in seguito a una frase blasfema pronunciata nella puntata precedente. Di conseguenza il suo compagno di coppia, Nick Luciani, lasciato senza partner, viene accompagnato su Playa Sgamada. Su quest'ultima isola il capo Blind ha la possibilità di rientrare in gioco in coppia con Nick, oppure cedere il posto ad una delle tre donne (Jovana Djordjevic, Laura Maddaloni e Roberta Morise). Blind, senza pensarci troppo, decide di formare una nuova coppia con Nick e tornare su Playa Accoppiada. Su Playa Palapa si svolge la prova ricompensa divisa in due manche con ricompensa spaghetti con polpette. La prima manche viene vinta dalla coppia formata da Jeremias & Gustavo, mentre la seconda manche è vinta dalla coppia formata da Clemente Russo & Floriana Secondi. Intanto, Estefanía & Roger hanno la possibilità di dormire in spiaggia su un vero letto, in quanto fidanzati. I due sono chiamati ad una prova: se la superano, formeranno una nuova coppia di gioco, abbandonando i rispettivi partner (Ilona e Nicolas). Infine, i due, dopo oltre 90 secondi, superano la prova e formano una nuova coppia, mentre i loro partner precedenti, Ilona & Nicolas, formano un'altra coppia. Successivamente le nuove coppie vengono accolte in Palapa dall'inviato Alvin. Intanto, la coppia eliminata formata da Lory & Marco C. sbarca su Playa Sgamada; successivamente sulla stessa isola, viene aperto un televoto flash per la terza eliminazione tra Jovana, Laura e Roberta. Alla Tana dei Serpenti Carmen deve decidere se mangiare le lasagne e legarsi al figlio con un elastico fino alla puntata successiva o resistere alla tentazione della fame. Carmen decide di mangiare la lasagna per poi legarsi al figlio con un elastico. Su Playa Palapa la prova leader viene vinta da Carmen & Alessandro, che diventano leader e immuni dalle nomination. Intanto, su Playa Sgamada viene chiuso il televoto tra Jovana, Laura e Roberta, e ad essere eliminata è proprio quest'ultima. Successivamente la nuova coppia formata da Blind & Nick viene accolta in Palapa. Infine, Laura viene eletta capo di Playa Sgamada. Le coppie nel frattempo hanno lasciato la Palapa per approdare in una nuova Playa Accoppiada. I nominati della puntata sono Ilona & Nicolas (nominati dal gruppo) e Clemente & Floriana (nominati dalla coppia leader, Carmen & Alessandro).

### Settima puntata
Viene chiuso il televoto: a lasciare la Palapa è la coppia formata da Clemente Russo & Floriana Secondi, che, tramite il bacio di Giuda, nomina Estefanía Bernal & Roger Balduino. Dopo l'eliminazione la coppia viene accompagnata su Playa Sgamada, dove i componenti parteciperanno come concorrenti singoli. Su Playa Sgamada Laura Maddaloni, in quanto capo, ha la possibilità di rientrare sull’isola principale in coppia con uno tra Jovana Djordjevic, Lory Del Santo e Marco Cucolo, e a stabilirlo è un televoto flash. Su Playa Palapa la conduttrice comunica alle ai naufraghi che le coppie si divideranno e ogni naufrago parteciperà singolarmente in due squadre differenti. Successivamente la conduttrice comunica che una coppia non si dividerà, in quanto dovranno accettare di dividersi o provare a difendere la coppia in una prova che, se verrà persa, varrà come nomination. Ogni naufrago scrive su una lavagnetta la propria scelta: Jeremias & Gustavo Rodríguez, Guendalina & Edoardo Tavassi, Estefanía & Roger e Carmen Di Pietro & Alessandro Iannoni sono le coppie che non hanno intenzione di dividersi. Le quattro coppie si sfidano nella prova dell'appeso in cui gioca un naufrago per coppia, in quanto soltanto uno sarà salvata, mentre le altre verranno divise. La prima manche tra Jeremias contro Roger viene vinta proprio da quest'ultimo, la seconda manche tra Alessandro & Guendalina viene vinta da Alessandro. Infine i vincitori delle prime due manche si sfidano per stabilire chi tra loro non dovrà dividersi. A vincere la prova è Roger, che è l'unico concorrente a non dividersi di coppia insieme ad Estefanía. Su Playa Palapa ogni naufrago dovrà formare, a sorte, le due squadre: la Tribù dei Cucaracha (Carmen, Guendalina, Gustavo, Nicolas Vaporidis e Nick Luciani) e la Tribù dei Tiburón (Alessandro, Blind, Edoardo, Ilona Staller e Jeremias). La coppia formata da Estefania & Roger decide di stare con la Tribù dei Tiburón. Su Playa Sgamada viene chiuso il televoto flash e a rientrare in gioco con Laura è Jovana, ed entrambe vengono accompagnate sull'isola principale. Su Playa Palapa si svolge la prova ricompensa, che viene vinta dalla Tribù dei Tiburón, che ottengono come ricompensa un aperitivo di acqua e lime con patatine. Alla Tana dei Serpenti le squadre devono eleggere il proprio leader: a sorte ogni naufrago dovrà decidere chi deve o non deve essere il proprio leader. Infine, le squadre hanno scelto Nicolas per la Tribù dei Cucaracha ed Estefanía & Roger per la Tribù dei Tiburón. Nicolas e Roger si sfidano nella prova del girarrosto, dove a vincere è proprio quest'ultimo il quale diventa leader insieme ad Estefanía Bernal e guadagnandosi l'immunità dalle nomination per sé stesso e per tutta la Tribù dei Tiburón. Intanto, in Palapa arrivano Laura e Jovana che si uniscono alla Tribù dei Cucaracha. Successivamente l'inviato Alvin accoglie in Palapa i nuovi concorrenti Licia Nunez e Marco Senise. Lei si unisce alla Tribù dei Tiburón, mentre lui si unisce alla Tribù dei Cucaracha. I nominati della puntata sono Gustavo e Nicolas (nominati dalla Tribù dei Cucaracha) e Nick (nominato dalla coppia leader della Tribù dei Tiburón, Estefanía & Roger).

### Ottava puntata
L'inviato Alvin comunica che la concorrente Jovana Djordjevic è stata costretta a ritirarsi dal gioco a causa di problemi di salute. Viene chiuso il televoto: a lasciare la Palapa è Gustavo Rodríguez, che, tramite il bacio di Giuda, nomina Guendalina Tavassi. Dopo l'eliminazione Gustavo viene accompagnato su Playa Sgamada, per una seconda possibilità. Su Playa Palapa si svolge la prova ricompensa, la quale è stata vinta dalla Tribù dei Cucaracha, ed hanno ottenuto come ricompensa uova, patate e farina. Su Playa Sgamada a Clemente Russo viene data la possibilità di prendere un cayuco per andare a salutare la moglie Laura Maddaloni, a patto di andare al televoto per l'eliminazione, mentre se rinuncia sarà immune. Dopo averci riflettuto Clemente accetta e raggiunge Playa Palapa per poi ritornare su Playa Sgamada al termine della sfida. Alessandro Iannoni e Carmen Di Pietro si sfidano in una prova duello. Infine, il duello viene vinto da Carmen che ottiene un piatto di spaghetti al pomodoro con basilico. Su Playa Palapa Estefanía Bernal e Guendalina Tavassi si sfidano sul girarrosto in una prova duello per decidere chi tra i naufraghi della squadra avversaria deve scambiarsi con un naufrago della propria squadra. La prova si conclude con la vittoria di Estefanía che decide di prendersi nella propria squadra Laura Maddaloni e di mandare Edoardo Tavassi nella squadra avversaria. Su Playa Sgamada Clemente va al televoto flash, mentre gli altri tre si giocano a sorte l'immunità; e a vincere è Marco Cucolo. Infine, a rischio eliminazione con Clemente vanno Floriana Secondi e Lory Del Santo. Le due tribù vengono chiamate ad eleggere i capi che si sfideranno nella prova leader; la scelta ricade su Blind per la Tribù dei Tiburón e Nick Luciani per la Tribù dei Cucaracha. I due si sfidano nella prova leader e a vincere è Nick, il quale diventa leader guadagnandosi l'immunità dalle nomination per sé stesso e per tutta la Tribù dei Cucaracha. Su Playa Sgamada viene chiuso il televoto flash e ad essere eliminata è Floriana. I nominati della puntata sono Jeremias Rodríguez (nominato dalla Tribù dei Tiburón) e Estefanía & Roger Balduino (nominati dal leader della Tribù dei Cucaracha, Nick).

### Nona puntata
Su Playa Palapa si svolge la prova ricompensa: a partecipare sono Nicolas Vaporidis per la Tribù dei Cucaracha contro Laura Maddaloni per la Tribù dei Tiburón. La prova si conclude con la vittoria di Laura per la Tribù dei Tiburón. Su Playa Sgamada la conduttrice comunica che due dei naufraghi rientreranno ufficialmente in gioco; successivamente Marco Cucolo è chiamato ad affrontare un'impresa per Lory Del Santo: dovrà fare dodici giri dell'isola nel tempo record di 23 minuti e 44 secondi. Se accetta e supera la prova, regala a Lory il privilegio di tornare sull'isola principale; se non la supera, resterà su Playa Sgamada fino a tempo a destinarsi; se non accetta, andranno tutti e quattro al televoto; infine, Marco C. accetta la prova. Dopo aver superato la prova Cucolo ha regalato il privilegio a Lory di poter rientrare in gioco, mentre lui, Clemente Russo e Gustavo Rodríguez dovranno vedersela al televoto flash per stabilire chi tra loro dovrà rientrare in gioco insieme a Lory. Intanto, viene chiuso il televoto: a lasciare la Palapa è Jeremias Rodríguez, che, tramite il bacio di Giuda, nomina Guendalina Tavassi. Su Playa Sgamada dopo la chiusura del televoto flash Cucolo rientra in gioco insieme a Lory. Su Playa Palapa si svolge la prova ricompensa, la quale viene vinta dalla Tribù dei Tiburón. Lory e Marco C. raggiungono Playa Palapa, dove la squadra vincitrice della prova ricompensa deve decidere chi prendere dei due e chi consegnare all'altra squadra. La Tribù dei Tiburón scelgono Marco C., e di conseguenza Lory si unisce alla Tribù dei Cucaracha. Alla Tana dei Serpenti Guendalina deve convincere il fratello Edoardo a farsi depilare il petto e le ascelle, in modo da vedere cosa si nasconde dietro una tenda. Edoardo accetta, così Guendalina trova sotto la tenda un televisore con un videomessaggio del suo fidanzato. In seguito al sondaggio del pubblico via social, sono stati stabiliti i naufraghi che affronteranno la prova leader; per la Tribù dei Tiburón parteciperanno Alessandro Iannoni, Licia Nunez ed Estefania Bernal, mentre per la Tribù dei Cucaracha parteciperanno Guendalina, Nicolas Vaporidis ed Edoardo. Intanto, Jeremias sbarca su Playa Sgamada, dove decide di ritirarsi dal gioco. La prima manche della prova leader viene vinta da Licia per la Tribù dei Tiburón, mentre la seconda manche viene vinta da Nicolas per la Tribù dei Cucaracha ed entrambi diventano leader e immuni dalle nomination. I nominati della puntata sono Ilona Staller (nominata dalla Tribù dei Tiburón), Estefanía & Roger Balduino (nominati dal leader della Tribù dei Tiburón, Licia), Marco Senise (nominato dalla Tribù dei Cucaracha) e Nick Luciani (nominato dal leader della Tribù dei Cucaracha, Nicolas).

### Decima puntata
Viene chiuso il televoto: il primo naufrago salvo è Nick Luciani, successivamente con il verdetto definitivo: Estefanía Bernal & Roger Balduino e Ilona Staller sono salvi, mentre Marco Senise è eliminato, che, tramite il bacio di Giuda, nomina Guendalina Tavassi. Marco S. dopo l'eliminazione viene accompagnato su Playa Sgamada, dove vengono portati i naufraghi eliminati. La conduttrice comunica ai naufraghi che nel corso della puntata ci sarà una seconda eliminazione; la squadra che perderà la prova prevista andrà tutta al televoto flash. Su Playa Palapa si svolge la prova di salvataggio, la quale termina con la vittoria della Tribù dei Tiburón, mentre la Tribù dei Cucaracha dovranno vedersela al televoto flash per l'eliminazione. Intanto, in Palapa Carmen Di Pietro è chiamata a rispondere a delle domande di cultura generale, e infine ottiene due polpette fritte per il figlio Alessandro Iannoni. Successivamente viene chiuso il televoto flash: a salvarsi: sono Guendalina, Carmen, Nick Luciani, Nicolas Vaporidis ed Edoardo Tavassi, mentre la naufraga eliminata è Lory Del Santo, che, tramite il bacio di Giuda, nomina Ilona. Quest'ultima dopo l'eliminazione viene riaccompagnata su Playa Sgamada, dove intanto viene aperto un televoto flash per stabilire chi deve essere eliminato definitivamente tra Clemente Russo e Gustavo Rodríguez. La conduttrice chiede alle due squadre di bruciare le proprie bandane su un braciere, dato che le squadre sono state sciolte e ognuno parteciperà per conto proprio. Ciascun naufrago è chiamato a scrivere su una lavagnetta il nome di chi vorrebbe come aspirante leader: i quattro più votati sono Nicolas, Roger, Laura Maddaloni e a pari merito Nick, Alessandro e Blind. Nicolas e Roger devono sceglierne uno tra gli ultimi tre e scelgono per Alessandro. Successivamente Laura non può sostenere la prova leader e decide che al suo posto parteciperà Blind. Su Playa Palapa si svolge la prova leader, la quale termina con la vittoria di Blind. Su Playa Sgamada viene chiuso il televoto flash: ad essere eliminato è Gustavo, mentre Clemente è salvo, dove lo raggiungono i due eliminati da Playa Palapa: Lory e Senise. I nominati della puntata sono Ilona (nominata dal gruppo) ed Edoardo (nominato dal leader, Blind).

### Undicesima puntata
Viene chiuso il televoto: a lasciare la Palapa è Ilona Staller, che, tramite il bacio di Giuda, nomina Nicolas Vaporidis. Ilona dopo l'eliminazione viene accompagnata su Playa Sgamada, dove vengono portati i naufraghi eliminati. Blind, in quanto, leader è chiamato ad una scelta: deve indicare due compagni che vorrebbe cacciare dall'isola e sceglie Guendalina Tavassi e Licia Nunez. Le due donne a rischio nomination devono scegliere due naufraghi con cui sfidarsi a duello: Guendalina decide di sfidarsi con Marco Cucolo, mentre Licia sceglie Nicolas. Il primo duello viene perso da Cucolo, mentre il secondo duello viene perso da Licia ed entrambi vanno direttamente in nomination per la puntata successiva. Su Playa Sgamada Clemente Russo è chiamato a salire su una barca per poi recarsi su Playa Palapa dove affronta una sfida di resistenza in modo da poter rientrare in gioco. Infine, quest'ultimo supera la prova, rientrando ufficialmente in gioco sull'isola principale. Alla Tana dei Serpenti Blind è chiamato a scegliere tra undici spiedini da condividere con i compagni oppure accendere il monitor e collegarsi dallo studio con la sua fidanzata Greta Tigani. Infine, Blind decide di collegarsi con la fidanzata, rinunciando agli spiedini. Alessandro Iannoni ed Edoardo Tavassi sono chiamati in postazione nomination dove vengono messi conoscenza sull'arrivo di una nuova naufraga, Mercédesz Henger. Su Playa Palapa si svolge la prova ricompensa in cui a sfidarsi sono Carmen Di Pietro per le donne e Cucolo per gli uomini; infine la prova viene vinta da entrambi in seguito a uno spareggio. Nel frattempo Ilona raggiunge Marco Senise e Lory Del Santo su Playa Sgamada. Su Playa Palapa ciascun naufrago è chiamato a scrivere su una lavagnetta il prescelto che deve sfidarsi nella prova leader, escludendo Cucolo, Licia e Clemente. I prescelti di ciascun naufrago sono Blind e Laura Maddaloni, in seguito quest'ultima deve aggiungere un terzo aspirante leader e sceglie Roger Balduino. La prova viene vinta da Laura, però in seguito ai controlli della produzione, è stata riscontrata una scorrettezza di Laura durante il gioco, la quale si sarebbe spinta in avanti utilizzando le ginocchia e le mani e a vincere la prova è il secondo classificato, Roger, il quale diventa leader e immune dalle nomination. I nominati della puntata sono Guendalina (nominata dal gruppo) ed Edoardo (nominato dal leader, Roger).

### Dodicesima puntata
Su Playa Palapa Guendalina Tavassi e Laura Maddaloni sono chiamate a sfidarsi nella prova dell’orologio hondureño, la quale viene vinta da quest'ultima in soli 8 secondi. Beatriz Marino, l'ex fidanzata di Roger Balduino, si trova sull'isola ma i naufraghi non lo sanno. Viene chiuso il televoto e a salvarsi sono Edoardo, Guendalina e Marco Cucolo, mentre Licia Nunez è l'eliminata, che prima di andarsene nomina Alessandro Iannoni tramite il bacio di Giuda. Pertanto Licia viene accompagnata su Playa Sgamada, il luogo in cui vengono portati i naufraghi eliminati, dove nel frattempo viene aperto il televoto tra Ilona Staller, Lory Del Santo e Marco Senise. Su Playa Palapa si svolge la prova ricompensa, alla quale non prendono parte Carmen Di Pietro ed Edoardo Tavassi, al termine della quale i naufraghi riescono a guadagnarsi solamente quattro bistecche. In Palapa Carmen è chiamata a completare alcuni proverbi e dopo aver superato la prova si aggiudica il caffè e delle brioche. Su Playa Sgamada viene chiuso il televoto: ad essere eliminato è Marco Senise. Su Playa Palapa si svolge la prova per stabilire gli aspiranti leader, la quale viene vinta da Edoardo per gli uomini e da Guendalina per le donne. Successivamente si svolge la prova leader e a vincere è proprio quest'ultima, che diventa immune dalle nomination. Alessandro ed Edoardo sono chiamati in postazione nomination dove vengono messi conoscenza sull'arrivo di una nuova naufraga, Fabrizia Santarelli. Nel frattempo Licia sbarca su Playa Sgamada. I nominati della puntata sono Carmen ed Estefanía Bernal (entrambe nominate dal gruppo) e Blind (nominato dalla leader, Guendalina).

### Tredicesima puntata
Viene chiuso il televoto: a lasciare la Palapa è Estefanía Bernal, che, tramite il bacio di Giuda, nomina Nicolas Vaporidis. Estefanía dopo l'eliminazione viene accompagnata su Playa Sgamada, dove vengono portati i naufraghi eliminati. Su Playa Sgamada si parla della sorpresa che nei giorni scorsi Marco Cucolo ha fatto a Lory Del Santo, in quanto l'ha raggiunta sull'isola per soli dieci minuti. Su Playa Palapa si consuma la sfida alla pelota hondureña tra le due fazioni e i perdenti dovranno mandare un proprio compagno direttamente in nomination. Infine, a vicere la prova sono Blind, Clemente Russo, Laura Maddaloni, Cucolo e Roger Balduino, mentre Alessandro Iannoni, Carmen Di Pietro, Edoardo Tavassi, Guendalina Tavassi e Nick Luciani e Nicolas perdono la prova e in seguito a una catena di salvataggi, cominciata dalla leader in carica Guendalina, quest'ultimo rimane escluso, diventando il primo nominato della puntata. Su Playa Sgamada viene aperto un televoto flash tra Ilona Staller, Lory Del Santo e Licia Nunez, per stabilire chi tra loro rientrerà in gioco sull’isola principale, chi perde tornerà in Italia e l'altra resterà su Playa Sgamada. Nel frattempo Beatriz Marino, l'ex fidanzata di Roger, raggiunge Estefanìa, per poi andare su Playa Rinovada da Roger in qualità di ospite. Su Playa Sgamada viene chiuso il televoto flash e a rientrare in gioco è Lory. Su Playa Rinovada si svolge la prova leader, che a sorte vengono esclusi Blind e Roger, e Nicolas in quanto primo nominato della puntata; infine, la prova viene vinta da Carmen e Nick. I due aspiranti leader si sfidano nella prova de L'uomo vitruviano, dove a vincere è Carmen che diventa leader e immune dalle nomination. Su Playa Sgamada con il verdetto definitivo: Ilona viene eliminata definitivamente, mentre Licia rimane sull'isola, sulla quale viene raggiunta da Estefanía. In Palapa Alessandro ed Edoardo vengono puniti per aver rivelato agli altri naufraghi dell'arrivo di due nuove concorrenti. I nominati della puntata sono Nicolas (mandato direttamente in nomination, in quanto escluso da una catena di salvataggi), Nick (nominato dal gruppo) e Clemente (nominato dalla leader, Carmen).

### Quattordicesima puntata
Tutti i naufraghi raggiungono la Palapa, tranne Alessandro Iannoni ed Edoardo Tavassi, che rimangono in spiaggia dopo aver vissuto legati per alcuni giorni viene mostrata una clip di presentazione delle tre nuove naufraghe in arrivo. Successivamente le tre nuove naufraghe: Fabrizia Santarelli, Maria Laura De Vitis e Mercédesz Henger approdano su Playa Palapa. Alessandro ed Edoardo sono chiamati alla prova del serpente hondureño; la quale dovranno ottenere i tre sacchi con il kit di sopravvivenza delle nuove arrivate. Infine, la prova non viene superata e i sacchi vengono seppelliti sulla spiaggia. Su Playa Sgamada Estefanía Bernal è chiamata a raggiungere Playa Palapa per un confronto con Roger Balduino e con Beatriz Marino. Nel frattempo le tre nuove naufraghe raggiungono la Palapa. Viene chiuso il televoto: a lasciare la Palapa è Clemente Russo, che, tramite il bacio di Giuda, nomina Nicolas Vaporidis. Clemente dopo l'eliminazione viene accompagnato su Playa Sgamada, dove vengono portati i naufraghi eliminati. Intanto, alla Tana dei Serpenti Edoardo e Guendalina Tavassi sono chiamati ad una prova di sacrificio: Guendalina deve farsi tagliare i capelli da suo fratello Edoardo, in modo da vedere il videomessaggio del suo fidanzato Federico Perna. Infine, Guendalina accetta di farsi tagliare i capelli per poi vedere il videomessaggio di Federico e subito dopo viene raggiunto da quest'ultimo da un elicottero, il quale si lancia in modo da raggiungere la spiaggia. Su Playa Palapa si svolge la prova ricompensa la quale viene vinta dalla fazione rossa composta da: Alessandro, Carmen Di Pietro, Edoardo, Guendalina e Nick Luciani. e Nicolas. Intanto, Estefanía raggiunge Playa Palapa per confrontarsi con Roger e Beatriz e subito dopo lei ritorna su Playa Sgamada, mentre Beatriz ritorna in Italia. Ciascun naufrago deve scrivere su una lavagnetta il nome del preferito che deve sfidarsi per la prova leader; infine, i prescelti sono Alessandro, Laura Maddaloni, Roger e a pari merito Carmen, Guendalina e Nick e subito dopo i più votati scelgono proprio quest'ultimo. Subito dopo viene svolta la prova leader, la quale viene vinta da Roger, diventando leader e immune dalle nomination. Intanto, Federico entra in Palapa per un ultimo saluto a Guendalina per poi lasciare l'isola. I nominati della puntata sono Laura (nominata dal gruppo) e Lory Del Santo (nominata dal leader, Roger).

### Quindicesima puntata
Blind è assente, in quanto si trova in infermeria a causa di un'eruzione cutanea. Viene chiuso il televoto: a lasciare la Palapa è Laura Maddaloni, che, tramite il bacio di Giuda, nomina Roger Balduino. Laura dopo l'eliminazione viene accompagnata su Playa Sgamada, dove vengono portati i naufraghi eliminati. Su Playa Palapa si svolge la prova leader per gli uomini, la quale viene vinta da Roger che diventa leader e immune dalle nomination, per mandare Edoardo Tavassi dritto in nomination. In Palapa quest'ultimo e Mercédesz Henger partecipano al Cocco Quiz. Infine, Mercedesz dopo aver scoperto i titoli dei film imitati da Edoardo, entrambi ottengono come ricompensa una torta. Su Playa Palapa si svolge la prova ricompensa, la quale viene vinta da Roger, che decide di condividere la birra e le patatine con Lory Del Santo, Marco Cucolo e Nicolas Vaporidis. Nel frattempo Laura raggiunge i naufraghi eliminati su Playa Sgamada. Alessandro Iannoni e Carmen Di Pietro si sfidano nella prova dell'uomo vitruviano: se vince lei potrà cenare con il figlio Alessandro, se vince quest'ultimo potrà invitare a cena un altro naufrago. Infine, la prova viene vinta proprio da Alessandro. I naufraghi decidono chi tenere in gioco tra le tre arrivate: Fabrizia Santarelli, Maria Laura De Vitis e Mercedesz; e la maggioranza ricade proprio su quest'ultima, mentre per Fabrizia e Maria Laura viene aperto un televoto flash per stabilire chi tra loro due dovrà rimanere in gioco, mentre la meno votata andrà su Playa Sgamada. Successivamente viene chiuso il televoto e a salvarsi è Maria Laura, mentre Fabrizia viene eliminata, la quale viene accompagnata su Playa Sgamada, ma prima di lasciare Playa Palapa dovrà compiere l'ultimo gesto: il bacio di Giuda, durante la quale nomina proprio Maria Laura. Su Playa Palapa si svolge la prova leader per le donne, la quale viene vinta da Guendalina Tavassi che diventa leader e immune dalle nomination, per poi mandare Maria Laura dritta in nomination. Alessandro dopo aver vinto la prova contro Carmen, sceglie di cenare con Maria Laura. I nominati della puntata sono Edoardo (nominato dal leader, Roger), Maria Laura (nominata dalla leader, Guendalina), Lory Del Santo (nominata dal gruppo) e Marco Cucolo (nominato dai leader, Guendalina e Roger).

### Sedicesima puntata
L'inviato Alvin comunica che la naufraga Guendalina Tavassi è assente, in quanto si trova dal medico per degli accertamenti. Viene chiuso il televoto, in cui i primi due a salvarsi sono Maria Laura De Vitis ed Edoardo Tavassi, mentre Lory Del Santo e Marco Cucolo rimangono in attesa del loro destino. Alla Tana dei Serpenti Carmen apre quattro cloche dove trova: sapone, sali da bagno con acqua dolce, un piatto di spaghetti per ogni giorno fino alla prossima puntata e una chiave di accesso a un monolocale riservato ad Alessandro Iannoni e a Maria Laura. Carmen deve accettare la convivenza nel monolocale del figlio e di Maria Laura per poter ricevere il contenuto delle cloche. La naufraga accetta l'offerta e inizia a gustarsi il primo piatto di spaghetti. In Palapa il verdetto definitivo stabilisce che a lasciare la Palapa è Cucolo, il quale, tramite il bacio di Giuda, nomina Roger Balduino. Pertanto Lory è salva. Dopo l'eliminazione Cucolo viene accompagnato su Playa Sgamada, dove vengono portati i naufraghi eliminati. Su Playa Palapa si svolge la prova leader per le donne, e vi prendono parte solo Maria Laura e Mercédesz Henger. A diventare leader è Maria Laura, che di conseguenza vince l'immunità dalle nomination, per poi mandare Lory dritta al televoto che sarà aperto a fine puntata. I naufraghi di Playa Sgamada: Clemente Russo, Estefanía Bernal, Fabrizia Santarelli, Laura Maddaloni e Licia Nunez, rinominati tatanka, raggiungono gli altri naufraghi su Playa Palapa per svolgere la prova ricompensa. A sfidarsi sono le naufraghe di Playa Rinovada: Carmen, Maria Laura e Mercedesz contro le naufraghe di Playa Sgamada: Fabrizia, Laura e Licia, la quale viene vinta proprio da queste ultime. Ma al termine della prova Roger rilancia la sfida e vuole vedersela contro Clemente. Alla fine della prova quest'ultimo vince due casse piene di frutta, verdura e uova, mentre Roger si infortuna al piede e chiede l'intervento del dottore. Su Playa Sgamada, dopo che i naufraghi sono appena tornati da Playa Rinovada, viene aperto un televoto flash per stabilire chi tra loro verrà eliminato definitivamente. Su Playa Palapa si svolge la prova leader per gli uomini, e a prendervi parte sono solo Alessandro, Edoardo e Nick Luciani. La prova viene vinta da Alessandro, che diventa leader e immune dalle nomination, per poi mandare Nick dritto al televoto. Su Playa Sgamada viene chiuso il televoto flash e ad abbandonare definitivamente l'isola è Laura, mentre Estefanía, Fabrizia e Licia sono salve insieme a Clemente. L'inviato Alvin comunica che la radiografia di Roger non ha evidenziato una rottura ma una distorsione al piede, e che quindi la sua permanenza sull'isola è in dubbio. Nel frattempo Cucolo raggiunge i naufraghi eliminati su Playa Sgamada. I nominati della puntata sono Lory (nominata dalla leader, Maria Laura), Nick (nominato dal leader, Alessandro), Nicolas Vaporidis (nominato dal gruppo) e Blind (nominato dai leader, Alessandro e Maria Laura).

### Diciassettesima puntata
L'inviato Alvin comunica che il naufrago Roger Balduino è assente, in quanto si trova dal medico per degli accertamenti. Vengono presentati due nuovi naufraghi: Gennaro Auletto e Luca Daffrè, che si trovano su una barca pronti per sbarcare su Playa Palapa. Viene chiuso il televoto, in cui i primi due a salvarsi sono Nicolas Vaporidis e Nick Luciani. Subito dopo, con il verdetto definitivo: a lasciare la Palapa è Blind, che, tramite il bacio di Giuda, nomina Mercédesz Henger, mentre Lory Del Santo è salva. In mare si svolge la prova ricompensa, in cui partecipano anche i due nuovi arrivati. La prova non viene superata e quindi nessuno dei naufraghi ottiene le coperte per dormire come ricompensa. Successivamente vengono presentati altri due nuovi naufraghi: Marco Maccarini e Pamela Petrarolo. Maccarini si trova sull'elicottero pronto a tuffarsi, mentre Pamela si trova su una barca in quanto non sa nuotare. Poco dopo entrambi sbarcano su Playa Palapa. Su Playa Sgamada viene aperto un televoto flash per stabilire chi tra i naufraghi rimasti dovrà rientrare in gioco e chi verrà eliminato definitivamente, mentre due si sfideranno in un duello per decidere chi tra loro dovrà andare su una nuova isola in cui vengono portati i naufraghi eliminati. In Palapa i naufraghi sono chiamati a scrivere su una lavagnetta il nome del naufrago che vorrebbero come leader. In seguito ad una parità di voti i leader precedenti, Alessandro Iannoni e Maria Laura De Vitis, sono chiamati a scegliere chi dovrà affrontare la prova leader. I due scelgono sé stessi, ed entrambi si sfidano nella prova del girarrosto che al termine della prova dopo essere rimasti al lungo sul girarrosto, entrambi vengono riconfermati leader e immuni dalle nomination. Gli sgamadi raggiungono Playa Palapa, dove viene chiuso il televoto flash, dove il più votato che può rientrare in gioco è Marco Cucolo, mentre Clemente Russo risulta essere il meno votato, e quindi viene eliminato definitivamente, mentre tra Estefanía Bernal, Fabrizia Santarelli e Licia Nunez soltanto una di loro rientrerà in gioco, mentre le altre andranno sulla nuova isola, Playa Sgamadissima, insieme all'eliminato Blind. Dato che Licia è stata indicata dai leader (Alessandro e Maria Laura), è proprio lei a dover decidere chi sfidare tra Estefanía e Fabrizia per rientrare in gioco. La naufraga decide di giocarsela con Estefanía, ma siccome la sfida è quella del girarrosto, a sfidarsi saranno Estefanía e Fabrizia perché Licia ha un problema di salute che le impedisce di giocare. Il duello viene vinto da Estefanía, mentre Fabrizia viene portata insieme a Licia su Playa Sgamadissima in cui si trova Blind. I nominati della puntata sono Mercedesz (nominata dal gruppo) e Nicolas (nominato dai leader, Alessandro e Maria Laura).

### Diciottesima puntata
L'inviato Alvin comunica che il naufrago Nick Luciani è assente, in quanto si trova dal medico per degli accertamenti. Su Playa Palapa viene chiesto ai naufraghi di schierarsi con o contro Guendalina Tavassi; Gennaro Auletto, Estefanía Bernal, Lory Del Santo e Marco Cucolo sono contro di lei, mentre Alessandro Iannoni, Carmen Di Pietro, Edoardo Tavassi, Luca Daffrè, Maria Laura De Vitis, Marco Maccarini, Mercédesz Henger, Roger Balduino, Nicolas Vaporidis e Pamela Petrarolo sono schierati dalla sua parte. Successivamente i due gruppi si sfidano nella prova del girarrosto per assicurarsi la dispensa di cibo in palio; per il gruppo a sfavore di Guendalina gioca Gennaro, mentre per il gruppo a favore gioca Alessandro. Infine, la prova viene vinta da Gennaro, il quale ottiene una cassa piena di frutta e verdura. Su Playa Palapa si svolge la prova ricompensa, che mette in palio delle coperte e ad estrazione vengono formate due squadre. Infine, la prova viene vinta dalla squadra rossa composta da Alessandro Iannoni, Marco Cucolo, Luca Daffrè e Maria Laura De Vitis, che ottengono come ricompensa delle coperte. Blind raggiunge una nuova spiaggia, dove trova una pergamena e subito dopo averla letta viene raggiunto dalla fidanzata Greta Tigani; subito dopo i due vengono accompagnati su Playa Sgamadissima. Viene chiuso il televoto: a lasciare la Palapa è Mercedesz, che, tramite il bacio di Giuda, nomina Nicolas. Mercedesz dopo l'eliminazione viene accompagnata su Playa Sgamadissima, dove vengono portati i naufraghi eliminati. In Palapa si svolge la prova del Cocco Quiz, Carmen e Maria Laura sono chiamate a rispondere a delle domande di cultura generale. Entrambe rispondono correttamente a due domande e vincono due churros con cioccolata spalmabile per ciascuna. Intanto, su Playa Sgamadissima Blind viene invitato a salutare la fidanzata Greta, la quale abbandona l'isola. Su Playa Palapa si svolge la prova leader, che viene vinta da Carmen la quale diventa leader e immune dalle nomination. I quattro nuovi arrivati: Gennaro, Maccarini, Luca e Pamela partecipano alla prova immunità per stabilire chi tra loro dovrà andare dritto in nomination. La prova viene vinta da Pamela, che diventa immune dalle nomination e di conseguenza decide di mandare Luca dritto in nomination. I nominati della puntata sono Luca (nominato da Pamela, in seguito alla prova di immunità), Estefanía e Roger (entrambi nominati dal gruppo) e Gennaro (nominato dalla leader, Carmen).

### Diciannovesima puntata
L'inviato Alvin comunica che i naufraghi Nick Luciani e Marco Cucolo sono assenti, in quanto si trovano dal medico per degli accertamenti. Su Playa Palapa prima della prova immunita, Carmen Di Pietro, in quanto leader uscente, è chiamata ad un'importante decisione: comporre due squadre formate da quattro naufraghi veterani e due tra gli ultimi arrivati. Carmen sceglie Nicolas Vaporidis, Roger Balduino, Alessandro Iannoni, Edoardo Tavassi, Maria Laura De Vitis e Gennaro Auletto, mentre Luca Daffrè, Lory Del Santo, Pamela Petrarolo, Marco Maccarini, Estefanía Bernal e Guendalina Tavassi formano di conseguenza l'altra squadra. Successivamente si svolge la prova immunità in apnea all'interno di una vasca. L'inviato Alvin spiega che per ragioni mediche Lory, Nicolas e Guendalina non possono partecipare. Ad immergersi per le due squadre sono Roger e Maccarini e a vincere è proprio quest'ultimo, in quanto Roger è uscito per primo dall'acqua. Siccome ha vinto la prova immunità, Maccarini ottiene l'immunità per sé stesso e per tutta la sua squadra. In Playa Palapa i naufraghi devono decidere in merito alla permanenza sull’isola, solamente per i vecchi naufraghi, in seguito all'allungamento di qualche settimana del programma. I concorrenti, ciascuno su un cartoncino, hanno già scritto le proprie scelte; Alessandro a causa di impegni universitari rinuncia al programma. Viene chiuso il televoto: i primi salvi sono Luca e Roger, mentre Estefanía e Gennaro restano in attesa del proprio destino. Alla fine il verdetto definitivo dichiara l'eliminazione di Gennaro, il quale tramite il bacio di Giuda, nomina Carmen. In spiaggia si svolge la prova ricompensa, con in palio degli hamburger. L'esito della sfida stabilisce che gli unici a poter mangiare sono Carmen, Lory ed Edoardo. Su Playa Sgamadissima i veterani Blind e Licia Nunez dovranno comunicare la loro decisione riguardo alla permanenza in Honduras. In postazione nomination, Guendalina decide di ritirarsi dal gioco a causa di problemi famigliari. Pamela, Luca, Estefanía e Maccarini si sfidano per la prova leader, la quale viene vinta da Luca, che diventa leader e immune dalle nomination per la puntata odierna e per quella successiva. In Palapa Carmen ed Edoardo sono chiamati a rispondere correttamente cercando di far indovinare al partner il personaggio famoso in questione. I due superano la prova e si gustano la torta di compleanno di Carmen. Intanto, su Playa Sgamadissima Blind e Licia decidono di ritirarsi dal gioco. I nominati della puntata sono Maria Laura (nominata dal gruppo) e Roger (nominato dal leader, Luca).

### Ventesima puntata
Su Playa Palapa Edoardo Tavassi è chiamato a farsi tagliare i capelli a zero da Carmen Di Pietro, in cambio delle pietanze per tutti i naufraghi preparate da uno chef. Lui accetta la sfida, e di conseguenza mangia le pietanze insieme a tutti i naufraghi. Viene chiuso il televoto: a lasciare la Palapa è Roger Balduino, che, tramite il bacio di Giuda, nomina Estefanía Bernal. Roger dopo l'eliminazione viene accompagnato su Playa Sgamadissima, dove vengono portati i naufraghi eliminati. In mare si svolge una prova in cui giocano le donne e a sorte vengono formate due coppie: Pamela-Carmen ed Estefanía-Maria Laura. Lory Del Santo, in quanto infortunata, non può partecipare e quindi deve scommettere su una delle quattro donne e punta su Estefanía. La prova termina con la vittoria di Maria Laura, che decide di mandare Estefanía direttamente al televoto. Per via della sua scommessa, ci finisce anche Lory. Nel frattempo Estefanía deve scegliere se guadagnare l'immunità oppure rinunciarci per incontrare la sua amica Cloè D'Arcangelo. La naufraga rinuncia all'immunità per abbracciare la sua amica. Il pubblico, tramite i sondaggi social, ha espresso la preferenza su tre naufraghi per la prova del bacio in apnea: i prescelti sono Carmen, Maria Laura ed Edoardo. Ciascuno di loro deve scegliere un compagno da baciare: Carmen sceglie Nicolas, Maria Laura sceglie Luca Daffrè, mentre Edoardo sceglie Estefanía. A vincere la prova sono Maria Laura e Luca, che decidono di condividere la ricompensa con Lory e Marco Cucolo. Gli sgamadissimi: Gennaro Auletto, Fabrizia Santarelli e Mercédesz Henger vengono accompagnati su Playa Palapa, dove la maggior parte dei naufraghi si schiera dalla parte di Mercedesz. Pertanto viene aperto un televoto flash tra Fabrizia e Gennaro per stabilire chi dovrà rientrare in gioco e chi verrà eliminato definitivamente. Ora tocca agli uomini: Edoardo, Cucolo, Marco Maccarini, Luca, Nicolas Vaporidis affrontano una prova, il cui vincitore deve scegliere chi mandare direttamente in nomination; durante la prova Nick Luciani scommette su Nicolas. La prova viene vinta proprio da quest'ultimo, che sceglie di mandare Maccarini direttamente al televoto. Viene chiuso il televoto flash: Fabrizia viene eliminata definitivamente, mentre Gennaro è salvo e rimane su Playa Rinovada. I nominati della puntata sono Maria Laura (nominata dal gruppo), Lory ed Estefanía (entrambe nominate da Maria Laura, dopo aver perso una prova), Maccarini (nominato da Nicolas, dopo aver perso una prova) e Nick (nominato dal leader, Luca).

### Ventunesima puntata
Viene chiuso il televoto: a salvarsi sono Maria Laura De Vitis, Nick Luciani ed Estefanía Bernal, mentre Lory Del Santo e Marco Maccarini restano in attesa del proprio destino. Con il verdetto definitivo: ad essere eliminato è proprio Maccarini, che, tramite il bacio di Giuda, nomina Estefanía. Maccarini dopo l'eliminazione viene accompagnato su Playa Sgamadissima, dove vengono portati i naufraghi eliminati. I naufraghi vengono divisi tra veterani e ultimi arrivati. Ciascun naufrago veterano a sorte pesca un bastoncino e danno inizio a una catena di salvataggio, in cui Marco Cucolo rimane escluso. I nuovi naufraghi si sfidano nella prova del serpente hondureño e ad andare al televoto con Cucolo saranno gli ultimi due arrivati; e a causa di una scorrettezza nel gioco, Maria Laura e Pamela Petrarolo vanno al televoto flash insieme a Cucolo. Su Playa Palapa si svolge la prova ricompensa, in cui i naufraghi sono chiamati a baciarsi in apnea. Al termine della prova i vincitori Nicolas Vaporidis ed Estefanía, che dopo aver totalizzato il tempo di 1:02 minuti, si sono guadagnati come ricompensa un bagno con acqua dolce, sapone e balsamo. In Palapa Carmen Di Pietro deve cercare di indovinare le imitazioni di Edoardo Tavassi. Dopo aver superato la prova, entrambi ottengono come ricompensa due tavolette di cioccolata. Viene chiuso il televoto flash: a lasciare la Palapa è Pamela, che, tramite il bacio di Giuda, nomina Cucolo. Pamela dopo l'eliminazione viene accompagnata su Playa Sgamadissima, dove vengono portati i naufraghi eliminati. La conduttrice si collega con due special guest in Honduras, soprannominate le piratesse: sono Soleil Sorge e Vera Gemma. Nel frattempo Maccarini e Pamela raggiungono Roger Balduino su Playa Sgamadissima, dove viene aperto un televoto flash per stabilire chi dovrà essere eliminato definitivamente, mentre gli altri due rimangono sull'isola in cui si trovano. Su Playa Palapa ogni naufrago è chiamato a scrivere su una lavagnetta il nome del prescelto che diventi leader; a maggioranza, vengono scelti Nicolas e a pari merito Gennaro, Maria Laura e Luca. Quest'ultimo (in quanto leader uscente), schiera se stesso contro Nicolas. Su Playa Sgamadissima viene chiuso il televoto flash: ad essere eliminato è Maccarini, mentre Pamela e Roger sono salvi. Sull'isola principale si svolge la prova leader tra Luca e Nicolas, in cui a vincere è Luca, il quale diventa leader e immune dalle nomination. I nominati della puntata sono Estefanía (nominata dal gruppo) e Lory (nominata dal leader, Luca).

### Ventiduesima puntata
Un elicottero sorvola le acque dell’Honduras, con a bordo Le Piratesse: Soleil Sorge e Vera Gemma, le quali sono pronte a tuffarsi fino a raggiungere i naufraghi sulla spiaggia.Viene chiuso il televoto: a lasciare la Palapa è Lory Del Santo, che, tramite il bacio di Giuda, nomina Luca Daffrè. Lory dopo l'eliminazione viene accompagnata su Playa Sgamadissima, dove vengono portati i naufraghi eliminati. Su Playa Palapa le due piratesse sono chiamate a formare due squadre: Soleil sceglie Nicolas Vaporidis, Edoardo Tavassi, Maria Laura De Vitis, Estefanía Bernal e Carmen Di Pietro, mentre Vera sceglie Nick Luciani, Luca Daffrè, Mercédesz Henger, Gennaro Auletto e Marco Cucolo. Le due squadre sono chiamate a scegliere chi deve affrontare la prova dell'uomo vitruviano. Per il team di Soleil partecipa lei stessa, mentre per il team di Vera partecipa Luca; e infine, termina con la vittoria di Soleil che si aggiudica come ricompensa una pagnotta e un salame, mentre il team di Vera deve mandare un proprio naufrago in nomination. Scatta così una catena di salvataggio, in cui viene escluso Gennaro che finisce direttamente in nomination. Su Playa Palapa le due squadre capitanate da Soleil e Vera, affrontano la prova ricompensa, la quale è stata vinta dalla squadra di Soleil composta da: Nicolas, Edoardo, Maria Laura, Estefanía e Carmen, dopo che hanno formato la frase Sull'isola tutto può cambiare. Sulla spiaggia i due team Si affrontano una prova per stabilire chi dovrà andare dritto in nomination insieme a Gennaro. A partecipare alla prova sono Gennaro e Vera per il team di quest'ultima contro Edoardo e Maria Laura per il team di Soleil; la prova termina con la vittoria del team di Vera, che vincono come ricompensa il formaggio e il caffè, mentre il team di Soleil inizia una catena di salvataggio, in cui Maria Laura rimane esclusa andando dritta in nomination insieme a Gennaro. Prima della prova leader, Soleil e Vera sono chiamate a scegliere due naufraghi per ciascuna che devono prendere parte alla prova leader. Soleil sceglie Estefanía e Nicolas, mentre Vera sceglie Luca e Mercedesz. I quattro naufraghi scelti dalle piratesse affrontano la prova leader, in cui a vincere è Luca, che si conferma leader e immune dalle nomination. Su Playa Sgamadissima Pamela Petrarolo viene raggiunta da Lory e subito dopo viene aperto un televoto flash per stabilire chi tra loro due verrà eliminata. Successivamente viene chiuso il televoto flash e ad abbandonare l'isola è Lory, mentre Pamela rimane su Playa Sgamadissima. I nominati della puntata sono Gennaro e Maria Laura (entrambi nominati dopo essere stati esclusi in una catena di salvataggio), Nick (nominato dal gruppo) e Estefanía (nominata dal leader, Luca).

### Ventitreesima puntata
Viene chiuso il televoto: a salvarsi sono Maria Laura De Vitis, Nick Luciani ed Estefanía Bernal, mentre Gennaro Auletto viene eliminato e, tramite il bacio di Giuda, nomina Mercédesz Henger. Gennaro dopo l'eliminazione viene accompagnato su Playa Sgamadissima, dove vengono portati i naufraghi eliminati. Le donne sono chiamate a scrivere su una lavagnetta il nome della naufraga che non merita la finale, in quanto a partecipare alla prova saranno in tre. Dopo le scelte, Estefanía e Mercedesz hanno ottenuto due punti a testa ed entrambe a sorte dovranno pescare un cocco. Dopo aver pescato il cocco con la stella nera, Estefanía viene esclusa dalla prova, mentre Mercedesz partecipa alla prova insieme a Carmen e Maria Laura. La sfida termina con la vittoria di Mercedesz, che diventa la prima aspirante finalista e dovrò vedersela al televoto flash con altri due naufraghi delle prove successive. Carmen è chiamata a riconoscere le mani di Luca Daffrè tramite dei massaggi e a farglieli saranno Nicolas Vaporidis, Luca ed Edoardo Tavassi. Al termine della prova Carmen riconosce Luca, ed entrambi si gustano come ricompensa i mikado. Edoardo, Luca e Nicolas si sfidano nella prova del filo d'Arianna per stabilire il secondo aspirante finalista. La conduttrice si collega con Marco Cucolo, che si è ritirato per motivi di salute e che si trova ancora in Honduras. In Palapa i naufraghi, tramite una catena di salvataggi, sono chiamati a fare il nome del naufrago o della naufraga che non merita la finale. Dopo la catena di salvataggi, Carmen diventa la terza aspirante finalista dopo essere stata esclusa e in seguito viene aperto un televoto flash tra lei, Mercedesz e Nicolas per stabilire il primo finalista dell'edizione. Successivamente viene chiuso il televoto flash, in cui Nicolas è il primo finalista dell'edizione. In postazione nomination Nick viene raggiunto dalla moglie Vanessa Perna e subito dopo aver salutato il marito se ne va. Su Playa Sgamadissima viene aperto un televoto flash per stabilire l'eliminato tra Gennaro e Pamela Petrarolo. Su Playa Palapa si svolge la prova leader, in cui a vincere è Carmen che diventa leader e immune dalle nomination. Su Playa Sgamadissima viene chiuso il televoto flash, in Gennaro viene eliminato definitivamente, mentre Pamela rimane sull'isola in cui si trova. I nominati della puntata sono Nick (nominato dal gruppo) e Mercedesz (nominata dalla leader, Carmen).

### Ventiquattresima puntata -Semifinale
Viene mostrato il filmato celebrativo delle 100 puntate del programma trasmesse su Canale 5. In Palapa il concorrente Edoardo Tavassi a causa di un infortunio a un ginocchio è stato costretto ad abbandonare il programma. Viene chiuso il televoto: a lasciare la Palapa è Nick Luciani, che, tramite il bacio di Giuda, nomina Estefanía. Nick dopo l'eliminazione viene accompagnato su Playa Sgamadissima, dove vengono portati i naufraghi eliminati. Su Playa Palapa i naufraghi, tranne Mercedesz (in quanto infortunata a una mano) e Nicolas Vaporidis (in quanto già finalista), partecipano alla prova per stabilire il secondo finalista. Al termine della prova Maria Laura De Vitis supera la prova, ma a causa di imperfezioni nella partenza la vittoria va a Luca Daffrè che viene decretato secondo finalista. Quest'ultimo è chiamato a fare una decisione: deve mandare al televoto flash una delle naufraghe che ha sfidato nella prova; e indica Estefanía Bernal. Maria Laura e Mercedesz affrontano la prova per stabilire la terza finalista, mentre Carmen Di Pietro non se la sente di partecipare e va dritta al televoto flash. La prova termina con la vittoria di Maria Laura, la quale viene proclamata terza finalista. Viene aperto un televoto flash tra Carmen, Estefanía e Mercedesz, in cui le due più votate saranno finaliste, mentre l'altra andrà su Playa Sgamadissima. Carmen e Maria Laura sono chiamate a partecipare a una prova sulle sedie girevoli. La prova termina con la vittoria di Carmen, che vince come ricompensa una colazione romantica con un suo compagno e sceglie Nicolas. Nel frattempo Nick approda su Playa Sgamadissima. Viene chiuso il televoto flash: la quarta finalista è Carmen, poi si procede con l'esito finale: la quinta finalista è Mercedesz, mentre Estefanía viene eliminata. Quest'ultima prima di lasciare la Palapa, tramite il bacio di Giuda, nomina Mercedesz e subito dopo viene accompagnata su Playa Sgamadissima. Su quest'ultima isola dopo che Estefanía è sbarcata, viene aperto un televoto flash in cui il più votato sarà il sesto finalista, mentre le altre due verranno eliminate. In Palapa Carmen è chiamata al Cocco Quiz; ad ogni risposta corretta dà ai suoi compagni una polpetta al sugo, preparate da sua madre Emma. Su Playa Sgamadissima viene chiuso il televoto flash: Estefanía viene eliminata definitivamente. Con l'esito finale del televoto Nick viente proclamato sesto finalista, mentre Pamela Petrarolo viene eliminata definitivamente. Carmen, Luca, Maria Laura e Nicolas, tranne Mercedesz in quanto infortunata, affrontano la prova leader. Al termine della prova Luca supera la prova diventando leader e immune dalle nomination, mentre Nick (appena rientrato da Playa Sgamadissima) deve superare il record di Luca affrontando la stessa prova, ma non ci riesce. In studio arriva Marco Cucolo che dopo essersi chiarito con Lory Del Santo, i due tornano insieme. Durante le nomination i naufraghi hanno la possibilità di specchiarsi allo specchio. In occasione dell'ultima settimana tutti i naufraghi vengono trasferiti su Cayo Paloma. I nominati della puntata sono Nick (nominato dal gruppo) e Mercedesz (nominata dal leader, Luca).

### Venticinquesima puntata -Finale
Viene chiuso il televoto in cui Nick Luciani è eliminato, il quale si è classificato al sesto posto, mentre Mercédesz Henger è ancora in gioco. Dopo l'eliminazione Nick si reca in zona nomination, in cui assiste al collegamento con Ivano Michetti, Silvano Michetti e Tiziano Leonardi (membri del gruppo musicale I Cugini di Campagna). Successivamente viene mostrato un filmato che ripercorre i migliori momenti passati sull'isola dai cinque superstiti finalisti: Carmen Di Pietro, Luca Daffrè, Maria Laura De Vitis, Mercédesz Henger e Nicolas Vaporidis. Nel frattempo che i naufraghi sono in spiaggia, la conduttrice si collega con la Palapa dove c'è Alessandro Iannoni in zona nomination, tornato sul l'isola per fare una sorpresa alla madre Carmen. I cinque finalisti sono chiamati ad una sfida tutti contro tutti nell'ultimo percorso ad ostacoli. La prova si conclude con la vittoria di Mercedesz, la quale deve indicare con un machete su un tronco chi mandare al televoto flash tra i naufraghi che hanno perso la prova. Lei indica Luca, che di conseguenza è chiamato a fare la stessa scelta con gli altri tre naufraghi che hanno perso la prova. Lui indica Maria Laura e subito dopo viene aperto un televoto flash tra quest'ultima e Luca. Quest'ultimo in zona nomination attraverso il monitor vede che suo padre si trova nella Palapa e corre subito da lui. In postazione nomination l'inviato Alvin ripercorre i suoi momenti trascorsi con la conduttrice. Alla Tana dei Serpenti Maria Laura riceve un regalo da parte di sua madre, non sapendo che lei la sta raggiungendo alle spalle. I naufraghi raggiungono Playa Palapa, in cui si trova un palco allestito per la finale e subito dopo viene chiuso il televoto flash tra Luca e Maria Laura. Viene chiuso il televoto in cui quest'ultima viene eliminata e di conseguenza si classifica al quinto posto, mentre Luca è salvo. In spiaggia si consuma una prova di equilibrio tra i quattro finalisti per stabilire chi dovrà andare al televoto flash. La prova si conclude con la vittoria di Carmen, la quale deve indicare con un machete su un tronco chi mandare al televoto flash tra i naufraghi che hanno perso la prova. Lei indica Luca, che di conseguenza è chiamato a fare la stessa scelta con gli altri due naufraghi che hanno perso la prova. Lui indica Mercedesz e subito dopo viene aperto un televoto flash tra quest'ultima e Luca. In postazione nomination Mercedesz assiste alla videochiamata da parte di sua madre, la quale le augura la vittoria. Viene chiuso il televoto in cui Mercedesz è eliminata e di conseguenza si è classificata al quarto posto, mentre Luca continua la sua corsa verso la vittoria finale. In spiaggia si svolge l'ultima prova tra i tre finalisti per stabilire i due perdenti della prova che andranno al televoto flash. La prova termina con la vittoria di Luca, mentre Carmen e Nicolas dovranno vedersela al televoto flash. Carmen raggiunge l'inviato Alvin in spiaggia per una prova/sorpresa: deve riconoscere il contenuto di tre cloche, dove in una di essa c'è suo figlio Alessandro e subito dopo il termine della prova i due si abbracciano. In Palapa Nicolas riceve come regalo una maglietta da parte di Edoardo e Guendalina Tavassi. In spiaggia prima della chiusura del televoto, Carmen e Nicolas rivivono i loro momenti migliori trascorsi sull'isola e non se la sentono di fare un appello al pubblico, in quanto l'una tifa per l'altro e viceversa. Viene chiuso il televoto in cui Carmen è eliminata e di conseguenza si è classificata al terzo posto, mentre Nicolas prosegue la corsa per la vittoria finale contro Luca. Successivamente viene aperto il televoto tra i due super finalisti per stabilire il vincitore dell'edizione. Nel frattempo l'inviato Alvin spegne la Palapa e ringrazia tutte le persone che lavorano per realizzare il programma e soprattutto la conduttrice, la quale ringrazia anche lei tutti. L'inviato Alvin accoglie sul palco allestito in mare i due naufraghi superstiti. Viene chiuso il televoto: a vincere è Nicolas con l'87% dei voti, mentre Luca con il 13% dei voti è secondo classificato. In studio tutti si fanno i complimenti in una pioggia di coriandoli, mentre il vincitore viene raggiunto da tutti i finalisti.

## Prove Leader
Nella tabella sono riassunte tutte le prove del Migliore (Leader) di questa edizione con i relativi risultati.
| Giorno | Descrizione della prova | Esito |
| ------ | --- | --- |
| 1      | Rimanere in equilibrio su due pedane in mare, che man mano si allontanano e i naufraghi in coppia dovranno cercare di restare attaccati e non cadere in acqua, andando a creare una sorta di ponte. | Vince la coppia formata da Jeremias & Gustavo Rodríguez, che conquistano l'immunità e il fuoco |
| 4      | Prova di equilibrio, senza far cadere il totem e il disco. | Vince la coppia formata da Estefanía Bernal & Nicolas Vaporidis e diventano immuni dalle nomination |
| 8      | Mantenere il più a lungo possibile le braccia in avanti tenendo un sacco. | Vince la coppia formata da Estefanía Bernal & Nicolas Vaporidis e diventano immuni dalle nomination |
| 11     | Tutti gli uomini di Playa Accoppiada devono rimanere aggrappati su una corda che man mano li sbilancia e dovranno resistere per più tempo possibile senza cadere nel fango. | Roger Balduino vince la prova, divenendo leader e immune dalle nomination insieme ad Ilona Staller |
| 15     | Un naufrago deve recuperare con i piedi cinque cubotti, senza mai staccare la mani da una panca, per costruire il più veloce possibile la parola isola. Dopo deve passarli al suo compagno di coppia sempre con i piedi. | Vince la coppia formata da Jeremias & Gustavo Rodríguez e diventano immuni dalle nomination |
| 18     | Rimanere aggrappati su una corda che man mano li sbilancia e dovranno resistere per più tempo possibile senza cadere nel fango. | Carmen Di Pietro vince la prova, diventando leader e immune dalle nomination insieme ad Alessandro Iannoni |
| 22     | Prova denominata: Prova del girarrosto. Resistere per più tempo possibile aggrappati a un attrezzo che ruota e cambia continuamente direzione. | Roger Balduino vince la prova, diventando leader insieme ad Estefanía Bernal e guadagnandosi l'immunità dalle nomination per sé stesso e per tutta la Tribù dei Tiburón, mentre Nicolas Vaporidis perde la prova |
| 25     | Rimanere in apnea per più tempo possibile in una vasca, tenendo il naso fuori dall’acqua, dove man mano sale il livello dell’acqua. | Nick Luciani vince la prova, diventando leader guadagnandosi l'immunità dalle nomination per sé stesso e per tutta la Tribù dei Cucaracha, mentre Blind perde la prova                                           |
| 29     | Rimanere appesi su una piattaforma in mare, fino a quando l'avversario cadrà in acqua. Partecipano alla prova Alessandro Iannoni, Licia Nunez ed Estefania Bernal per la Tribù dei Tiburón. | Licia Nunez vince la prova, diventando leader della Tribù dei Tiburón e di conseguenza immune dalle nomination                                                                                                   |
| 29     | Rimanere appesi su una piattaforma in mare, fino a quando l'avversario cadrà in acqua. Partecipano alla prova Guendalina Tavassi, Nicolas Vaporidis ed Edoardo Tavassi per la Tribù dei Cucaracha. | Nicolas Vaporidis vince la prova, diventando leader della Tribù dei Cucaracha e di conseguenza immune dalle nomination                                                                                           |
| 33     | Gettare una botte in acqua, trascinarla sulla sabbia e tuffarsi a recuperare un'altra botte, fino a tornare al punto di partenza e chi arriva primo vince la prova. Partecipano alla prova Alessandro Iannoni, Blind, Nicolas Vaporidis e Roger Balduino. | Blind vince la prova, diventando leader e immune dalle nomination |
| 36     | Prova denominata: Il Serpente hondureño. Strisciare con le mani e i piedi legati, trascinando avanti una palla utilizzando soltanto la testa. Partecipano alla prova Blind, Laura Maddaloni e Roger Balduino. | Roger Balduino vince la prova, diventando leader e immune dalle nomination |
| 40     | Rimanere per più tempo in apnea, rimanendo aggrappati ad una gabbia e chi non resiste in apnea perde la prova. Partecipano alla prova tutti gli uomini, Carmen Di Pietro Estefanía Bernal e Guendalina Tavassi per le donne. | Edoardo Tavassi per gli uomini e Guendalina Tavassi per le donne vincono la prova, diventando aspiranti leader                                                                                                   |
| 40     | Prova denominata: L'uomo vitruviano. La prova consiste nel rimanere appesi a delle pedane in mare che man mano si inclineranno verso l'acqua e vince chi rimane appeso al più a lungo possibile, mentre il perdente andrà dritto in nomination. Partecipano alla prova Edoardo Tavassi contro Guendalina Tavassi. | Guendalina Tavassi vince la prova, diventando leader e immune dalle nomination |
| 43     | Rimanere in punta di piedi e tenere il totem in equilibrio tra la loro testa e la trave senza utilizzare le mani e a vincere la prova saranno i due che resisteranno più a lungo. Partecipano alla prova Alessandro Iannoni, Carmen Di Pietro, Clemente Russo, Edoardo Tavassi, Guendalina Tavassi, Laura Maddaloni, Marco Cucolo e Nick Luciani, mentre Blind, Nicolas Vaporidis e Roger Balduino rimangono esclusi dalla prova.                                            | Carmen Di Pietro e Nick Luciani vincono la prova, diventando aspiranti leader |
| 43     | Prova denominata: L'uomo vitruviano. La prova consiste nel rimanere appesi a delle pedane in mare che man mano si inclineranno verso l'acqua e vince chi rimane appeso al più a lungo possibile, mentre il perdente andrà dritto in nomination. Partecipano alla prova Carmen Di Pietro contro Nick Luciani. | Carmen Di Pietro vince la prova, diventando leader e immune dalle nomination |
| 47     | Salire sopra una scala posizionata in mare e attraverso una fune collegata ad un secchiello riempire quest'ultimo in modo da versare l'acqua ricavata in uno dei due vasi comunicanti in mare, che permetterà (una volta riempito fino all'orlo) di far emergere dall'altro vaso un capperrucchio. Il primo che riesce a recuperarlo e a tornare sulla spiaggia per primo, vince. Partecipano alla prova Laura Maddaloni, Roger Balduino, Alessandro Iannoni e Nick Luciani. | Roger Balduino vince la prova, diventando leader e immune dalle nomination |
| 50     | Strisciare sulla sabbia sotto una rete, attraversare il mare fino ad una rete in cui bisogna passare in apnea, una volta usciti dalla rete nuotare fino ad una rete in cui bisogna salire per poi suonare una campana nel minor tempo possibile e infine mandare un uomo dritto in nomination. Partecipano alla prova Alessandro Iannoni, Edoardo Tavassi, Marco Cucolo, Nick Luciani, Nicolas Vaporidis e Roger Balduino per gli uomini.                                    | Roger Balduino vince la prova per gli uomini, diventando leader e immune dalle nomination, per poi mandare Edoardo Tavassi dritto in nomination                                                                  |
| 50     | Strisciare sulla sabbia sotto una rete, attraversare il mare fino ad una rete in cui bisogna passare in apnea, una volta usciti dalla rete nuotare fino ad una rete in cui bisogna salire per poi suonare una campana nel minor tempo possibile e infine mandare una donna dritta in nomination. Partecipano alla prova Carmen Di Pietro, Guendalina Tavassi, Maria Laura De Vitis e Mercédesz Henger per le donne.                                                          | Guendalina Tavassi vince la prova per le donne, diventando leader e immune dalle nomination, per poi mandare Maria Laura De Vitis dritta in nomination                                                           |
| 54     | Prova denominata: Il serpente hondureño. Strisciare sulla sabbia come un serpente, legati con mani e piedi, spostando in avanti con la sola testa un pallone fino al traguardo e infine mandare una donna dritta in nomination. Partecipano alla prova Maria Laura De Vitis e Mercédesz Henger. | Maria Laura De Vitis vince la prova per le donne, diventando leader e immune dalle nomination, per poi mandare Lory Del Santo dritta in nomination                                                               |
| 54     | Prova denominata: Il serpente hondureño. Strisciare sulla sabbia come un serpente, legati con mani e piedi, spostando in avanti con la sola testa un pallone fino al traguardo e infine mandare un uomo dritto in nomination. Partecipano alla prova Alessandro Iannoni, Edoardo Tavassi e Nick Luciani. | Alessandro Iannoni vince la prova per gli uomini, diventando leader e immune dalle nomination, per poi mandare Nick Luciani dritto in nomination                                                                 |
| 57     | Prova denominata: Prova del girarrosto. Resistere per più tempo possibile aggrappati a un attrezzo che ruota e cambia continuamente direzione. Partecipano alla prova Alessandro Iannoni e Maria Laura Da Vitis. | Alessandro Iannoni e Maria Laura Da Vitis vincono la prova, diventando entrambi leader e immuni dalle nomination, dopo che entrambi hanno resistito per sei minuti sul girarrosto                                |
| 61     | Rimanere appesi al più lungo possibile a dei pali in mare. Partecipano alla prova Alessandro Iannoni, Carmen Di Pietro, Estefanía Bernal, Marco Cucolo e Maria Laura De Vitis. | Carmen Di Pietro vince la prova, diventando leader e immune dalle nomination |
| 64     | Mantenere il più a lungo possibile le braccia in avanti, in tensione, tenendo tra le mani un sacco legato ad un pezzo di legno. Partecipano alla prova Pamela Petrarolo, Luca Daffrè, Estefanía Bernal e Marco Maccarini. | Luca Daffrè vince la prova, diventando leader e immune dalle nomination della puntata odierna e per quella successiva                                                                                            |
| 71     | Prova denominata: L'uomo vitruviano. La prova consiste nel rimanere appesi a delle pedane in mare che man mano si inclineranno verso l'acqua e vince chi rimane appeso al più a lungo possibile. Partecipano alla prova Luca Daffrè e Nicolas Vaporidis. | Luca Daffrè vince la prova, diventando leader e immune dalle nomination |
| 78     | Ogni naufrago deve creare una scala in mare, raggiungere la vetta per recuperare l'amuleto e tornare sulla sabbia. Partecipano alla prova Estefanía Bernal e Nicolas Vaporidis per il team di Soleil Sorge, mentre Luca Daffrè e Mercédesz Henger partecipano per il team di Vera Gemma. | Luca Daffrè vince la prova, diventando leader e immune dalle nomination |
| 85     | Impugnare con più forza possibile dei manubri attaccati collegati con una corda a un secchio pieno di fango. Chi farà cadere il secchio viene rovesciato dal fango e perde la prova, mentre chi resiste per più tempo vince la prova. Partecipano alla prova Carmen Di Pietro, Edoardo Tavassi, Luca Daffè, Mercédesz Henger e Nick Luciani. | Carmen Di Pietro vince la prova, diventando leader e immune dalle nomination |
| 92     | Rimanere appesi il più lungo possibile su una piattaforma in mare. Partecipano alla prova Carmen Di Pietro, Luca Daffrè, Maria Laura De Vitis, Nicolas Vaporidis e Nick Luciani appena rientrato da Playa Sgamadissima. | Luca Daffrè vince la prova, diventando leader e immune dalle nomination |

## Prove ricompensa
In questa tabella sono riassunte le prove ricompensa di questa edizione con i loro risultati:
| Giorno | Concorrenti | Descrizione della prova | Premi in palio | Esito | Esito |
| ------ | --- | --- | --- | --- | --- |
| 1      | Carmen Di Pietro & Alessandro Iannoni contro Lory Del Santo & Marco Cucolo | I naufraghi devono fare un percorso, uniti da una mano legata e una mela che devono tenere in bocca insieme e se staccano la bocca dalla mela dovranno ricominciare dall'inizio, vince la coppia che finisce per prima il percorso                                               | Effetti personali | Vince la coppia formata da Carmen Di Pietro & Alessandro Iannoni | Vince la coppia formata da Carmen Di Pietro & Alessandro Iannoni |
| 1      | Clemente Russo & Laura Maddaloni contro Jeremias & Gustavo Rodríguez | I naufraghi devono fare un percorso, uniti da una mano legata e una mela che devono tenere in bocca insieme e se staccano la bocca dalla mela dovranno ricominciare dall'inizio, vince la coppia che finisce per prima il percorso                                               | Effetti personali | Vince la coppia formata da Clemente Russo & Laura Maddaloni | Vince la coppia formata da Clemente Russo & Laura Maddaloni |
| 4      | Jovana Djordjevic e Roger Balduino | Bacio in apnea per almeno 30 secondi | Istruzioni e materiale per costruire una zattera | Prova non superata, in quanto il bacio è durato appena 14 secondi | Prova non superata, in quanto il bacio è durato appena 14 secondi |
| 4      | Tutti i naufraghi di Playa Accoppiada | Prova ad ostacoli tenendo una tarima in mano e lanciando sacchi | Farina e frutta | Prova superata | Prova superata |
| 8      | Estefanía Bernal & Nicolas Vaporidis, Jeremias & Gustavo Rodríguez e Clemente Russo & Laura Maddaloni | Stare legati con degli elastici, i naufraghi devono recuperare i serpenti/pali che corrispondono ognuno ad un premio | Sale, olio, maschera, corda e machete | Prova superata | Prova superata |
| 8      | Clemente Russo & Laura Maddaloni per gli Accoppiadi contro Antonio Zequila & Floriana Secondi per gli Sgamadi | Tirare con una corda il proprio avversario e trascinarlo con tanta forza possibile in una vasca piena di fango | Pizza | Prova vinta da Clemente Russo & Laura Maddaloni per gli Accoppiadi | In seguito allo spareggio tra le due coppie è stata decretata la vittoria per gli Accoppiadi, che hanno un minuto di tempo per mangiare la pizza che si sono guadagnati. |
| 8      | Carmen Di Pietro & Alessandro Iannoni per gli Accoppiadi contro Marco Melandri & Jovana Djordjevic per gli Sgamadi | Tirare con una corda il proprio avversario e trascinarlo con tanta forza possibile in una vasca piena di fango | Pizza | Prova vinta da Marco Melandri & Jovana Djordjevic per gli Sgamadi | In seguito allo spareggio tra le due coppie è stata decretata la vittoria per gli Accoppiadi, che hanno un minuto di tempo per mangiare la pizza che si sono guadagnati. |
| 11     | Tutti i naufraghi Accoppiadi, guidati a distanza da Nicolas Vaporidis | Ogni naufrago deve percorrere un percorso a tempo rimanendo bendati, dovranno spostare una palla gigante, guidati a distanza da Nicolas Vaporidis | Fuoco | Prova superata | Prova superata |
| 11     | Alessandro Iannoni contro Ilona Staller, Estefanía Bernal, Roberta Morise e Lory Del Santo | Restare bendato e indovinare quale naufraga lo ha baciato in bocca con un bacio a stampo. Se indovina, a mangiare sarà la madre Carmen Di Pietro, invece se sbaglia a mangiare sarà la naufraga che lo ha baciato                                                                | Polpette | Alessandro Iannoni riesce ad indovinare solamente due naufraghe (Ilona Staller ed Estefanía Bernal) e ottiene solamente due polpette per sua madre Carmen Di Pietro, mentre Roberta Morise e Lory Del Santo ottengono una polpette per ciascuna in quanto Alessandro non è riuscito ad indovinarle | Alessandro Iannoni riesce ad indovinare solamente due naufraghe (Ilona Staller ed Estefanía Bernal) e ottiene solamente due polpette per sua madre Carmen Di Pietro, mentre Roberta Morise e Lory Del Santo ottengono una polpette per ciascuna in quanto Alessandro non è riuscito ad indovinarle |
| 15     | Alessandro Iannoni, Estefanía Bernal, Guendalina Tavassi, Jeremias Rodríguez, Marco Cucolo e Roger Balduino | Un naufrago per coppia deve transitare su una passerella, ad un certo punto più stretta, per recuperare sei pezzi di un puzzle da ricostruire entro cinque minuti. L'obiettivo è quello di non cadere per non rifare il percorso e dovranno prendere ogni pezzo del puzzle       | Lasagna | Prova non superata | Prova non superata |
| 18     | Jeremias & Gustavo Rodríguez contro Carmen Di Pietro & Alessandro Iannoni | Prova denominata: L'orologio hondureño. Spingere con più forza possibile un'asse di legno, in modo da far cadere un totem | Spaghetti con polpette | Vince la coppia formata da Jeremias & Gustavo Rodríguez | Vince la coppia formata da Jeremias & Gustavo Rodríguez |
| 18     | Clemente Russo & Floriana Secondi contro Guendalina & Edoardo Tavassi | Prova denominata: L'orologio hondureño. Spingere con più forza possibile un'asse di legno, in modo da far cadere un totem | Spaghetti con polpette | Vince la coppia formata da Clemente Russo & Floriana Secondi | Vince la coppia formata da Clemente Russo & Floriana Secondi |
| 18     | Estefanía Bernal e Roger Balduino | Rimanere appesi su una piattaforma in mare e resistere per almeno 90 secondi | Letto | Estefanía Bernal e Roger Balduino superano la prova e ottengono come ricompensa il letto, formando così una nuova coppia di gioco, mentre i loro partner precedenti Ilona Staller & Nicolas Vaporidis formano un'altra coppia                                                                      | Estefanía Bernal e Roger Balduino superano la prova e ottengono come ricompensa il letto, formando così una nuova coppia di gioco, mentre i loro partner precedenti Ilona Staller & Nicolas Vaporidis formano un'altra coppia                                                                      |
| 18     | Carmen Di Pietro | Mangiare la lasagna in un tempo massimo di 30 secondi per poi legarsi con un elastico al proprio partner | Lasagna | Carmen Di Pietro non riesce a superare la prova e di conseguenza è costretta a legarsi con un elastico ad Alessandro Iannoni | Carmen Di Pietro non riesce a superare la prova e di conseguenza è costretta a legarsi con un elastico ad Alessandro Iannoni |
| 22     | La Tribù dei Cucaracha (Carmen Di Pietro, Guendalina Tavassi, Gustavo Rodíguez, Nicolas Vaporidis e Nick Luciani) contro la Tribù dei Tiburón (Alessandro Iannoni, Blind, Edoardo Tavassi, Ilona Staller e Jeremias Rodíguez)                                             | Prova denominata: Pelota hondureña. La prova consiste nel fare canestro dentro a delle casse di legno dentro l'acqua | Aperitivo di acqua e lime con patatine | La Tribù dei Tiburón vince 3 a 0 contro la Tribù dei Cucaracha | La Tribù dei Tiburón vince 3 a 0 contro la Tribù dei Cucaracha |
| 25     | La Tribù dei Cucaracha (Carmen Di Pietro, Guendalina Tavassi, Licia Nunez, Nicolas Vaporidis e Nick Luciani) contro la Tribù dei Tiburón (Alessandro Iannoni, Blind, Edoardo Tavassi, Estefanía Bernal & Roger Balduino, Ilona Staller, Jeremias Rodíguez e Marco Senise) | Prova denominata: Catapulta hondureña. La prova consiste nel lanciare dei sacchetti e chi né raccoglie di più al volo vince la prova | Uova, patate e farina | La Tribù dei Cucaracha vince 17 a 16 contro la Tribù dei Tiburón | La Tribù dei Cucaracha vince 17 a 16 contro la Tribù dei Tiburón |
| 29     | Edoardo e Guendalina Tavassi | Edoardo Tavassi deve farsi depilare il petto e le ascelle da sua sorella Guendalina Tavassi | Videomessaggio di Federico Perna | Edoardo Tavassi accetta di farsi depilare il petto e le ascelle, in modo che sua sorella Guendalina Tavassi possa vedere il videomessaggio del suo fidanzato Federico Perna | Edoardo Tavassi accetta di farsi depilare il petto e le ascelle, in modo che sua sorella Guendalina Tavassi possa vedere il videomessaggio del suo fidanzato Federico Perna |
| 29     | Nicolas Vaporidis per la Tribù dei Cucaracha contro Laura Maddaloni per la Tribù dei Tiburón | Un naufrago deve camminare su dei tronchi in mare, che man mano vengono spostati dai propri compagni di squadra fino a raggiungere il traguardo | Casatiello hondureño | Laura Maddaloni vince la prova per la Tribù dei Tiburón | Laura Maddaloni vince la prova per la Tribù dei Tiburón |
| 29     | La Tribù dei Cucaracha (Carmen Di Pietro, Edoardo Tavassi, Guendalina Tavassi, Marco Senise, Nick Luciani e Nicolas Vaporidis) contro la Tribù dei Tiburón (Alessandro Iannoni, Blind, Estefanía Bernal & Roger Balduino, Laura Maddaloni e Licia Nunez)                  | Chi strizza di più e raccoglie più fango nella rispettiva tinozza vince la prova, dopo aver superato un percorso ad ostacoli | Moka e caffè | La Tribù dei Tiburón vince la prova | La Tribù dei Tiburón vince la prova |
| 33     | Carmen Di Pietro | Prova denominata: Cocco Quiz. La prova consiste nel rispondere a delle domande di cultura generale | Polpette fritte per Alessandro Iannoni | Carmen Di Pietro supera la prova e ottiene due polpette fritte per il figlio Alessandro Iannoni | Carmen Di Pietro supera la prova e ottiene due polpette fritte per il figlio Alessandro Iannoni |
| 36     | Carmen Di Pietro per le donne contro Marco Cucolo per gli uomini | Rimanere bendati e riconoscere gli altri naufraghi toccandoli solamente sulla parte del corpo in cui viene indicato dalla conduttrice | Pizza e birra | In seguito a uno spareggio, la prova viene vinta sia da Carmen Di Pietro per le donne e sia da Marco Cucolo per gli uomini | In seguito a uno spareggio, la prova viene vinta sia da Carmen Di Pietro per le donne e sia da Marco Cucolo per gli uomini |
| 40     | Tutti i naufraghi di Playa Rinovada tranne Carmen Di Pietro ed Edoardo Tavassi | Prova denominata: Attento che cadi. Rimanere in equilibrio su un'asse di legno in mare, per poi passare accanto ai propri compagni sempre rimanendo in equilibrio, cercando di non cadere in acqua                                                                               | Bistecche | I naufraghi riescono a guadagnarsi quattro bistecche. | I naufraghi riescono a guadagnarsi quattro bistecche. |
| 40     | Carmen Di Pietro | Prova denominata: Cocco Quiz. La prova consiste nel completare alcuni proverbi italiani | Caffè e brioche | Prova superata | Prova superata |
| 47     | Alessandro Iannoni ed Edoardo Tavassi | Prova denominata: Il serpente hondureño. I naufraghi dovranno strisciare sulla sabbia come un serpente, legati con mani e piedi, tirando avanti con le spalle e con la testa una palla fino al traguardo                                                                         | Sacchi con il kit di sopravvivenza di Fabrizia Santarelli, Maria Laura De Vitis e Mercédesz Henger | Prova non superata | Prova non superata |
| 47     | Edoardo e Guendalina Tavassi | Guendalina Tavassi deve farsi tagliare i capelli da suo fratello Edoardo Tavassi | Videomessaggio e incontro di Federico Perna | Guendalina Tavassi accetta di farsi tagliare i capelli da suo fratello Edoardo Tavassi, in modo da vedere il videomessaggio del suo fidanzato Federico Perna, e incontrarlo subito dopo. | Guendalina Tavassi accetta di farsi tagliare i capelli da suo fratello Edoardo Tavassi, in modo da vedere il videomessaggio del suo fidanzato Federico Perna, e incontrarlo subito dopo. |
| 47     | La fazione gialla composta da: Blind, Laura Maddaloni, Marco Cucolo e Roger Balduino contro la fazione rossa composta da: Alessandro Iannoni, Carmen Di Pietro, Edoardo Tavassi, Guendalina Tavassi, Nick Luciani e Nicolas Vaporidis                                     | Caricare sulle zattere delle ciambelle salvagenti piazzate in una gabbia sott'acqua e subito dopo averle recuperate, portarle in spiaggia, cercando di farle centrare in uno spuntone, quante più possibili                                                                      | Parmigiana di melanzane | La fazione rossa composta da: Alessandro Iannoni, Carmen Di Pietro, Edoardo Tavassi, Guendalina Tavassi, Nick Luciani e Nicolas Vaporidis vincono la prova | La fazione rossa composta da: Alessandro Iannoni, Carmen Di Pietro, Edoardo Tavassi, Guendalina Tavassi, Nick Luciani e Nicolas Vaporidis vincono la prova |
| 50     | Edoardo Tavassi e Mercédesz Henger | Prova denominata: Cocco Quiz. Edoardo Tavassi deve imitare quattro film, in modo da far scoprire i titoli a Mercédesz Henger | Torta | Mercédesz Henger indovina le imitazioni di Edoardo Tavassi ed entrambi ottengono una torta | Mercédesz Henger indovina le imitazioni di Edoardo Tavassi ed entrambi ottengono una torta |
| 50     | Alessandro Iannoni, Carmen Di Pietro, Edoardo Tavassi, Fabrizia Santarelli, Guendalina Tavassi, Lory Del Santo, Marco Cucolo, Maria Laura De Vitis, Mercédesz Henger, Nick Luciani, Nicolas Vaporidis e Roger Balduino                                                    | Impugnare con più forza possibile dei manubri attaccati collegati con una corda a un secchio pieno di fango. Chi farà cadere il secchio viene rovesciato dal fango e perde la prova, mentre chi resiste per più tempo vince la prova                                             | Birra e patatine | Roger Balduino vince la prova e decide di condividere la ricompensa con Lory Del Santo, Marco Cucolo e Nicolas Vaporidis | Roger Balduino vince la prova e decide di condividere la ricompensa con Lory Del Santo, Marco Cucolo e Nicolas Vaporidis |
| 54     | Carmen Di Pietro | Carmen Di Pietro deve accettare che Alessandro Iannoni e a Maria Laura De Vitis convivano in un monolocale | Sapone, sali da bagno con acqua dolce, un piatto di spaghetti per ogni giorno fino alla prossima puntata e una chiave di accesso a un monolocale riservato ad Alessandro Iannoni e a Maria Laura De Vitis | Carmen Di Pietro accetta di far convivere Alessandro Iannoni e a Maria Laura De Vitis in un monolocale e successivamente inizia a gustarsi il primo piatto di spaghetti | Carmen Di Pietro accetta di far convivere Alessandro Iannoni e a Maria Laura De Vitis in un monolocale e successivamente inizia a gustarsi il primo piatto di spaghetti |
| 54     | Le naufraghe di Playa Rinovada: Carmen Di Pietro, Maria Laura De Vitis e Mercédesz Henger contro le naufraghe di Playa Sgamada: Fabrizia Santarelli, Laura Maddaloni e Licia Nunez                                                                                        | Prova denominata: L'orologio hondureño. Spingere con più forza possibile un'asse di legno, in modo da far cadere il totem | Due casse piene di frutta, verdura e uova | Fabrizia Santarelli, Laura Maddaloni e Licia Nunez vincono la prova | Fabrizia Santarelli, Laura Maddaloni e Licia Nunez vincono la prova |
| 54     | Clemente Russo per i naufraghi di Playa Sgamada contro Roger Balduino per i naufraghi di Playa Rinovada | Prova denominata: L'orologio hondureño. Spingere con più forza possibile un'asse di legno, in modo da far cadere il totem | Due casse piene di frutta, verdura e uova | Clemente Russo vince la prova per i naufraghi di Playa Sgamada | Clemente Russo vince la prova per i naufraghi di Playa Sgamada |
| 57     | I naufraghi di Playa Rinovada guidati dall'alto da Carmen Di Pietro | Ricomporre un grande puzzle in cinque minuti con l'aiuto dall'alto di Carmen Di Pietro | Coperte per dormire | Prova non superata | Prova non superata |
| 61     | Alessandro Iannoni per la squadra a favore di Guendalina Tavassi contro Gennaro Auletto a sfavore di Guendalina | Prova denominata: Prova del girarrosto. Resistere per più tempo possibile aggrappati a un attrezzo che ruota e cambia continuamente direzione | Cassa piena di frutta e verdura | Gennaro Auletto vince la prova per la squadra a sfavore di Guendalina Tavassi | Gennaro Auletto vince la prova per la squadra a sfavore di Guendalina Tavassi |
| 61     | La squadra rossa: Alessandro Iannoni, Marco Cucolo, Luca Daffrè e Maria Laura De Vitis contro la squadra gialla: Carmen Di Pietro, Estefanía Bernal, Marco Maccarini e Mercédesz Henger                                                                                   | Salire su una scala, rimanere in equilibrio su una passerella, recuperare la chiave attaccata sotto la passerella e infine posizionarla nel foro insieme al resto delle chiavi                                                                                                   | Coperte | Vince la squadra rossa composta da Alessandro Iannoni, Marco Cucolo, Luca Daffrè e Maria Laura De Vitis | Vince la squadra rossa composta da Alessandro Iannoni, Marco Cucolo, Luca Daffrè e Maria Laura De Vitis |
| 61     | Carmen Di Pietro e Maria Laura De Vitis | Prova denominata: Cocco Quiz. Rispondere a delle domande di cultura generale | Churros e cioccolata spalmabile | Carmen Di Pietro e Maria Laura De Vitis rispondono entrambe correttamente a due domande, mangiando due churros ciascuna | Carmen Di Pietro e Maria Laura De Vitis rispondono entrambe correttamente a due domande, mangiando due churros ciascuna |
| 64     | Tutti i naufraghi di Playa Rinovada | La prova consiste nel lanciare dei cocchi, tramite una fionda, contro una parete con degli ovali contenenti le foto dei naufraghi. A mangiare la ricompensa saranno coloro, il cui ritratto è stato colpito con la fionda                                                        | Cheeseburger | Carmen Di Pietro, Lory Del Santo ed Edoardo Tavassi sono coloro, i cui ritratti vengono colpiti e che quindi possono mangiare il cheeseburger | Carmen Di Pietro, Lory Del Santo ed Edoardo Tavassi sono coloro, i cui ritratti vengono colpiti e che quindi possono mangiare il cheeseburger |
| 64     | Carmen Di Pietro ed Edoardo Tavassi | Rispondere correttamente cercando di far indovinare al partner il personaggio famoso in questione | Torta di compleanno | Prova superata | Prova superata |
| 68     | Carmen Di Pietro ed Edoardo Tavassi | Edoardo Tavassi deve farsi tagliare i capelli a zero da Carmen Di Pietro | Pietanze preparate da uno chef (lasagna, salsicce e patate, club-sandwich) | Edoardo Tavassi accetta di farsi tagliare i capelli a zero da Carmen Di Pietro e di conseguenza vince le pietanze insieme a tutti i naufraghi | Edoardo Tavassi accetta di farsi tagliare i capelli a zero da Carmen Di Pietro e di conseguenza vince le pietanze insieme a tutti i naufraghi |
| 68     | Carmen Di Pietro e Nicolas Vaporidis contro Maria Laura De Vitis e Luca Daffrè contro Edoardo Tavassi e Estefanía Bernal | Bacio in apnea: Baciarsi sott'acqua al più a lungo possibile | Mikado | Maria Laura De Vitis e Luca Daffrè vincono la prova e decidono di condividere la ricompensa con Lory Del Santo e Marco Cucolo | Maria Laura De Vitis e Luca Daffrè vincono la prova e decidono di condividere la ricompensa con Lory Del Santo e Marco Cucolo |
| 71     | Carmen Di Pietro e Luca Daffrè contro Nicolas Vaporidis ed Estefanía Bernal contro Edoardo Tavassi e Mercédesz Henger contro Maria Laura De Vitis e Gennaro Auletto contro Lory Del Santo e Marco Cucolo                                                                  | Bacio in apnea: Baciarsi sott'acqua al più a lungo possibile | Bagno con acqua dolce, sapone e balsamo | Vincono Nicolas Vaporidis ed Estefanía Bernal con 1:02 minuti, come miglior tempo | Vincono Nicolas Vaporidis ed Estefanía Bernal con 1:02 minuti, come miglior tempo |
| 71     | Carmen Di Pietro ed Edoardo Tavassi | Edoardo Tavassi deve imitare personaggi e oggetti da far indovinare a Carmen Di Pietro | Due stecche di cioccolata | Prova superata | Prova superata |
| 71     | Carmen Di Pietro per la squadra delle donne e Marco Cucolo per la squadra degli uomini | Indovinare da bendato il naufrago del quale indicata una parte del corpo | Pizzette e birra | Vince Marco Cucolo e di conseguenza la squadra degli uomini | Vince Marco Cucolo e di conseguenza la squadra degli uomini |
| 78     | Luca Daffrè per il team di Vera Gemma contro Soleil Sorge | Prova denominata: L'uomo vitruviano. La prova consiste nel rimanere appesi a delle pedane in mare che man mano si inclineranno verso l'acqua e vince chi rimane appeso al più a lungo possibile. Chi chi perde la prova dovrà mandare un proprio naufrago del team in nomination | Pagnotta e salame | Soleil Sorge vince la prova, salvando così tutto il suo team composto da: Nicolas Vaporidis, Edoardo Tavassi, Maria Laura De Vitis, Estefanía Bernal e Carmen Di Pietro, mentre il team di Vera Gemma inizia una catena di salvataggio, in cui Gennaro Auletto va dritto in nomination             | Soleil Sorge vince la prova, salvando così tutto il suo team composto da: Nicolas Vaporidis, Edoardo Tavassi, Maria Laura De Vitis, Estefanía Bernal e Carmen Di Pietro, mentre il team di Vera Gemma inizia una catena di salvataggio, in cui Gennaro Auletto va dritto in nomination             |
| 78     | Il team di Soleil Sorge composto da: Nicolas Vaporidis, Edoardo Tavassi, Maria Laura De Vitis, Estefanía Bernal e Carmen Di Pietro, contro il team di Vera Gemma composto da: Nick Luciani, Luca Daffrè, Mercédesz Henger, Gennaro Auletto e Marco Cucolo                 | Comporre in un tempo di 5 minuti la frase di un puzzle, superando un percorso ad ostacoli | Patatine | Il team di Soleil Sorge composto da Nicolas Vaporidis, Edoardo Tavassi, Maria Laura De Vitis, Estefanía Bernal e Carmen Di Pietro vincono la prova, dopo aver formato la frase Sull'isola tutto può cambiare                                                                                       | Il team di Soleil Sorge composto da Nicolas Vaporidis, Edoardo Tavassi, Maria Laura De Vitis, Estefanía Bernal e Carmen Di Pietro vincono la prova, dopo aver formato la frase Sull'isola tutto può cambiare                                                                                       |
| 78     | Gennaro Auletto e Vera Gemma per il team di quest'ultima contro Edoardo Tavassi e Maria Laura De Vitis per il team di Soleil Sorge | Mangiare piatti indigesti, partendo da zampe di gallina e cavallette, poi testicoli del toro e vermi, e chiudendo con un succulente frullato. Chi chi perde la prova dovrà mandare un proprio naufrago del team in nomination                                                    | Formaggio e caffè | Gennaro Auletto e Vera Gemma vincono la prova per il team di quest'ultima, mentre il team di Soleil Sorge inizia una catena di salvataggio, in cui Maria Laura De Vitis va dritta in nomination | Gennaro Auletto e Vera Gemma vincono la prova per il team di quest'ultima, mentre il team di Soleil Sorge inizia una catena di salvataggio, in cui Maria Laura De Vitis va dritta in nomination |
| 85     | Carmen Di Pietro, Nicolas Vaporidis, Luca Daffrè ed Edoardo Tavassi | Riconoscere il massaggio di Luca Daffè | Mikado | Carmen Di Pietro riconosce le mani di Luca Daffrè, ed entrambi vincono la prova | Carmen Di Pietro riconosce le mani di Luca Daffrè, ed entrambi vincono la prova |
| 92     | Carmen Di Pietro | Prova denominata: Cocco Quiz. Rispondere a delle domande di cultura generale e ad ogni risposta corretta dà una polpetta al sugo ai suoi compagni | Polpette al sugo | Carmen Di Pietro supera la prova, dopo aver regalato ad ogni compagno una polpetta al sugo | Carmen Di Pietro supera la prova, dopo aver regalato ad ogni compagno una polpetta al sugo |
| 99     | Carmen Di Pietro | Rimanendo bendata: bisogna riconoscere, assaggiando, il contenuto di tre cloche (in una delle quali si trova suo figlio Alessandro Iannoni) | Lingua di vacca al sugo, platano con crema al cioccolato e Alessandro Iannoni | Carmen Di Pietro supera la prova, dopo aver riconosciuto le pietanze che ha assaggiato e suo figlio Alessandro Iannoni | Carmen Di Pietro supera la prova, dopo aver riconosciuto le pietanze che ha assaggiato e suo figlio Alessandro Iannoni |

## Prove duello
In questa tabella sono riassunte le prove duello di questa edizione con i loro risultati:
| Giorno | Concorrenti                                                                                    | Descrizione della prova | Premi in palio                                                                                              | Esito |
| ------ | ---------------------------------------------------------------------------------------------- | --- | --- | --- |
| 25     | Alessandro Iannoni contro Carmen Di Pietro                                                     | Rimanere aggrappati su una corda che man mano li sbilancia e dovranno resistere per più tempo possibile senza cadere nel fango | Piatto di spaghetti al pomodoro con basilico                                                                | Carmen Di Pietro vince la prova e decide di condividere la ricompensa con i compagni di squadra |
| 25     | Estefanía Bernal per la Tribù dei Cucaracha contro Guendalina Tavassi per la Tribù dei Tiburón | Prova denominata: Prova del girarrosto. Resistere per più tempo possibile aggrappati a un attrezzo che ruota e cambia continuamente direzione | Decidere chi tra i naufraghi della squadra avversaria deve scambiarsi con un naufrago della propria squadra | Estefanía Bernal vince la prova e decide di prendersi nella propria squadra Laura Maddaloni e di mandare Edoardo Tavassi nella squadra avversaria                                                       |
| 40     | Guendalina Tavassi contro Laura Maddaloni                                                      | Prova denominata: Prova dell'orologio hondureño. Spingere un'asse di legno con più forza possibile, in modo da far cadere un totem | Cocchi | Laura Maddaloni vince la prova in soli 8 secondi, mentre Guendalina Tavassi perde la prova per 52 secondi                                                                                               |
| 50     | Alessandro Iannoni contro Carmen Di Pietro                                                     | Prova denominata: L'uomo vitruviano. La prova consiste nel rimanere appesi a delle pedane in mare che man mano si inclineranno verso l'acqua e vince chi rimane appeso al più a lungo possibile; se vince Carmen Di Pietro potrà cenare con il figlio Alessandro Iannoni, invece, se vince quest'ultimo potrà invitare a cena un altro naufrago               | Cena | Alessandro Iannoni vince la prova e decide di invitare Maria Laura De Vitis a cena |
| 57     | Estefanía Bernal contro Fabrizia Santarelli                                                    | Prova denominata: Prova del girarrosto. Resistere per più tempo possibile aggrappati a un attrezzo che ruota e cambia continuamente direzione | Rientro in gioco                                                                                            | Estefanía Bernal vince la prova e rientra in gioco su Playa Rinovada, mentre Fabrizia Santarelli viene portata su Playa Sgamadissima in cui vengono portati i naufraghi eliminati dall'isola principale |
| 92     | Carmen Di Pietro contro Maria Laura De Vitis                                                   | Prova denominata: Le sedie girevoli. Girare su se stesse su delle sedie girevoli, prendere un vassoio con dentro tre cocchi, attraversare un percorso ad ostacoli, appoggiare il vassoio su una botte e fare dieci giri rimanendo aggrappate ad un'asse di legno, prendere il vassoio, passare su una rete e infine, posizionare il vassoio sull'ultima botte | Colazione romantica con un compagno a scelta                                                                | Carmen Di Pietro vince la prova e decide di condividere la colazione romantica con Nicolas Vaporidis |

## Prove immunità e di salvataggio
In questa tabella sono riassunte le prove immunità e di salvataggio di questa edizione con i loro risultati:
| Giorno | Concorrenti | Tipo di prova                   | Descrizione della prova | Esito |
| ------ | --- | ------------------------------- | --- | --- |
| 4      | Patrizia Bonetti contro Roberta Morise | Salvataggio                     | Superare la prova del fuoco in contemporanea, che consiste nel rimanere attaccati a delle catene, mentre la fiamma aumenta. La vincitrice della prova formerà una nuova coppia insieme a Blind ed entrerà ufficialmente in gioco, mentre la perdente andrà su Playa Sgamada | La prova è stata vinta da Roberta Morise che si unisce insieme a Blind, mentre Patrizia Bosetti viene portata su Playa Sgamada |
| 11     | Antonio Zequila, Floriana Secondi e Jovana Djordjevic | Salvataggio dal televoto        | Resistere per più tempo possibile restando appesi su una pedana | Jovana Djordjevic supera la prova, mentre Antonio Zequila e Floriana Secondi dovranno vedersela al televoto flash per la prima eliminazione |
| 15     | Floriana Secondi, Jovana Djordjevic e Marco Melandri | Salvataggio dal televoto        | Prova denominata: Il serpente hondureño. I naufraghi dovranno strisciare sulla sabbia come un serpente, legati con mani e piedi tirando avanti con le spalle e con la testa una palla fino al traguardo                                                                     | Floriana Secondi vince la prova, avendo così l'opportunità di ritornare su Playa Accoppiada dopo aver formato una nuova coppia insieme a Clemente Russo. Invece, Jovana Djordjevic e Marco Melandri dovranno vedersela al televoto flash per la seconda eliminazione |
| 22     | Jeremias Rodríguez contro Roger Balduino | Salvataggio                     | Un naufrago per ogni coppia dovrà sfidarsi per stabilire l'unica coppia che sarà salva, mentre l'altra verrà divisa. La prova consiste nel rimanere appesi su una piattaforma in mare e resistere per più tempo possibile, fino a quando almeno uno sfidante cadrà in acqua | Roger Balduino vince la prova, mentre Jeremias Rodríguez perde la prova per poi dividersi di coppia da Gustavo Rodríguez |
| 22     | Alessandro Iannoni contro Guendalina Tavassi | Salvataggio                     | Un naufrago per ogni coppia dovrà sfidarsi per stabilire l'unica coppia che sarà salva, mentre l'altra verrà divisa. La prova consiste nel rimanere appesi su una piattaforma in mare e resistere per più tempo possibile, fino a quando almeno uno sfidante cadrà in acqua | Alessandro Iannoni vince la prova, mentre Guendalina Tavassi perde la prova per poi dividersi di coppia da Edoardo Tavassi |
| 22     | Alessandro Iannoni contro Roger Balduino | Salvataggio                     | Un naufrago per ogni coppia dovrà sfidarsi per stabilire l'unica coppia che sarà salva, mentre l'altra verrà divisa. La prova consiste nel rimanere appesi su una piattaforma in mare e resistere per più tempo possibile, fino a quando almeno uno sfidante cadrà in acqua | Roger Balduino vince la prova divenendo l'unica coppia a non dividersi insieme ad Estefanía Bernal, mentre Alessandro Iannoni perde la prova per poi dividersi di coppia da Carmen Di Pietro |
| 25     | Clemente Russo | Immunità                        | Prendere un cayuco per andare a salutare la moglie Laura Maddaloni, a patto di andare al televoto per l'eliminazione, mentre se rinuncia sarà immune | Clemente Russo accetta di andare a salutare la moglie Laura Maddaloni, beccandosi il televoto per l'eliminazione e rinunciando all'immunità |
| 25     | Clemente Russo, Floriana Secondi, Lory Del Santo e Marco Cucolo | Immunità                        | Pescare a sorte il foro nero del bastoncino per stabilire chi dovrà essere immune, mentre gli altri tre naufraghi andranno al televoto flash per l'eliminazione | La prova viene vinta da Marco Cucolo che diventa immune, mentre Clemente Russo, Floriana Secondi, Lory Del Santo dovranno vedersela al televoto flash per l'eliminazione |
| 29     | Marco Cucolo | Salvataggio                     | Fare dodici giri di Playa Sgamada nel tempo record di 23 minuti e 44 secondi, regalando a Lory Del Santo il privilegio di poter rientrare in gioco | Marco Cucolo supera la prova, regalando così il privilegio a Lory Del Santo di poter rientrare in gioco |
| 33     | La Tribù dei Cucaracha (Carmen Di Pietro, Edoardo Tavassi, Guendalina Tavassi, Lory Del Santo, Nick Luciani e Nicolas Vaporidis) contro la Tribù dei Tiburón (Alessandro Iannoni, Blind, Estefanía Bernal & Roger Balduino, Laura Maddaloni, Licia Nunez e Marco Cucolo)                         | Salvataggio dal televoto        | Superare un percorso ad ostacoli tra una rampa, una vasca di fango e una rete | La Tribù dei Tiburón supera la prova, mentre Tribù dei Cucaracha perdono la prova e dovranno vedersela al televoto flash per l'eliminazione |
| 36     | Guendalina Tavassi contro Marco Cucolo | Salvataggio dal televoto        | Prova denominata: L'uomo vitruviano. La prova consiste nel rimanere appesi a delle pedane in mare che man mano si inclineranno verso l'acqua e vince chi rimane appeso al più a lungo possibile, mentre il perdente andrà dritto in nomination                              | Guendalina Tavassi vince la prova, mentre Marco Cucolo cade per primo e va dritto in nomination |
| 36     | Licia Nunez contro Nicolas Vaporidis | Salvataggio dal televoto        | Prova denominata: L'uomo vitruviano. La prova consiste nel rimanere appesi a delle pedane in mare che man mano si inclineranno verso l'acqua e vince chi rimane appeso al più a lungo possibile, mentre il perdente andrà dritto in nomination                              | Nicolas Vaporidis vince la prova, mentre Licia Nunez cade per prima e va dritta in nomination |
| 36     | Clemente Russo | Salvataggio                     | Tenere dei sacchi con le braccia sempre distese per almeno un minuto e mezzo | Clemente Russo supera la prova, rientrando ufficialmente in gioco sull'isola principale e ricongiungendosi con la moglie Laura Maddaloni |
| 43     | La fazione gialla composta da: Blind, Clemente Russo, Laura Maddaloni, Marco Cucolo e Roger Balduino contro la fazione rossa composta da: Alessandro Iannoni, Carmen Di Pietro, Edoardo Tavassi, Guendalina Tavassi e Nick Luciani. e Nicolas Vaporidis                                          | Salvataggio                     | Prova denominata: Pelota hondureña. La prova consiste nel fare canestro dentro a delle casse di legno dentro l'acqua. I componenti della fazione perdente dovranno decidere chi mandare direttamente in nomination, mentre la fazione vincitrice è salva                    | La fazione gialla composta da: Blind, Clemente Russo, Laura Maddaloni, Marco Cucolo e Roger Balduino vincono la prova 4 a 1 contro la fazione rossa composta da: Alessandro Iannoni, Carmen Di Pietro, Edoardo Tavassi, Guendalina Tavassi e Nick Luciani. e Nicolas Vaporidis e in seguito a una catena di salvataggi quest'ultimo diventa il primo nominato della puntata |
| 61     | Gennaro Auletto, Marco Maccarini, Luca Daffrè e Pamela Petrarolo | Immunità                        | Rimanere appesi al più lungo possibile a dei pali in mare e successivamente dopo essere diventati immuni dalle nomination, scegliere chi mandare dritto in nomination tra gli avversari                                                                                     | Pamela Petrarolo vince la prova, diventando immune dalle nomination e di conseguenza decide di mandare Luca Daffrè dritto in nomination |
| 64     | Roger Balduino con la fazione composta da Carmen Di Pietro, Nicolas Vaporidis, Edoardo Tavassi, Alessandro Iannoni, Maria Laura De Vitis e Gennaro Auletto contro Marco Maccarini con la fazione composta da Guendalina Tavassi, Lory Del Santo, Pamela Petrarolo, Estefanía Bernal, Luca Daffrè | Immunità                        | Rimanere in apnea per più tempo possibile in una vasca, tenendo il naso fuori dall’acqua, dove man mano sale il livello dell’acqua | Vince Marco Maccarini, guadagnando l'immunità per se stesso e per tutta la sua fazione |
| 68     | Pamela Petrarolo e Carmen Di Pietro contro Estefania Bernal e Maria Laura De Vitis (nella prima sfida), mentre Lory Del Santo scomette su Estefanía Bernal. Maria Laura De Vitis contro Estefania Bernal nella sfida finale.                                                                     | Evitare di finire in nomination | Rimanere in equilibrio su due funi parallele comunicanti, e spostarsi man mano su delle tavolette di legno da posizionare con le mani sulle funi, per tutto il tragitto, in modo da arrivare al traguardo il prima possibile.                                               | Maria Laura De Vitis vince la prova e decide di mandare Estefanía Bernal direttamente al televoto insieme a Lory Del Santo, in quanto ha perso la scommessa |
| 68     | Edoardo Tavassi, Marco Cucolo, Marco Maccarini, Luca Daffrè, Nicolas Vaporidis, mentre Nick Luciani scomette su Nicolas | Evitare di finire in nomination | Impugnare con più forza possibile dei manubri attaccati collegati con una corda a un secchio pieno di fango. Chi farà cadere il secchio viene rovesciato dal fango e perde la prova, mentre chi resiste per più tempo vince la prova                                        | Nicolas Vaporidis vince la prova e decide di mandare direttamente al televoto Marco Maccarini, mentre Nick Luciani ha vinto la scommessa |
| 71     | Estefania Bernal, Edoardo Tavassi, Nicolas Vaporidis, Carmen Di Pietro, Nick Luciani, Lory Del Santo e Marco Cucolo | Salvataggio dal televoto        | Pescare un bastoncino che se trovato con base rossa comporterà immunità dal televoto flash e la possibilità di iniziare una catena di salvataggio | Estefania Bernal trovando il bastoncino con base rossa, è immune. Marco Cucolo, non essendo salvato nella catena, va alla nomination flash |
| 71     | Gennaro Auletto, Luca Daffrè, Maria Laura De Vitis, Mercédesz Henger e Pamela Petrarolo | Salvataggio dal televoto        | Prova denominata: Il serpente hondureño. I naufraghi dovranno strisciare sulla sabbia come un serpente, legati con mani e piedi, tirando avanti con le spalle e con la testa una palla fino al traguardo                                                                    | Maria Laura De Vitis e Pamela Petrarolo, ultime due classificate nella prova, entrambe vanno al televoto flash con Marco Cucolo |

## Prove finalista e finali
In questa tabella sono riassunte le prove finalista e finali di questa edizione con i loro risultati:
| Giorno | Concorrenti | Tipo di prova                                                    | Descrizione della prova | Esito |
| ------ | --- | ---------------------------------------------------------------- | --- | --- |
| 85     | Carmen Di Pietro, Maria Laura De Vitis e Mercédesz Henger                                                                | Prova per stabilire l'aspirante finalista tra le donne           | Rimanere per più tempo possibile aggrappate su un letto di legno che pian piano si inclina verso l'acqua, mentre chi cade in acqua per prima perde la prova | Mercédesz Henger vince la prova dopo essere rimasta appesa sul letto di legno per il pù lungo possibile e diventa la prima aspirante finalista |
| 85     | Edoardo Tavassi, Luca Daffrè e Nicolas Vaporidis                                                                         | Prova per stabilire l'aspirante finalista tra gli uomini         | Prova denominata: Filo d’Arianna. La prova consiste nel portare al termine un percorso ad ostacoli attaccati con una corda | Nicolas Vaporidis vince la prova e diventa il secondo aspirante finalista |
| 85     | Carmen Di Pietro, Edoardo Tavassi, Luca Daffrè, Maria Laura De Vitis, Mercédesz Henger, Nick Luciani e Nicolas Vaporidis | Catena di salvataggi per stabilire l'aspirante finalista         | Indicare naufrago o la naufraga che non merita la finale, mentre quello escluso diventa il terzo aspirante finalista | Carmen Di Pietro diventa la terza aspirante finalista, dopo essere stata esclusa dalla catena di salvataggi e in seguito viene aperto un televoto flash tra lei, Mercédesz Henger e Nicolas Vaporidis per stabilire il primo finalista dell'edizione                                                                        |
| 85     | Carmen Di Pietro, Mercédesz Henger e Nicolas Vaporidis                                                                   | Televoto flash per stabilire il primo finalista dell'edizione    | Superare il televoto flash per essere proclamato primo finalista dell'edizione | Nicolas Vaporidis supera il televoto flash e viene proclamato primo finalista dell'edizione |
| 92     | Carmen Di Pietro, Luca Daffrè, Maria Laura De Vitis e Mercédesz Henger                                                   | Prova per stabilire il secondo finalista                         | Resistere appesi ad una corda, man mano che si viene inclinati al livello del mare e in seguito indicare chi mandare al televoto flash tra i perdenti della prova | Luca Daffrè vince la prova, venendo proclamato secondo finalista e in seguito indica Estefanía Bernal per il televoto flash che verrà aperto con le due perdenti delle prove successive |
| 92     | Maria Laura De Vitis e Mercédesz Henger                                                                                  | Prova per stabilire la terza finalista                           | I naufraghi esclusi dalla prova devono riempire dei barili al fine di riempire delle vasche in cui sono sdraiate le due concorrenti che partecipano alla prova, le quali devono resistere in apnea. Chi resiste per più tempo diventa la terza finalista, mentre la perdente andrà al televoto flash insieme a Carmen Di Pietro ed Estefanía Bernal | Maria Laura De Vitis vince la prova, venendo proclamata terza finalista, mentre Mercédesz Henger va al televoto flash insieme a Carmen Di Pietro ed Estefanía Bernal |
| 92     | Carmen Di Pietro, Estefanía Bernal e Mercédesz Henger                                                                    | Superare il televoto flash per essere proclamate finaliste       | Superare il televoto per essere proclamate quarta e quinta finalista, mentre la terza naufraga viene eliminata | Carmen Di Pietro viene proclamata quarta finalista, Mercedesz viene proclamata quinta finalista, mentre Estefanía Bernal viene eliminata |
| 92     | Estefanía Bernal, Nick Luciani e Pamela Petrarolo                                                                        | Superare il televoto flash per essere proclamato sesto finalista | Superare il televoto flash per essere proclamato sesto finalista, mentre le altre due vengono eliminate definitivamente | Nick Luciani viene proclamato sesto finalista, mentre Estefanía Bernal e Pamela Petrarolo vengono eliminate definitivamente |
| 99     | Carmen Di Pietro, Luca Daffrè, Maria Laura De Vitis, Mercédesz Henger e Nicolas Vaporidis                                | Prove per stabilire il perdente che andrà al televoto flash      | Rimanendo con le braccia ammanettate: bisogna slegare con la bocca le corde dei cancelli, passare dentro una vasca piena di fango, prendere dei cocchi con la bocca, attraversare un percorso ad ostacoli pieno di corde e inine, raggiungere il traguardo con il cocco ancora in bocca. Dopo il termine della prova, il vincitore o la vincitrice deve indicare con un machete su un tronco chi mandare al televoto flash e di conseguenza il concorrente indicato dovrà fare la stessa scelta con un altro naufrago o naufraga | Mercédesz Henger vince la prova e decide di mandare al televoto Luca Daffrè, dopo che lo ha indicato con un machete su un tronco. Di conseguenza Luca fa la stessa indicando con il machete Maria Laura De Vitis. Infine, Luca supera il televoto, mentre Maria Laura è eliminata e di conseguenza è la quinta classificata |
| 99     | Carmen Di Pietro, Luca Daffrè, Mercédesz Henger e Nicolas Vaporidis                                                      | Prove per stabilire il perdente che andrà al televoto flash      | Rimanere in equilibrio dentro a delle colonne di legno, senza far cadere la statuetta di legno posizionata sulle proprie teste e il bordo della colonna di legno | Carmen Di Pietro vince la prova e decide di mandare al televoto Luca Daffrè, dopo che lo ha indicato con un machete su un tronco. Di conseguenza Luca fa la stessa indicando con il machete Mercédesz Henger. Infine, Luca supera il televoto, mentre Mercedesz è eliminata e di conseguenza è la quarta classificata       |
| 99     | Carmen Di Pietro, Luca Daffrè e Nicolas Vaporidis                                                                        | Prove per stabilire il perdente che andrà al televoto flash      | Rimanere appesi al più lungo possibile a dei pali in mare e successivamente i due perdenti della prova dovranno vedersela al televoto flash | Luca Daffrè vince la prova, mentre Carmen Di Pietro e Nicolas Vaporidis devono vedersela al televoto flash, in quanto hanno perso la prova. Infine, Carmen è eliminata e di conseguenza è la terza classificata |
| 99     | Luca Daffrè contro Nicolas Vaporidis                                                                                     | Televoto flash finale per stabilire il vincitore                 | Superare il televoto flash finale per essere proclamato vincitore dell'edizione | Nicolas Vaporidis vince l'edizione con l'87% dei voti, mentre Luca Daffrè con il 13% dei voti è secondo classificato |

## Ascolti

### Prima serata
| Puntata    | Messa in onda  | Telespettatori | Share  | Ospiti |
| ---------- | -------------- | -------------- | ------ | --- |
| 1          | 21 marzo 2022  | 3 236 000      | 23,26% | Cecilia Rodríguez, Delia Duran, Vito Di Pietro, Manuela Raffaetà, Clarissa Franchi, Cloè D'Arcangelo, Simona Tagli                                  |
| 2          | 24 marzo 2022  | 2 306 000      | 15,39% | Mariana Morise, Greta Tigani, Manuela Raffaetà, Clarissa Franchi, Cloè D'Arcangelo, Simona Tagli, Ignazio Moser                                     |
| 3          | 28 marzo 2022  | 3 074 000      | 20,64% | Delia Duran, Greta Tigani, Nadia Cucolo, Simona Tagli                                                                                               |
| 4          | 31 marzo 2022  | 2 380 000      | 15,73% | Manuela Raffaetà, Cloè D'Arcangelo, Pino Maddaloni, Filip Đorđević, Domiziano Secondi, Federico Perna, Luca Di Carlo, Deborah Togni, Claudia Cucolo |
| 5          | 4 aprile 2022  | 2 694 000      | 17,78% | Manuela Raffaetà, Cloè D'Arcangelo, Deborah Togni, Federico Perna, Ivano Michetti, Tina Cucolo                                                      |
| 6          | 7 aprile 2022  | 2 538 000      | 16,84% | Manuela Raffaetà, Cloè D'Arcangelo, Greta Tigani, Luca Di Carlo, Deborah Togni, Federico Perna, Veronica Cozzani                                    |
| 7          | 11 aprile 2022 | 2 784 000      | 18,96% | Cecilia Rodríguez, Cloè D'Arcangelo, Federico Perna                                                                                                 |
| 8          | 14 aprile 2022 | 2 394 000      | 16,63% | Luca Di Carlo, Deborah Togni, Vanessa Perna, Emanuela Tittocchia, Beatriz Marino, Federica Zacchia                                                  |
| 9          | 18 aprile 2022 | 2 192 000      | 16,00% | Luca Di Carlo, Federico Perna |
| 10         | 22 aprile 2022 | 2 272 000      | 15,49% | Cloè D'Arcangelo, Delia Duran, Ivano Michetti, Emanuela Tittocchia, Beatriz Marino, Federico Perna                                                  |
| 11         | 25 aprile 2022 | 2 485 000      | 17,19% | Cloè D'Arcangelo, Luca Di Carlo, Federico Perna, Greta Tigani, Nadia Cucolo                                                                         |
| 12         | 29 aprile 2022 | 2 463 000      | 17,06% | Cloè D'Arcangelo, Emanuela Tittocchia |
| 13         | 2 maggio 2022  | 2 550 000      | 19,06% | Cloè D'Arcangelo, Luca Di Carlo |
| 14         | 6 maggio 2022  | 2 483 000      | 18,26% | Cloè D'Arcangelo, Luca Di Carlo, Mirko Gancitano, Michela Persico                                                                                   |
| 15         | 9 maggio 2022  | 2 528 000      | 18,81% | Cloè D'Arcangelo, Luca Di Carlo, Mirko Gancitano |
| 16         | 13 maggio 2022 | 2 388 000      | 19,05% | Luca Di Carlo, Beatriz Marino, Claudia Cucolo, Guenda Goria                                                                                         |
| 17         | 16 maggio 2022 | 2 332 000      | 17,73% | Cloè D'Arcangelo, Luca Di Carlo, Carmelina Iannoni                                                                                                  |
| 18         | 20 maggio 2022 | 2 406 000      | 19,23% | Luca Di Carlo, Nicole Di Mario |
| 19         | 23 maggio 2022 | 2 380 000      | 18,94% | Luca Di Carlo, Giuseppe Tonto, Luca Nocerino, Edoardo Panella, Luciano Tavassi                                                                      |
| 20         | 27 maggio 2022 | 2 204 000      | 18,27% | Luca Di Carlo, Delia Duran, Ivano Michetti |
| 21         | 30 maggio 2022 | 2 453 000      | 19,09% | Luca Di Carlo, Beatriz Marino, Nadia Aghittino |
| 22         | 6 giugno 2022  | 2 461 000      | 20,50% | Luca Di Carlo, Ivano Michetti, Jedà Lenfoire |
| 23         | 13 giugno 2022 | 2 246 000      | 19,02% | Luca Di Carlo, Federico Perna |
| Semifinale | 20 giugno 2022 | 2 400 000      | 20,74% | Luca Di Carlo, Emma Di Pietro, Jennifer Caroletti                                                                                                   |
| Finale     | 27 giugno 2022 | 2 575 000      | 23,30% | Luca Di Carlo, Jennifer Caroletti, Carmelina Iannoni, Vanessa Perna, Marisa Daffrè, Ivano Michetti, Silvano Michetti, Tiziano Leonardi, Éva Henger  |
| Media      | Media          | 2 500 000      | 18,55% | |

### Ascolti giornalieri
Canale 5
In questa tabella sono indicati i risultati in termini di ascolto della striscia quotidiana andata in onda dal lunedì al venerdì su Canale 5 alle 16:40 fino al 13 maggio 2022, dal 16 maggio al 1º giugno alle 16:10, mentre dal 2 al 27 giugno alle 15:45.

| Canale 5          | Settimana 1      | Settimana 2      | Settimana 3      | Settimana 4      | Settimana 5      | Settimana 6      | Settimana 7      | Settimana 8      | Settimana 9      | Settimana 10     | Settimana 11     | Settimana 12     | Settimana 13     | Settimana 14     |
| ----------------- | ---------------- | ---------------- | ---------------- | ---------------- | ---------------- | ---------------- | ---------------- | ---------------- | ---------------- | ---------------- | ---------------- | ---------------- | ---------------- | ---------------- |
| Martedì           | 1 916 000 19,10% | 1 639 000 17,60% | 1 774 000 19,40% | 1 709 000 18,20% | 1 965 000 19,50% | 1 896 000 20,70% | 1 718 000 22,00% | 1 489 000 17,60% | 1 738 000 20,70% | 1 652 000 18,40% | 2 231 000 26,90% | 1 586 000 20,00% | 1 554 000 19,00% | 1 558 000 19,10% |
| Mercoledì         | 1 911 000 20,30% | 2 048 000 18,00% | 2 006 000 21,10% | 1 940 000 21,00% | 1 777 000 18,10% | 1 750 000 19,90% | 1 799 000 22,50% | 1 623 000 21,80% | 1 758 000 21,10% | 1 784 000 20,40% | 1 809 000 24,00% | 1 554 000 18,90% | 1 532 000 19,20% | 1 539 000 18,90% |
| Giovedì           | 1 835 000 19,30% | 1 788 000 16,00% | 1 796 000 18,80% | 1 759 000 20,00% | 1 953 000 18,10% | 1 739 000 20,40% | 1 946 000 23,00% | 1 655 000 20,20% | 1 714 000 20,40% | 1 934 000 22,30% | 1 656 000 17,80% | 1 603 000 19,70% | 1 461 000 18,50% | 1 473 000 18,70% |
| Venerdì           | 1 775 000 18,30% | 1 616 000 15,40% | 1 711 000 18,50% | 1 762 000 19,50% | 1 889 000 18,20% | 1 923 000 21,80% | 1 807 000 19,30% | 1 489 000 18,60% | 1 717 000 19,80% | 1 948 000 20,50% | 1 852 000 20,70% | 1 577 000 19,60% | 1 433 000 17,30% | 1 532 000 19,00% |
| Lunedì            | 1 920 000 19,20% | 2 078 000 19,90% | 1 896 000 20,90% | 1 182 000 12,00% | 873 000 8,10%    | 1 840 000 22,40% | 1 888 000 24,50% | 1 884 000 23,00% | 1 864 000 22,20% | 2 252 000 25,90% | 1 741 000 21,70% | 1 503 000 19,20% | 1 577 000 19,90% | 1 518 000 18,30% |
| Media Settimanale | 1 871 000 19,25% | 1 786 000 17,86% | 1 776 000 18,98% | 1 328 000 17,88% | 1 732 000 17,87% | 1 782 000 20,23% | 1 677 000 22,27% | 1 786 000 21,26% | 1 742 000 20,80% | 2 126 000 22,97% | 1 624 000 21,33% | 1 428 000 19,94% | 1 365 000 18,78% | 1 518 000 19,06% |
| Media Finale      | 1 683 000 21,50% | 1 683 000 21,50% | 1 683 000 21,50% | 1 683 000 21,50% | 1 683 000 21,50% | 1 683 000 21,50% | 1 683 000 21,50% | 1 683 000 21,50% | 1 683 000 21,50% | 1 683 000 21,50% | 1 683 000 21,50% | 1 683 000 21,50% | 1 683 000 21,50% | 1 683 000 21,50% |

Italia 1
In questa tabella sono indicati i risultati in termini di ascolto della striscia quotidiana andata in onda dal 4 al 27 maggio 2022 dal lunedì al venerdì su Italia 1 alle 13:00.

| Italia 1          | Settimana 7   | Settimana 8   | Settimana 9   | Settimana 10    |
| ----------------- | ------------- | ------------- | ------------- | --------------- |
| Mercoledì         | 618 000 5,30% | 585 000 5,20% | 539 000 4,90% | 625 000 5,40%   |
| Giovedì           | 661 000 5,70% | 616 000 5,40% | 575 000 5,10% | 541 000 4,90%   |
| Venerdì           | 600 000 5,10% | 458 000 4,20% | 630 000 5,90% | 496 000 4,60%   |
| Lunedì            | 648 000 5,50% | 686 000 6,00% | 578 000 5,10% | non più in onda |
| Martedì           | 596 000 5,20% | 595 000 5,20% | 662 000 5,80% | non più in onda |
| Media Settimanale | 613 000 4,88% | 542 000 4,97% | 613 000 5,02% | 447 000 4,65%   |
| Media Finale      | 487 000 5,84% | 487 000 5,84% | 487 000 5,84% | 487 000 5,84%   |